# Несвижский замок

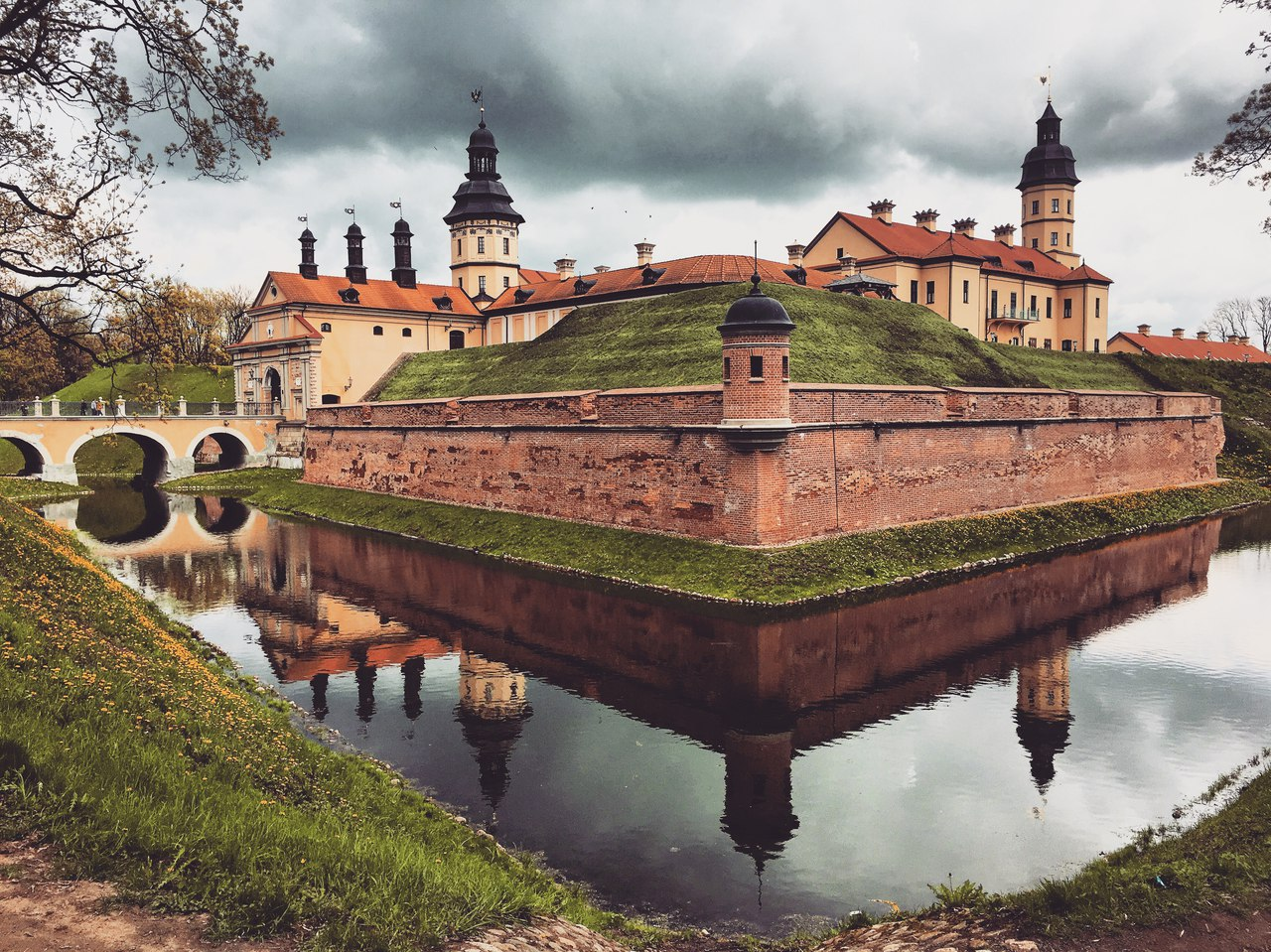
Несвижский замок

Не́свижский за́мок (бел. Нясві́жскі замак) — дворцово-замковый комплекс, находящийся в северо-восточной части города Несвижа в Минской области Беларуси, памятник архитектуры XVI—XVIII веков. Заложен князем Н. Х. Радзивиллом Сироткой в 1582 году и работы, в основном, были окончены к 1600 г. Вначале (до 1599 г.) в строительстве замка участвовал итальянский архитектор Джованни Бернардони. В XVI—XX вв. — резиденция князей Радзивиллов. Включает в себя собственно замок, замковые укрепления, а также большой ландшафтно-пейзажный парк.
Несвижский замок является родоначальником нового типа бастионных укреплений в Беларуси — так называемой новоитальянской системы. На момент постройки замок считался одной из самых сильных и совершенных построек подобного типа. В замке не было недостатка в артиллерии, ручном огнестрельном оружии и военной амуниции. Замок имел важное военное значение на протяжении нескольких столетий, был местом концентрации частной армии Радзивиллов.
В общей планировке и структуре Несвижского замка заметна тенденция к симметричности. Центральный корпус, значительно перестроенный в XVIII веке, выделяется своим архитектурно-художественным решением. Площадь внутреннего двора замка составляет 349м². Пилястры, рельефные декорации, скульптурные заставки придают фасаду пластичность, богатая лепнина высокого фронтона с гербом — роскошь и торжественность.
С тыльной стороны центрального корпуса находится двухэтажная пристройка с террасой и двумя угловыми башнями, а в восточной восьмигранной башне на втором этаже — часовенка князя, перекрытая небольшим куполом с лепниной.
Башня с аркой въезда в замок вынесена вперёд к мосту и исполнена в виде парадных ворот, характерных для белорусского зодчества. Арка переходит в туннель со сводами, который прорезает насыпной вал и выходит во двор напротив центрального корпуса. Такой приём создаёт интересную глубинную перспективу.
Внешне дворец выглядел всегда очень романтично: монументальная постройка с гармоничными башнями разного размера, поднятая над водой, тонет в зелени деревьев.
Средневековый феодальный замок после нескольких перестроек превратился в дворцово-парковый ансамбль с большим открытым двором, окружённым монументальными постройками. В нём переплелись множество архитектурных стилей, что свидетельствует об использовании художественных достижений разных исторических эпох. Украшенный стройными башнями и башенками, комплекс приобрёл романтическую привлекательность, а вода в прудах и яркая зелень ландшафтного замка завершили формирование дворцово-замкового комплекса, одного из лучших в Восточной Европе.
Архитектурный ансамбль Несвижского замка в настоящее время представляет собой историко-культурный музей-заповедник. С 2005 года вместе с расположенным в стороне Фарным костёлом внесён во Всемирное наследие ЮНЕСКО.

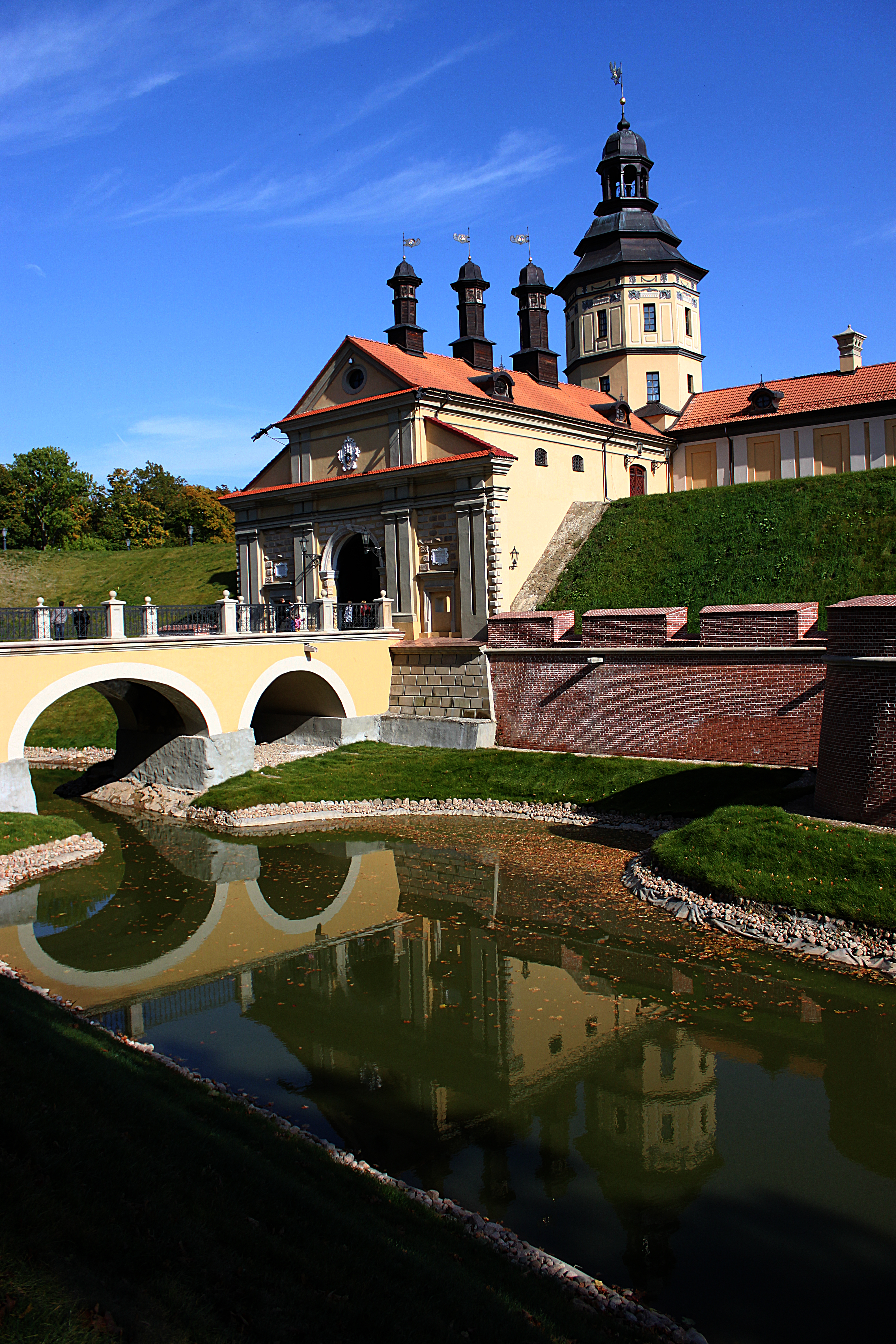
Несвижский замок с гармонирующими башнями разной величины, окружённый водой и деревьями

## История

### Замок в дорадзивилловскую эпоху. Загадка первоначального расположения поселения

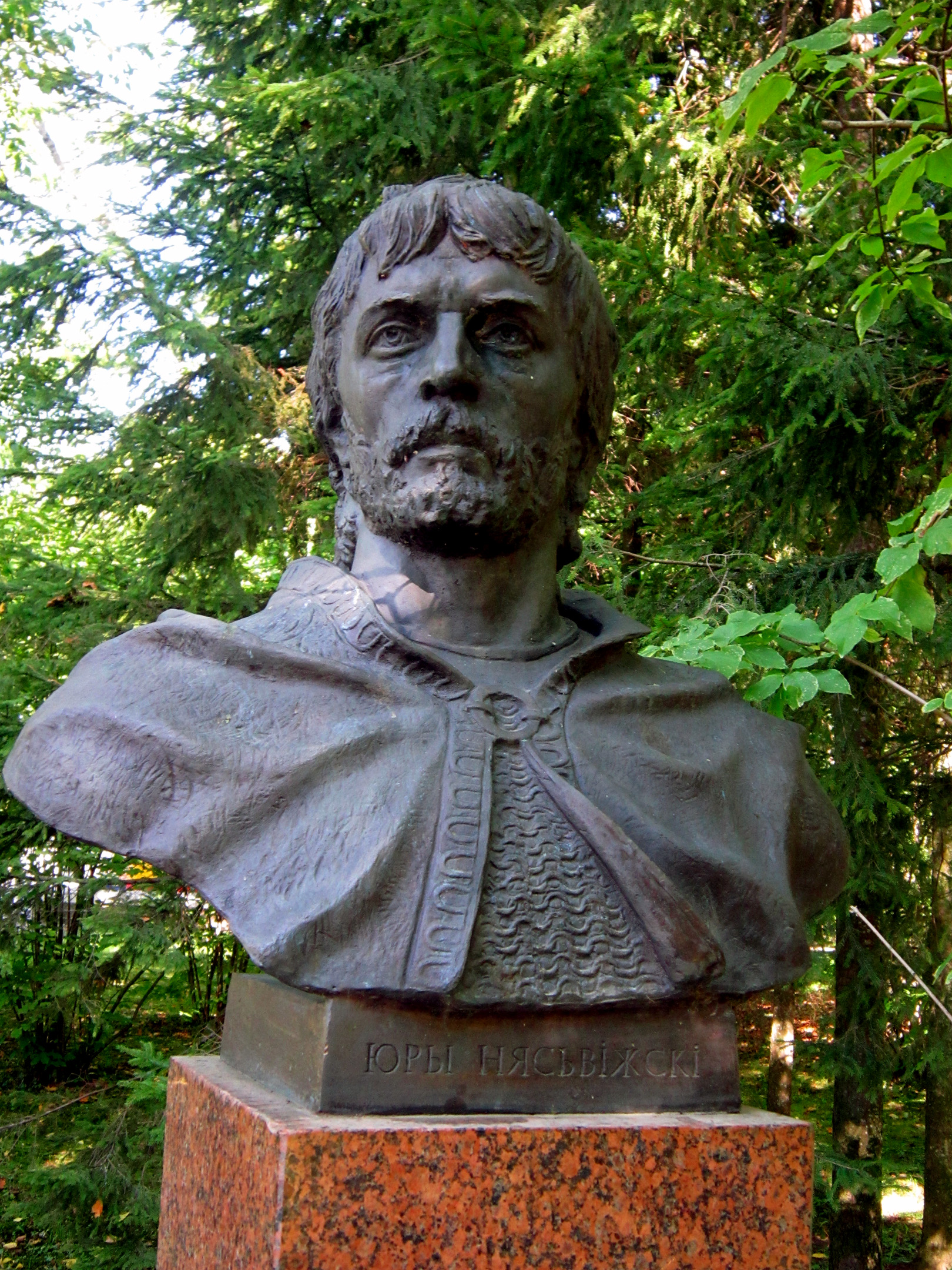
Памятник Юрию Несвижскому в Старом парке. Современная наука ставит под сомнение отношение князя к Несвижу

Традиционно считалось, что первое упоминание про Несвиж относится к XIII веку, когда Юрий Несвижский, один из его владельцев, в 1223 году участвовал в битве с татарами на Калке. Летопись сообщает, что в этой битве вместе с другими князьями татары убили князей «…Святослава Шумьскаго, Мстислава Чернеговьского с сыном, Юрья Несвежъского…» Последнего, начиная с XIX века настойчиво отождествляли с владельцем современного Несвижа, и дата 1223 г. прочно прижилась в повседневной жизни, хотя согласно «Списку русских городов далёких и близких» конца XIV века, «Шумьскыи и Несвежьскыи» города размещались во Владимиро-Суздальской земле. В Великом княжестве Литовском в XIV—XVI вв. существовал род князей Несвицких, столицей их владений был город Несвич, размещённый в современном Луцком районе Волынской области Украины. Однако этот княжеский род, имея в своём владении Збараж, после дал начало роду князей Збаражских, которые с современным Несвижем никак не были связаны.
Первое известное упоминание про Несвиж в письменных источниках встречается в Литовской метрике и относится к 1445 году, когда великий князь Казимир IV Ягеллончик дал его Николаю Немировичу: «Ѡт великог(о) кн(я)зя Казимира королевича ко всим людемъ Несвижаномъ, [ш]то Клавко дҌржалъ. Дали есмо | Несвижъ паноу Николаю Немировичоу со всим, по тому ж, какъ Клавко дҌржалъ. И вы бы его были | послушни. Псан оу Меречи сентяб(ря) 17 день, индик(т)оу 9». В документе Несвиж не называется ни замком, ни городом, а только двором.
Следующие упоминания Несвижа в письменных источниках относятся приблизительно к концу 70-х гг. XV в., среди владений маршалка надворного Солтана Александровича (в источниках упоминается как «Двор Несвиж»). 10 ноября 1492 г. новоизбранный великий князь литовский Александр отдаёт его одному из крупнейших магнатов Великого княжества Литовского маршалку земскому трокскому воеводе Петру Яновичу Монтигердовичу. В 1502 Несвиж упоминается в хронике Быховца в связи с набегом татар: «Татарове ж пошли в загоны в землю и шедши воевали около Клецка и Несвижа и зажгли город Клецк…». Как центр волости Несвиж выступает и в грамоте 1509 г., которая показывает, кого и куда король отправил переписывать земли.
Таким образом, целый ряд источников середины XV — начала XVI в. свидетельствует, что Несвиж тогда уже существовал, однако он был не городом, а скорее всего небольшим поселением — простой феодальной усадьбой, или, как его называет источник — двором, центром небольшой волости.

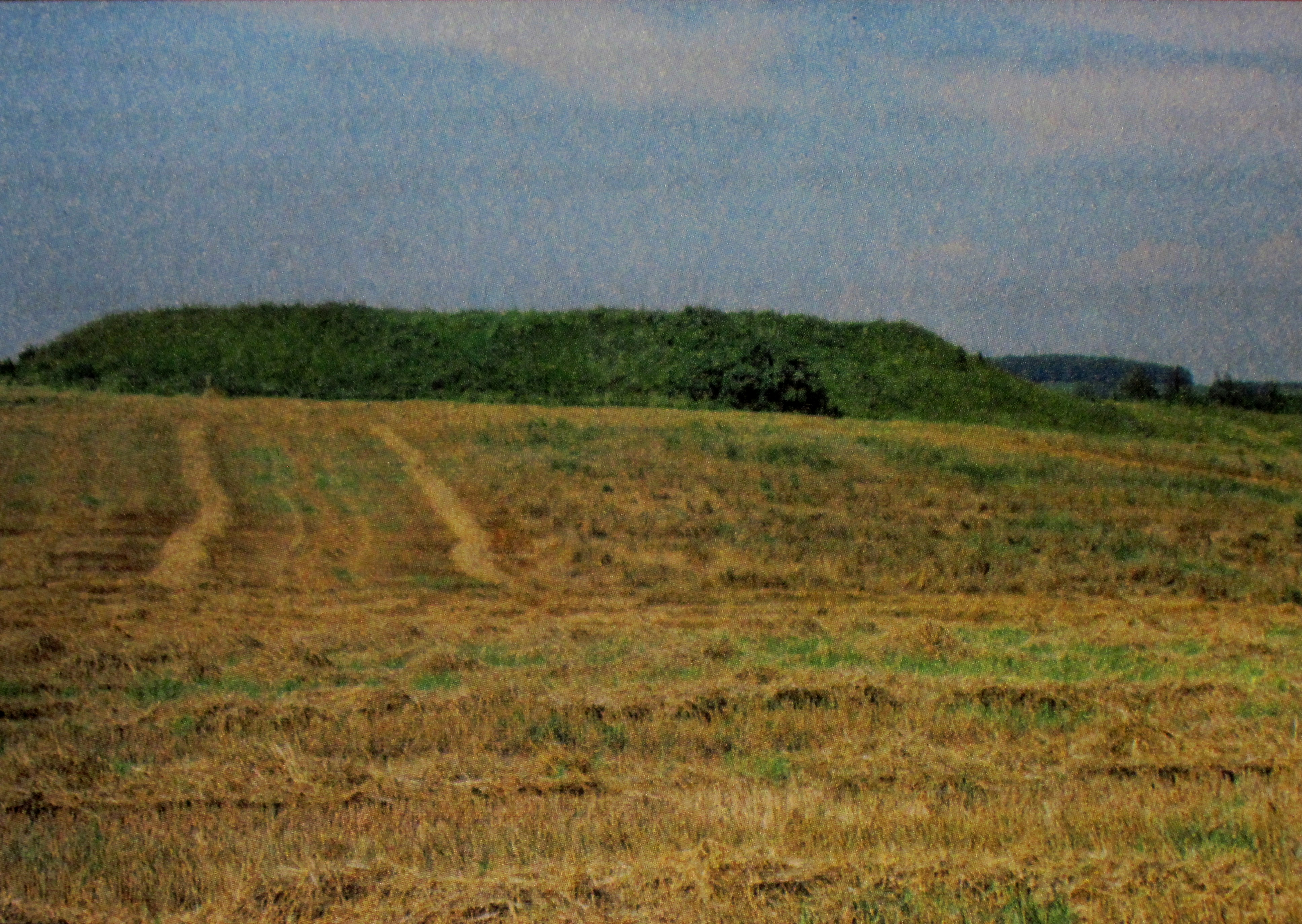
Возможное первоначальное местонахождение «двора Несвижа» на месте городища Замковище в 3 км к востоку от современного замка

Однако археологические исследования на месте современного замка свидетельствуют, что замок и поселение появились тут не раньше XVI в. Так находки на территории замка относятся к концу XVI — началу XIX в. Многие из них похожи на материалы раскопок Мирского замка, который с 1568 г. принадлежал Радзивиллам. Возможным местонахождением первоначального «двора Несвижа» считается городище, размещённое на правом берегу реки Уша, у самых её истоков, между современными деревнями Славкова и Качановичи Несвижского района приблизительно в 3—4 км на восток от современного города. Городище, известное среди местного населения под двумя названиями — Замковище и Богумилье, имеет размеры 64×36 м и размещено на высоком холме на краю осушенного болота. Археологические исследования, проведённые на нём в 1953 г. А. Г. Митрофановым, показали, что на памятнике есть материалы как железного века (I—V вв. н. э.), так и XI — начала XVI вв., однако большинство средневековых материалов относится к XII—XV вв. Рядом с городищем размещено и селище площадью более 4 га с материалами XI—XVI вв., хотя большая их часть, как и на городище, также относится к XII—XV вв. Кроме того, в начале XX в. рядом с городищем отмечалось и наличие курганного могильника. Все эти факты позволяют предполагать, что поселение на городище Замковище и есть то самый «двор Несвиж», про который повествуется в письменных источниках, что само городище значительно старше письменных упоминаний про Несвиж, и поселение возникло не позже XII в. Исследователи считают, что где-то в 1-й половине XVI в. замок был перенесён с Замковища на теперешнее место. Причиной переноса центра волости на новое место могла быть малая площадь старого городища, что не содействовало его развитию. Об это свидетельствуют и археологические материалы с городища, согласно которым жизнь на этом месте прекратилась на границе XV—XVI вв.
Владелец Несвижа конца XV в. трокский воевода Пётр Янович Монтигердович погиб в 1494 году, не оставив после себя сыновей-наследников. Его громадные владения были разделены. Несвиж отошёл к дочери Софье, которая была замужем за смоленским воеводой Станиславом Кишкой — таким образом, Несвиж стал частью владений Кишек.
В 1513 г. княжна Анна из этого рода вступила в брак с Яном Радзивиллом (Бородатым), которому затем и перешёл Несвиж вместе с его укреплениями. Эту дату Радзивиллы считают официальной датой начала своего владения Несвижем, поэтому в 1913 г. они торжественно отметили 400-летний юбилей владения городом.

### Деревянный замок
Считается, что деревянный замок был построен при владельцах Кишках, перестройка замка приписывается Николаю Радзивиллу Чёрному (упоминается в 1551 г.). Археологически памятник никогда не был исследован и известен только благодаря гравюре Томаша Маковского, где он частично просматривается в нижнем левом углу гравюры с изображением Несвижа и показан под названием «Domus capitanei» «Дом старосты».
Размещался на холме на территории современного Старого парка. Это возвышение, вероятно находилось среди болот и было хорошо защищено со всех сторон, а с южной стороны оно фактически замыкало мыс, на котором впоследствии был построен замок Николая Христофора Радзивилла Сиротки. О размерах этого возвышения можно судить по плану Несвижа 1796 года, на котором это возвышение находится на севере от каменного замка Николая Радзивилла Сиротки, на этом возвышении в то время размещались конюшни и каретный двор Радзивиллов. Судя по плану, возвышение имело размеры около 200×100 метров и стояло в начале мыса между созданным позднее Диким озером и болотистой низиной, размещённой к северо-западу от замка. Возвышение ещё просматривается на плане города 1796 г., но уже отсутствует на плане 1810 г.

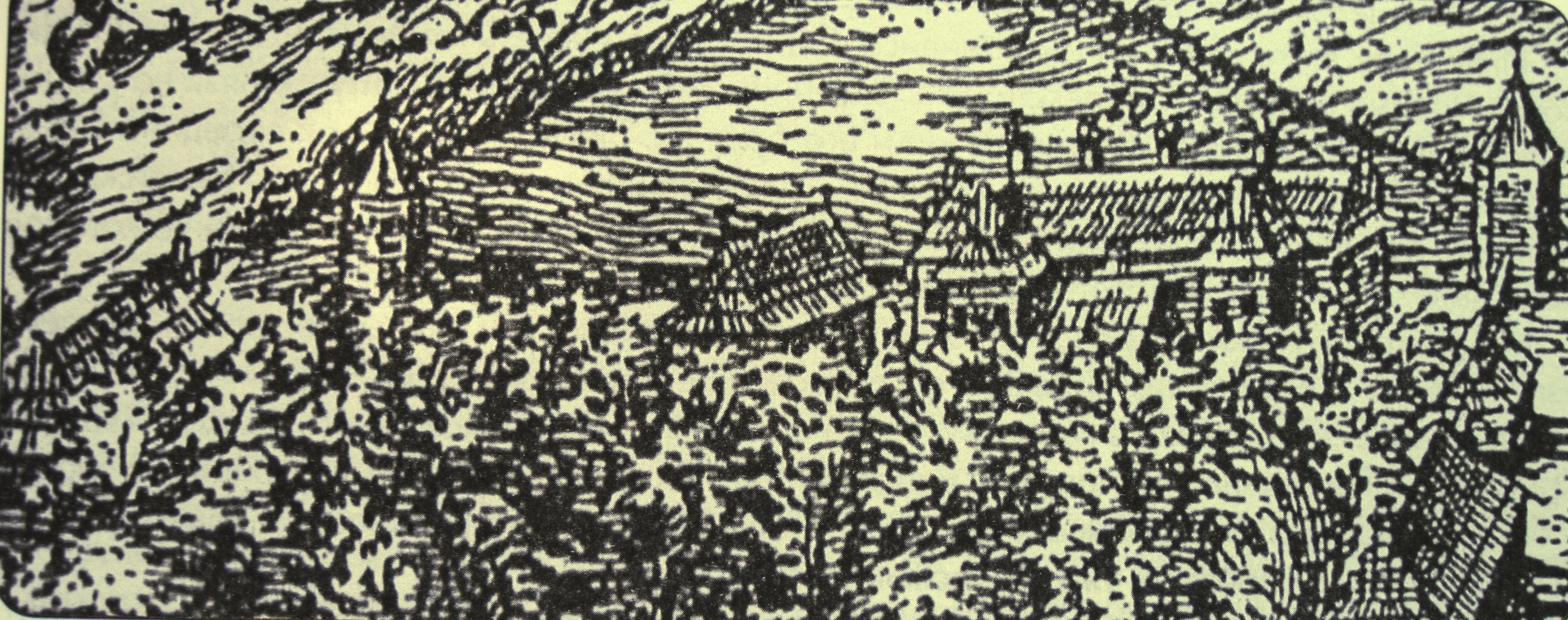
Domus capitanei на фрагменте картины Т. Маковского (зритель «стоит» лицом на юг)

Судя по фрагменту гравюры, замок имел четырёхугольную форму с четырьмя трёхъярусными башнями по углам и въездными воротами с северо-западной стороны. На гравюре хорошо заметны два уровня бойниц над замковыми стенами, части башен.
По своей плановой композиции замок представлял собой типичный замок-кастель, характерный для Западной Европы конца XV — первой половины XVI вв. и имел ближайшую плановую аналогию с Мирским замком. На территории замка находились: около юго-западной стены стоял двухэтажный княжеский дворец с двумя ризалитами и крыльцом с односкатной крышей между ними. У восточной стены замкового подворья была двухэтажная постройка, а в центре — базилика. Вдоль западной стены замка стояли ещё несколько одноэтажных построек.
Большая постройка с двумя ризалитами (княжеский дворец) была повёрнута во внутреннюю часть замка. Исходя из пропорций, здание было трёхэтажным, как и башни. Между ризалитами размещался вход в помещение, оформленный в виде односкатного крытого крыльца. Судя по оформлению фронтонов, эта постройка была кирпичной, хотя не исключено, что автор мог просто нарисовать замок, а на самом деле он был деревянным.
Ближе к центру замка, перпендикулярно помещению дворца, показана другое большое строение. Это здание имеет закруглённый фронтон, что позволяет рассматривать его как культовое помещение, построенное в стиле готической базилики. На противоположном фасаде этого здания просматривается крест. Скорее всего, учитывая религиозные взгляды Николая Радзивилла Чёрного, тут размещалось кальвинистское собрание.
Около юго-восточной стены замка показано ещё одно большое многоэтажное здание, а вдоль северо-западной стены было небольшое одноэтажное помещение. Другое помещение, стоявшее вдоль северо-западной стены, — значительно больше. Центр замка показан как территория, засаженная деревьями, — возможно, тут находился небольшой замковый парк, что в целом было довольно распространённым явлением в замках Западной Европы.
Роль замка как военного центра подтверждает и большой список военного снаряжения, которое было вывезено из Несвижского замка в 1569 году в Чернавчицы под Брестом. Как долго функционировал этот замок, точно неизвестно, скорее всего после постройки нового каменного замка Николаем Христофором Радзивиллом Сироткой, вероятно, его постройки пришли в упадок. В инвентаре Несвижского княжества 1628—29 гг. «Domus capitanei» уже не упоминается, вероятно, к этому времени его постройки были разобраны.

### История постройки каменного замка

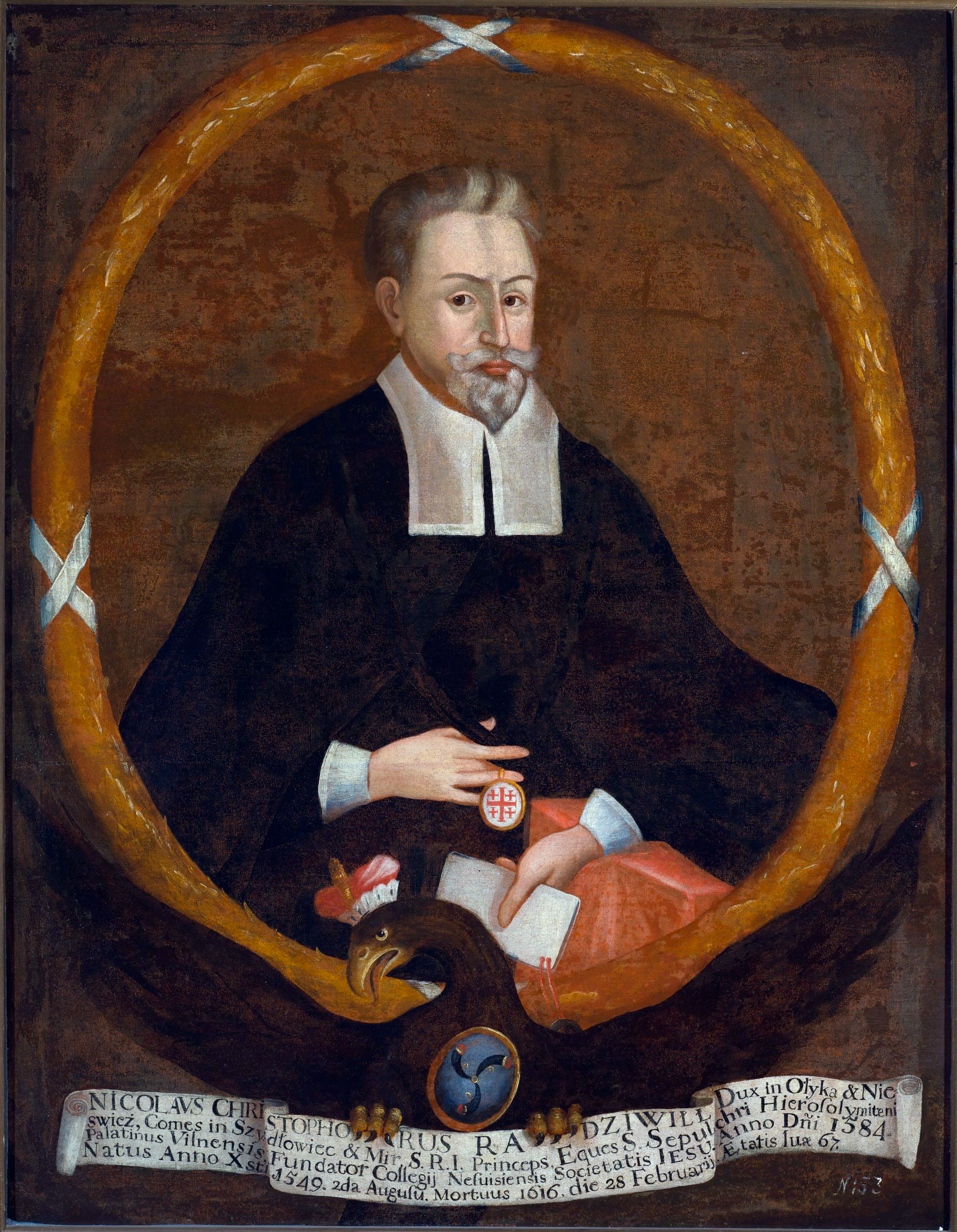
Основатель замка Н. Х. Радзивилл Сиротка. XVII век. Неизвестный художник.

Считается, что первоначальная разработка проекта замка началась Н. Х. Радзивиллом Сироткой сразу же после раздела бывших владений отца с братьями в декабре 1577 года. На проектном плане дворца, найденном в Киевском архиве, написано, что дворец был заложен в 1582 г., тогда как на закладной доске, висящей над входом во дворец, надпись сообщает: «Николай Христофор Радзивилл, князь на Олыке и в Несвиже, граф в Шидловце, Мире и Крожах, князь Священной Римской империи, иерусалимский кавалер, после многочисленных трудов, которые он вынес ради государства при Сигизмунде Августе, Генрихе и Стефане, первых королях, как в мирное время, так и на войне, чтобы засвидетельствовать свою любовь родному дому во время паломничества в Святую землю, осуществлённого согласно обету, сам будучи отсутствующим, заложил первые фундаменты этого замка, в год от рождения Спасителя 1583, 7 мая». Поэтому официальной датой начала строительства считается 7 мая 1583 года.
Неясно, что заставило несвижского князя Николая Радзивилла Сиротку в мае 1583 года начать строительство современной крепости на месте старого деревянного замка. Причиной мог быть пожар, а возможно на решение князя повлияла европейская фортификационная практика. Известно, что зиму 1581 г. Радзивилл провёл в Италии, где мог собственными глазами видеть и надлежащим образом оценить образцы итальянского военного зодчества. Традиционно считается, что новый замок было поручено построить итальянскому архитектору Джованни Бернардони, ученику итальянских зодчих Джакомо да Виньола и Джакомо Делла Порта, принимавшего участие в строительстве знаменитой церкви Иль-Джезу в Риме. Вера в способности и талант архитектора были настолько большими, что Николай Радзивилл, поехав в путешествие в Палестину, разрешил вести строительные работы в своё отсутствие. 16 марта 1583 г. князь Николай Христофор Радзивилл Сиротка поднялся на корабль, плывший в Святую землю. Во время путешествия Николая Радзивилла Сиротки по Святой земле в Несвиже продолжалось возведение бастионного замка, а после возвращения князя и отхода его от общественной жизни в 1584 г., начался наиболее активный период строительства замка, продолжавшийся до 1600 года.
Обычно, найденный в Киеве альбом приписывают монаху, архитектору ордена иезуитов Джованни Мария Бернардони, но считается, что он появился в Несвиже только в июле — августе 1586 г., в таком случае проект замка был разработан ещё до его приезда, а работы по его возведению шли полным ходом. По мнению некоторых исследователей, настоящего автора проекта Несвижского замка надо искать где-то во Франции. Согласно ещё одной версии, проектировщиком Несвижского замка был один из видных инженеров из окружения короля Стефана Батория, среди которых особенное внимание привлекают фигуры Камерино Рудольфино (умер в 1584 г.) и его помощника Герцуло Росинья, которые активно сотрудничали с королём. Тем не менее, точно известно, что Бернардони принял участие в проектировании внутренней отделки замка, поскольку в альбоме Бернардони есть проект каминов для замка.

### Первый замок Н. Радзивилла Сиротки

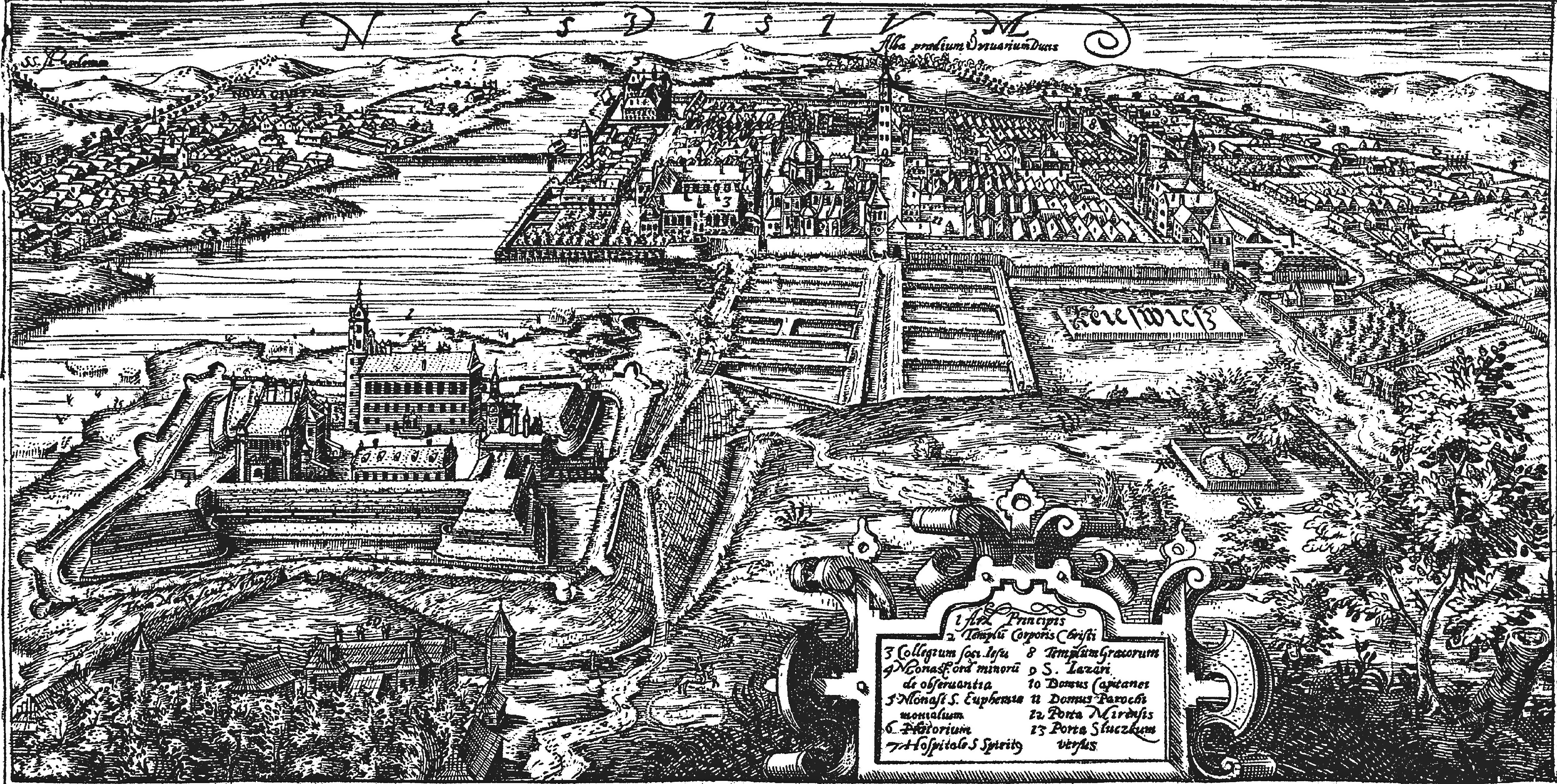
Т. Маковский. Гравюра Несвижа и Несвижского замка. начало XVII в. (зритель «стоит» лицом на юг, замок размещён в нижнем левом углу гравюры)

В первоначальном виде замок изображён на гравюре Т. Маковского (начало XVII в.). Несвижский замок был построен на полуострове, на правом берегу реки Уши. Замок в плане имел четырёхугольную форму, размерами 170×120 м, был окружён глиняным валом с бастионами по углам, сухим оборонительным рвом, гласисом (укреплённой дорогой) по внешнему периметру рва и равелином перед входом на замковый мост.
Замок был окружён широким рвом, который сначала был сухим, а после начал заполняться водой. Уровень воды во рву регулировался. Замок был фактически островным, с двумя водными рубежами. Попасть в замок можно было по длинному деревянному мосту через озеро. В случае опасности мост легко разбирался. Этот мост достигал оборонительного рва с переброшенным через него подъёмным мостом. Также перед входом на замковый мост существовал земляной редут, отделённый от остальной территории рвом шириной до 8 м и глубиной 2 м.
Ров вокруг замка был обложен с двух сторон кирпичной стеной высотой до 4 м и толщиной до 2 м. Ширина рва около бастионов достигала 22 м. Вал возвышался над уровнем боевой площадки на 7 м и имел ширину около подошвы до 20 м. На него можно было попасть по пандусам, которые выводили с замкового подворья на восточный, южный и западный бастионы. От северного бастиона вёл специальный проход к дому городничего. Пандус с замкового двора около въездных ворот имел ширину около 3 м. Перед валом находилась боевая площадка шириной до 4,5 м прикрытая каменным бруствером с бойницами. ниже находились орельоны полукруглой формы диаметром до 4 м с бойницами для пушек. Выход на боевую площадку перед валом осуществлялся через проход у въездных ворот и через ворота у восточного бастиона замка.
Вверху вал переходил в каменный бруствер с дополнительными укреплениями. Со стороны замкового двора брустверная линия огня была защищена ещё одной каменной стеной. Подход к замку с западной стороны был укреплён треугольным шанцем, к которому вели две подъездные дороги. Таким образом, вдоль главной оси находились как каменные ворота с раздвижным мостом, так и трёхэтажный дворец с восьмигранными угловыми башенками. Вал Несвижского замка заслонял собой от обстрела весь первый этаж построек. В середине вала, имевшего сводчатые помещения, размещались отдельные вспомогательные службы, тут были четыре потайных выхода, а также конюшни.

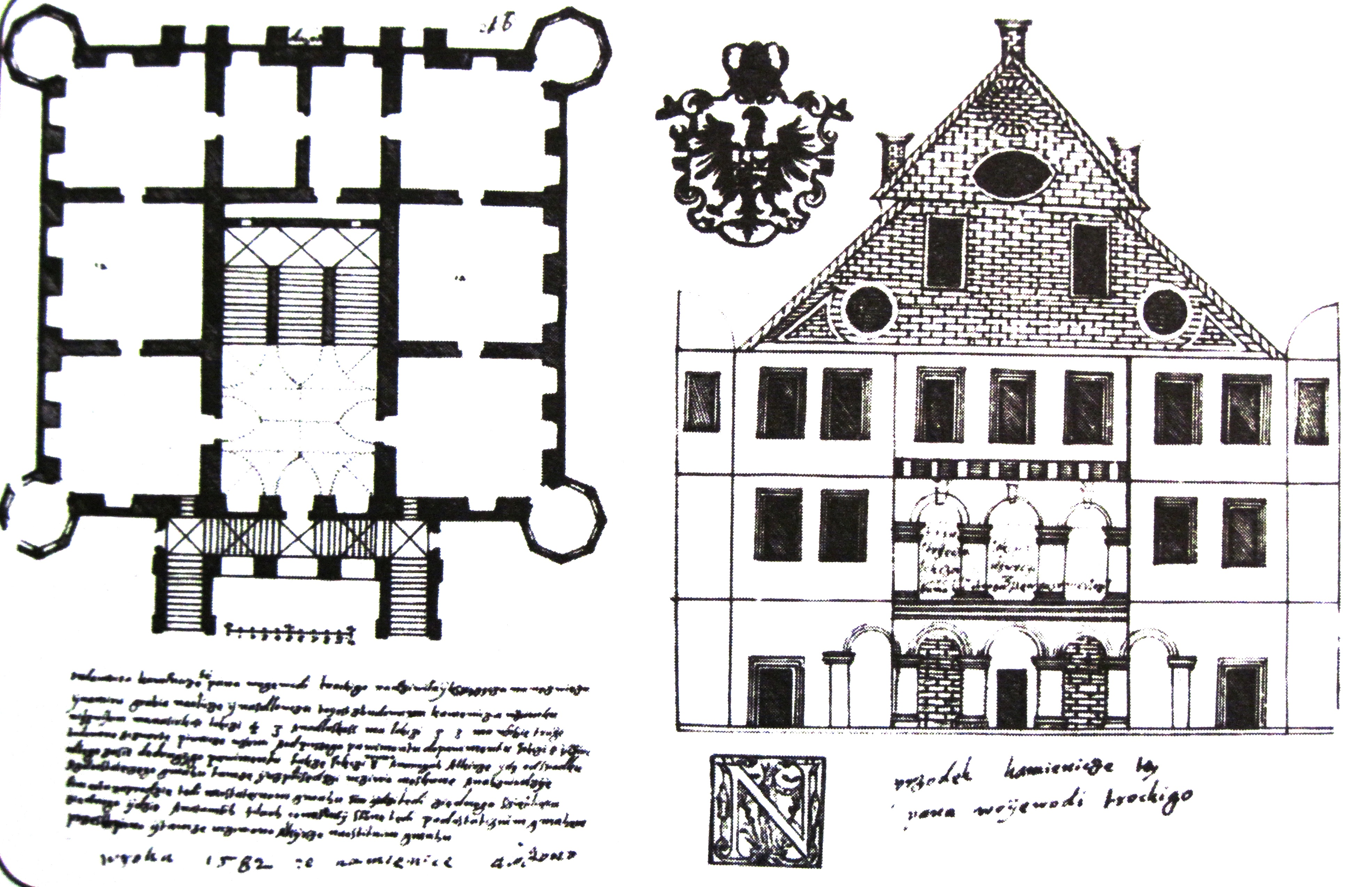
Проектный план фасада дворца Н. Х. Радзивилла Сиротки

Один из подземных ходов шёл от восточного бастиона замка к так называемому «дому пушкаря» (размещавшемуся в западной части замкового подворья и имел длину около 25 м, ширину 1,3 м и высоту 2,3 м). В центральной части подземного хода сохранилась шахта размерами 1,3×1,3 м, ведшая к западному бастиону замка. В системе обороны замка существовал подземный ход (длина 42 м, ширина 1,3 м, высота 1,6—2,3 м) из замкового двора в оборонительный ров. Одновременно в этот подземный ход из замкового двора вёл каменный канал ливневой канализации шириной 0,9 м и высотой 0,6 м. Ещё один такой канал размерами 0,4×0,6 м вёл из замкового подворья в ров под северо-западной галереей XVIII века. В XVIII в. на бастионах возвели 4 оборонительные (известные по инвентарям).

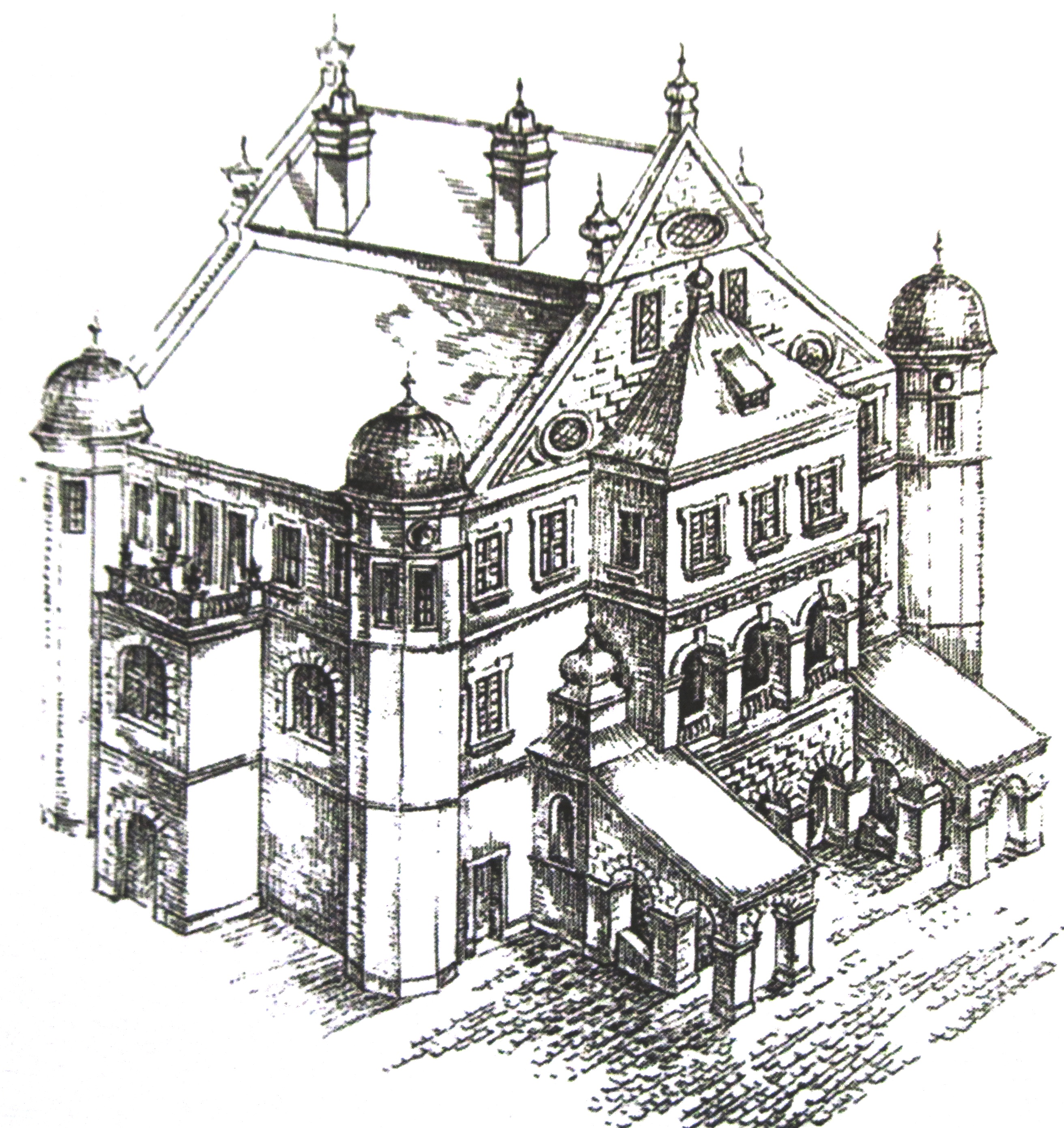
Реконструкция первого замка Н. Х. Радзивилла Сиротки

Судя по рисунку Т. Маковского, замок первоначально застраивался отдельно стоящими зданиями. На гравюре видны въездные ворота, прилегающие к ним деревянные постройки, арсенал, трёхэтажное каменное помещение, рядом с которым находились наблюдательная башня и княжеский дворец.
Сам дворец представлял собой почти квадратную в плане, размером около 25×23 м трёхэтажную постройку, по углам которой стояли восьмигранные башни с бойницами. Вдоль длинных сторон постройки размещались прямоугольные ризалиты размером 7×5,5 м, хорошо видные на гравюре Т. Маковского. Их фундаменты были найдены во время археологических исследований, но на проектном плане ризалитов ещё нет. Вход в замок, судя по гравюре, был организован в виде парадного крыльца с двумя лестницами, ведшими на второй этаж ризалита, размещённого на фасаде дворца, откуда открывался вход в сами княжеские покои.
Вероятно, второй заложенной постройкой замка был арсенал, как важное помещение для хранения военного снаряжения.
Судя по гравюре Т. Маковского, арсенал планировался как большое помещение, на 10 окон в длину. Однако самый первый сохранившийся инвентарь замка (1658) говорит о нём как о небольшой постройке — на 5 окон. Таким он фактически является и сейчас. Вероятно, на гравюре Т. Маковского изображён проектный план арсенала, который так и не был реализован. Также археологические исследования, проведённые в его помещении, показали, что на самом деле в XVI—XVII вв. он был меньше чем теперешний арсенал, датируемый XVIII веком. Первоначальное помещение для арсенала имело размеры 18×9 м. Уточнить их позволяет сохранившийся фрагмент арочного фундамента его северной стены.
Трёхэтажная каменная постройка, размещённая справа от входа в замок, была заложена только в 1587 г., и его строителем, а возможно, и автором проекта был М. Забаровский, работавший на князя ещё в Мире в 1575 г. Среди других строителей, принимавших участие в возведении построек на площадке замка в конце XVI в., Войцех Каберницкий, Ленарт-каменщик, Самуэль Михайловский.

### Замок в XVII веке

#### Во времена ординаций Яна Ежи и Альбрехта Владислава
Практически все следующие несвижские ординаты до начала XVIII вв. жили преимущественно в Бяльском замке (Подляшье), что было обусловлено не только его лучшей фортификацией, но, и в первую очередь, его близостью к столице государства — Варшаве.
После смерти Николая Христофора Радзивилла Сиротки во владение Несвижской ординацией вступил в 1616 году Ян Ежи Радзивилл, который редко бывал в Несвиже, проживая преимущественно в Варшаве и Вильно. Практически Несвижем он пользовался как титулом своих владений — «князь на Олыке и Несвиже» — и как источником доходов.
Про его деятельность в качестве несвижского ордината известно только то, что в 1617 г. он встречал тут королевича Владислава, который ехал в Москву, рассчитывая занять царский трон. Королевича, по воспоминаниям современников, рядом с иезуитским коллегиумом встретили фейерверком и торжественной речью. В городе навстречу вышли с хоругвями все ремесленные цеха, а на приёме во дворце, когда прозвучал тост в его честь, был произведен такой артиллерийский залп, что в городе мало где остались целыми окна. Королевич Владислав пробыл в Несвиже три дня, а на прощание князь Ян Ежи Радзивилл подарил ему несколько своих лучших пушек.
После смерти Яна Ежи в конце 1625 г. несвижским ординатом стал князь Альбрехт Владислав Радзивилл, который большую часть времени проводил в своей резиденции в Чернавчицах.

#### Перестройка замка при Александре Людвике
После длительного перерыва дело своего отца по упорядочиванию родового гнезда продолжил Александр Людвик Радзивилл. где-то в 40-х годах XVII века на смену деревянным пристройкам к въездным воротам Несвижского замка приходят одноэтажные каменные корпуса, в которых, судя по инвентарному описанию замка 1658 г., размещались многочисленные служебные и хозяйственные помещения.

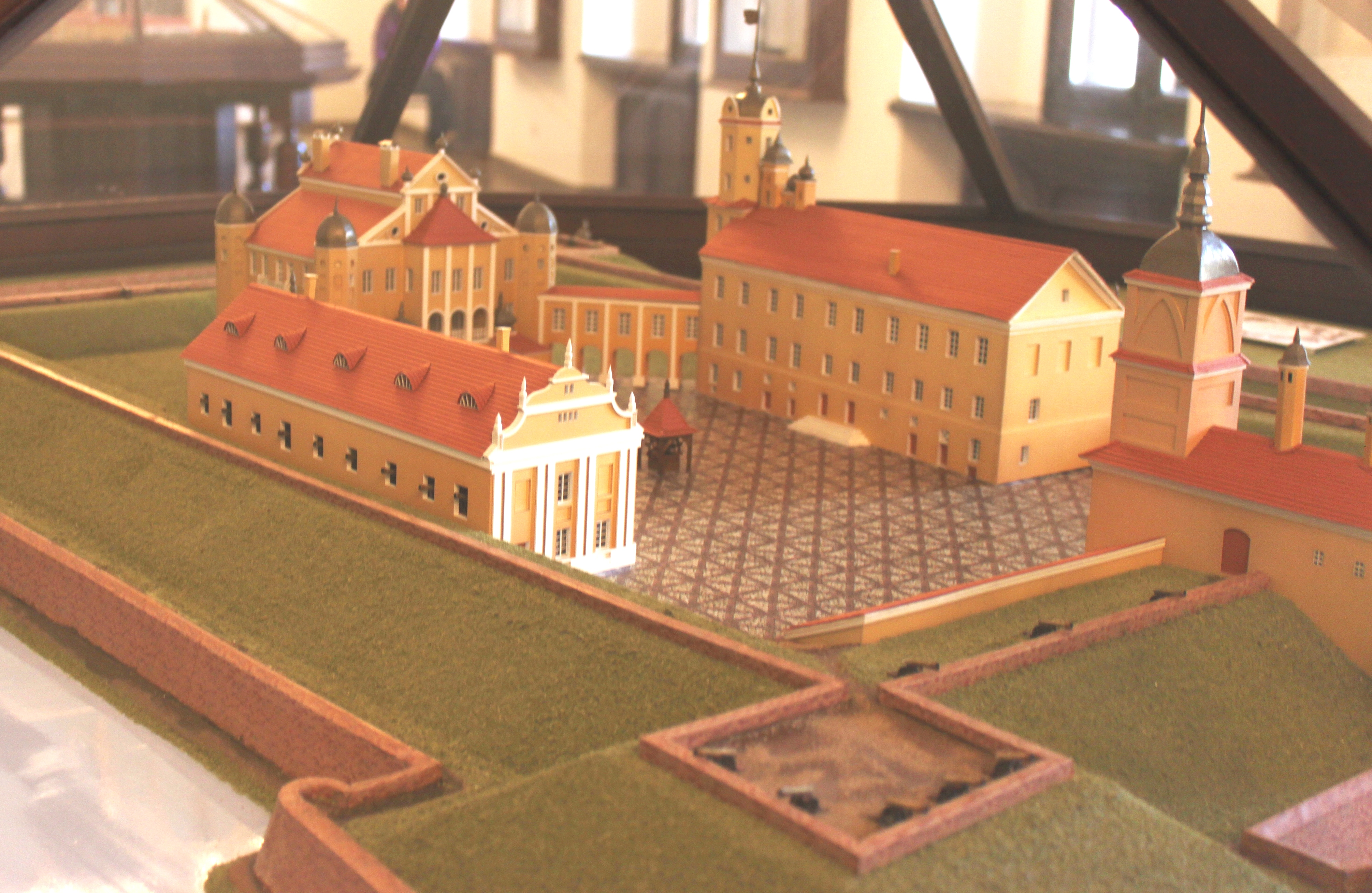
Макет замка времён первой половины XVII в. Экспонируется в музее Несвижа

По информации из инвентарного описания, с левой стороны от входа размещалось помещение для проживания Несвижского городничего, состоявшее из сеней и двух помещений. За ними размещался выход на вал, который и теперь частично сохранился. Сам выход на вал заканчивается замкнутым помещением, но когда-то, пройдя через корпус и повернув направо, можно было подняться на северный бастион замка и пройти, спрятавшись за вал, вдоль северной куртины замка. За выходом на вал размещался двухэтажный дом для солдат, за которым стоял цейхгауз.
С правой стороны от входа в замок в пристройке к воротам размещалась замковая тюрьма, за ней была пекарня, а дальше винокурня и дом винокура. За ним находилась ещё одна тюрьма, дальше около трёхэтажного постройкой размещалась литейная мастерская, в которой отливались пушки и колокола. В помещении над воротами размещалась княжеская библиотека. На башне над въездными воротами с самого начала функционирования замка имелись часы.
При князе Александре Людвике дворец был соединён одноэтажной аркадной галереей с трёхэтажной постройкой. Другая, симметричная первой галерея, вела к построенной в это время второй восьмигранной башне, которая размещалась между дворцом и арсеналом. При её постройке Александр Людвик попробовал добиться определённой симметрии — новую башню он разместил напротив наблюдательной башни, построенной ещё при Николае Сиротке. Новая башня до нашего времени не сохранилась, она была разрушена во время шведского погрома замка в 1706 г., и про неё известно только благодаря письменным источникам и археологическим данным. Как показали археологические исследования, башня была 8-гранной, с длиной грани около 2 м и шириной стен фундамента 1,3-1,4 м. Судя по инвентарям замка 1658 и 1673 гг. В этой башне находился пороховой склад.

#### Замок во время событий войны 1654—1667 годов
Война России с Речью Посполитой оставила след в истории Несвижского замка. Нападение войск царя Алексея Михайловича и их военные успехи привели к тому, что в 1654—1655 гг. почти все земли Великого княжества Литовского были заняты московской армией. Как результат указанных событий, осенью 1655 г. на территории Литвы осталось только несколько анклавов, не занятых чужими войсками. На западе такую роль исполняло, в первую очередь благодаря своему географическому положению Берестье, где находились остатки армии ВКЛ и хоругви личного набора литовского подканцлера Казимира Льва Сапеги. Дальше на восток успешно противостояли противнику только некоторые частные крепости, которые были окружены современными фортификациями бастионного типа, имели сильный, обеспеченный соответствующей артиллерией гарнизон и большие запасы провианта и военной амуниции. К их числу можно отнести Старый Быхов, лежавший на Днепре, и три крепости — Слуцк, Ляховичи и Несвиж, находившиеся в глубине страны, на землях периферийного Новогрудского воеводства.

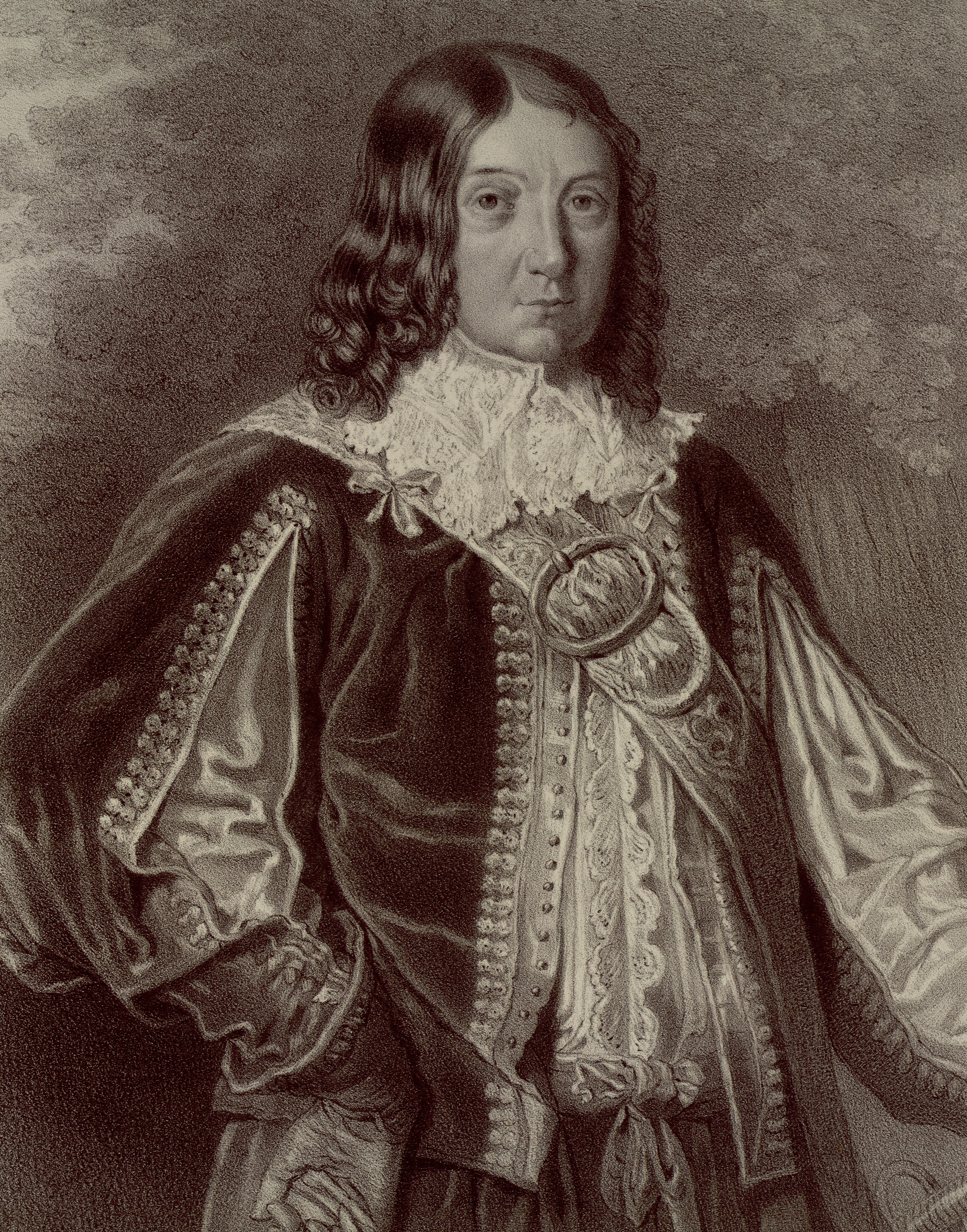
Михаил Казимир Радзивилл

В то время Несвиж принадлежал литовскому кравчему, молодому магнату Михаилу Казимиру Радзивиллу (родился в 1635 г.). Он стал владельцем замка после смерти отца — великого маршалка литовского Александра Людвика (умер 21 марта 1654 г.), фактически незадолго до начала войны с Россией. Положение осложнялось ещё и тем, что молодой князь был вынужден вести судебную тяжбу за полученное после смерти отца имение.
Несвиж находился в глубине страны, и поэтому до 1655 года не существовало сколь-нибудь реальной угрозы, что он станет объектом атаки войска противника. В том числе и по этой причине в мирное время в замке находился только относительно небольшой гарнизон, который, скорее всего, насчитывал несколько десятков солдат-пехотинцев и драгун, содержание которых из собственного кармана оплачивали Радзивиллы. Положение резко изменилось летом 1655 года, когда русские войска при поддержке казачьих отрядов форсировали Березину и вторглись вглубь Великого княжества Литовского, захватив 8 августа Вильно, а затем Ковно и Гродно.
В сентябре 1655 года корпус Алексея Трубецкого, шедший из-под старого Быхова, и казачьи отряды под командованием Золотаренко, возвращавшиеся из-под Гродно, соединились под Слуцком. После неудачной попытки взять Слуцк (2—6 сентября) русские войска и казаки Золотаренко появились 25 сентября под Несвижем. Хотя точный ход событий неизвестен, вероятной жертвой противника в то время стал неукреплённый новый город, а его жители спрятались за стенами старого города, который, возможно, также не был взят.

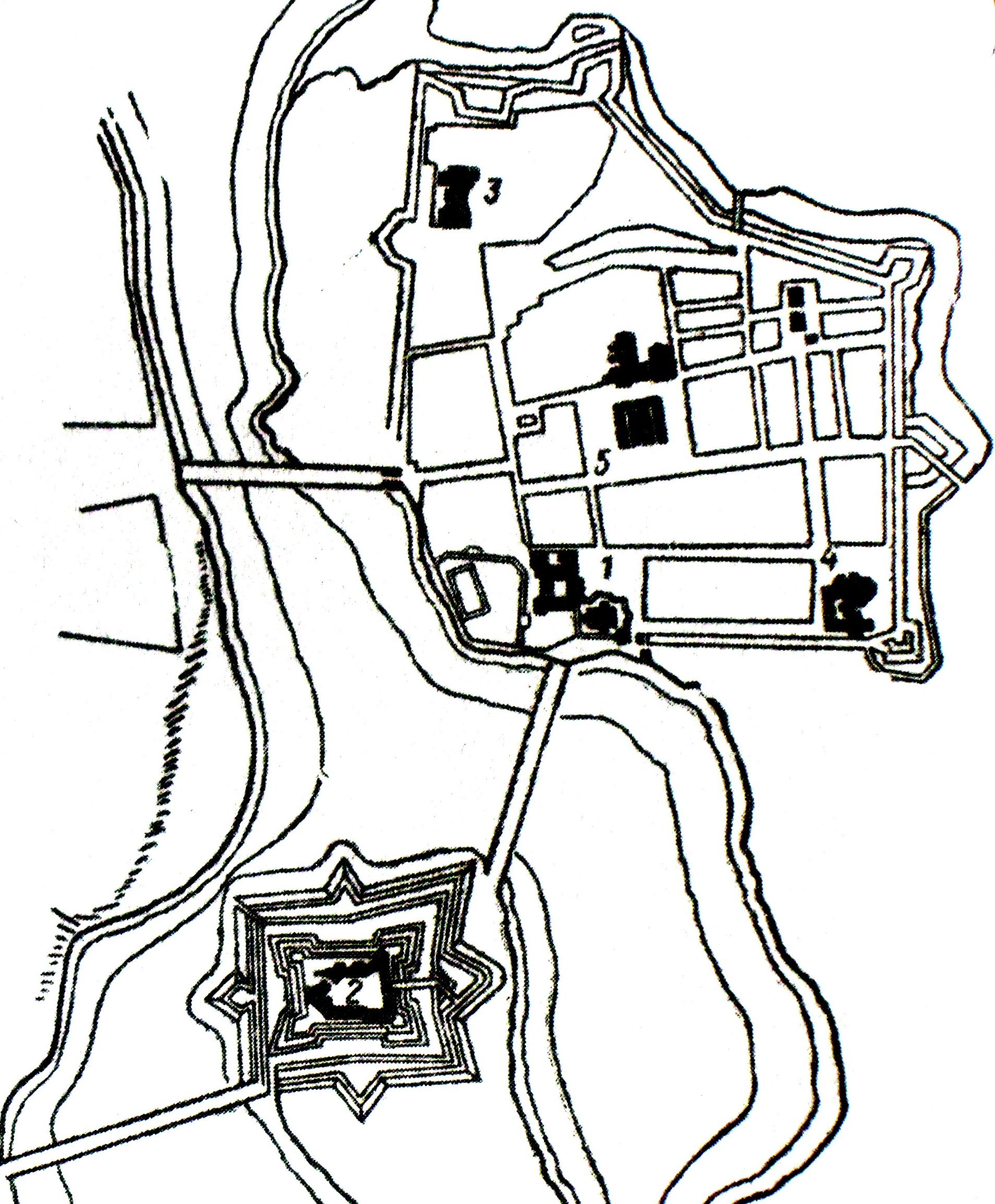
План замка и города в 1665 году

Оценивая события того времени, владелец Слуцкого княжества князь Богуслав Радзивилл писал 12 ноября Я. Лещинскому, что в «воеводстве Новогрудском, за Неманом только Слуцк и Несвиж выстояли».
Хоть замок и не был взят штурмом, он получил серьёзные повреждения. Во время осады были сожжены все крыши, сгорели апартаменты третьего этажа во дворце и каменной постройке. Был уничтожен декор мраморной залы, княжеской часовни и мраморного эркера. Разрушены навершие замковой башни и часть ворот с часовой башней.
Принимая во внимание постоянную опасность нападения противников, владелец Несвижа Михаил Казимир Радзивил, в то время кравчий литовский, отдаёт срочные приказы по восстановлению и усилению замка. На протяжении 1654—1655 гг. были усилены вал, каменная стена предвала, был заложен привалок, из частично разобранной каменной конюшни были созданы шанцы. Тогда же копачами выбиралась земля для создания «нижнего» рва.
Как показали дальнейшие события, усилия по укреплению замка не были излишними и оказались как нельзя кстати.
В ближайшие годы значительно большую опасность для Несвижа представляли не русские солдаты, а отряды Богуслава Радзивилла, стоявшие в Слуцке. Это было связано с попыткой реализации политических планов князя, который с конца 1655 г. начал реализацию идеи по созданию собственного удельного княжества, которое бы находилось в непосредственной зависимости от Швеции. По этой причине 4—5 декабря 1655 г. отряды под командованием слуцкого коменданта Адама Волакса хитростью захватили Несвиж. Через 8 дней после этого капитулировал и Мирский замок, также принадлежавший кравчему. Солдаты Богуслава однако не смогли осесть в этих городах: Несвиж был отбит уже в первые дни апреля 1656 г. высланной гетманом Сапеги хоругвью мозырьского земского судьи Самуэля Аскерки.
Ещё более серьёзная угроза для Несвижа возникла весной 1660 г., когда Новогрудское воеводство стало объектом нападения армии князя Ивана Хованского. На начальном этапе кампании русские отряды не создавали особых проблем Несвижу, поскольку были заняты осадой соседних Ляхович. Несвижский гарнизон стремился по мере своих возможностей помогать защитникам этой крепости, в первую очередь парализуя линии коммуникаций Хованского и успешно организуя нападения на тылы противника.
В 1660 воевода Хованский писал царю, в своём донесении, что вынужден снова посылать в Несвиж воеводу И. Змеева, которому «приказал город обсадить и промысел над Несвижем чинить, сколько милостивый Бог помощи подаст». Хованский считал, что вылазки из города ратных людей наносят его войску большие потери, особенно достаётся фуражирам, которые приезжали из-под Ляхович на поиски «хлебных припасов и конских кормов».
Только в июне русский военачальник решил активно действовать в районе Несвижа. Осуществление своих планов он поручил корпусу численностью около 2500 солдат, который из-под Могилёва привёл ему на помощь воевода Змеев. Вероятно, что русские войска в очередной раз сожгли новый город, который находился вне линии укреплений, после чего начали подготовку к осаде замка и старого города, но 26 июня неожиданно её сняли. Хованский начал ускоренную концентрацию всех подчинённых ему отрядов для противостояния литовским и коронным войскам во главе с Павлом Яном Сапегой и Стефаном Чарнецким, шедшими с запада. В свою очередь поражение, которое русские войска понесли под Полонкой через два дня, привело к тому, что вся Новогрудчина в скором времени была освобождена от отрядов противника, а в следующие недели фронт быстро продвигался на восток, в направлении Днепра. Сам Несвиж до подписания Андрусовского перемирия (30 января 1667) был недосягаем для царских войск.

#### Восстановление замка
В 1661 году сейм Речи Посполитой, принимая во внимание важное оборонительное значение Несвижа, постановил компенсировать расходы М. К. Радзивилла на восстановление фортификации замка в размере 56 628 польских злотых. Это сеймовое постановление стимулировало продолжение восстановительных работ в замке, проводимых по инициативе М. К. Радзивилла в 1660-х—70-х гг., а в 1680-х—90-х гг., уже при ординатстве его преемников Ежи Юзефа (1680—1690) и Кароля Станислава (1689—1719), осуществление крупномасштабной реконструкции всего оборонного комплекса.
Работы, проводимые на фортификациях в 1660-е—70-е гг., имели характер главным образом аварийных. Однако назрела неотложная потребность в коренной реконструкции замковых укреплений, начавшейся приблизительно в конце 1670-х гг., а полном объёме реализованной на протяжении следующих двух десятилетий.
Преобразования заключались в модернизации оборонительного комплекса в соответствии с правилами так называемой староголландской школы, опиравшейся на точно очерченные геометрически-математические принципы. Она удовлетворяла спрос на крепкие и одновременно лёгкие в строительстве фортификации. Эта школа была очень популярной в Речи Посполитой на протяжении всего XVII века и даже в первой половине XVIII в., когда широко практиковалась перестройка старых замков. Не избежал этих новаций и Несвижский замок.
Фортификационные сооружения замка были значительно усилены, бастионы приподняты на 1,5 м и удлинены на 7 м. Одновременно во второй половине XVII в. в дополнение к редуту около входа в замок перед замковым рвом были насыпаны 3 новых треугольных бастиона, соединённых с редутом и создавших вторую восьмиугольную линию бастионных укреплений. На противоположном берегу реки Уша был возведён так называемый тет-де-пон, прикрывавший подходы к Славковской гати. Тогда же начали заполнять замковый ров водой. Возможно, автором идеи проекта по укреплению замка во второй половине XVII в. был архитектор и фортификатор Т. Спиновский.
О Спиновском известно, что он находился в Несвиже в 1657 — начале 1658 гг. и то время активно сотрудничал с Богуславом Радзивиллом по вопросу укрепления фортификаций Слуцка, Биржей, Кролевца. В Несвиже по заказу Михаила Казимира архитектор занимался «выставлением известной Модели, к Фортеции Несвижской принадлежащей (которую Князь … Пан Подчаший очень желал иметь у себя)». Но Спиновский «Модель» не закончил и в январе 1658 года отъехал в Слуцк (возможно, захватив «Модель» с собой). Оттуда в начале февраля он написал к Б. Радзивиллу, что его работа может быть использована как в Слуцке, так и в Несвиже; но лучшие возможности архитектору виделись в Слуцке из-за отсутствия в Несвиже достаточного количества специалистов.
В архивных источниках, имеющих отношение к этому периоду существования замкового комплекса, фамилия Спиновского больше не встречается. Известно, что во второй половине 1670-х работы по укреплению фортификаций проводились под руководством Делавали (настоящее имя — Густав Адольф Де ла Валле де Гоб), которому непосредственно подчинялись все участники работ. Также известно, что заработок последнего составлял большую по тем временам сумму 1000 злотых в год. По данным за вторую половину 1690-х гг. известно, что фортификационные работы проводились под руководством «оберштерлейтенанта» Петра Яна Вогше.
В результате проведённой реконструкции замковых фортификаций, можно судить, что работы были проведены в основном на главной и дополнительной (внешней) линиях укреплений, и что фортификации больше не изведали изменений своего облика.

### Замок в XVIII веке

#### Замок во время событий Северной войны

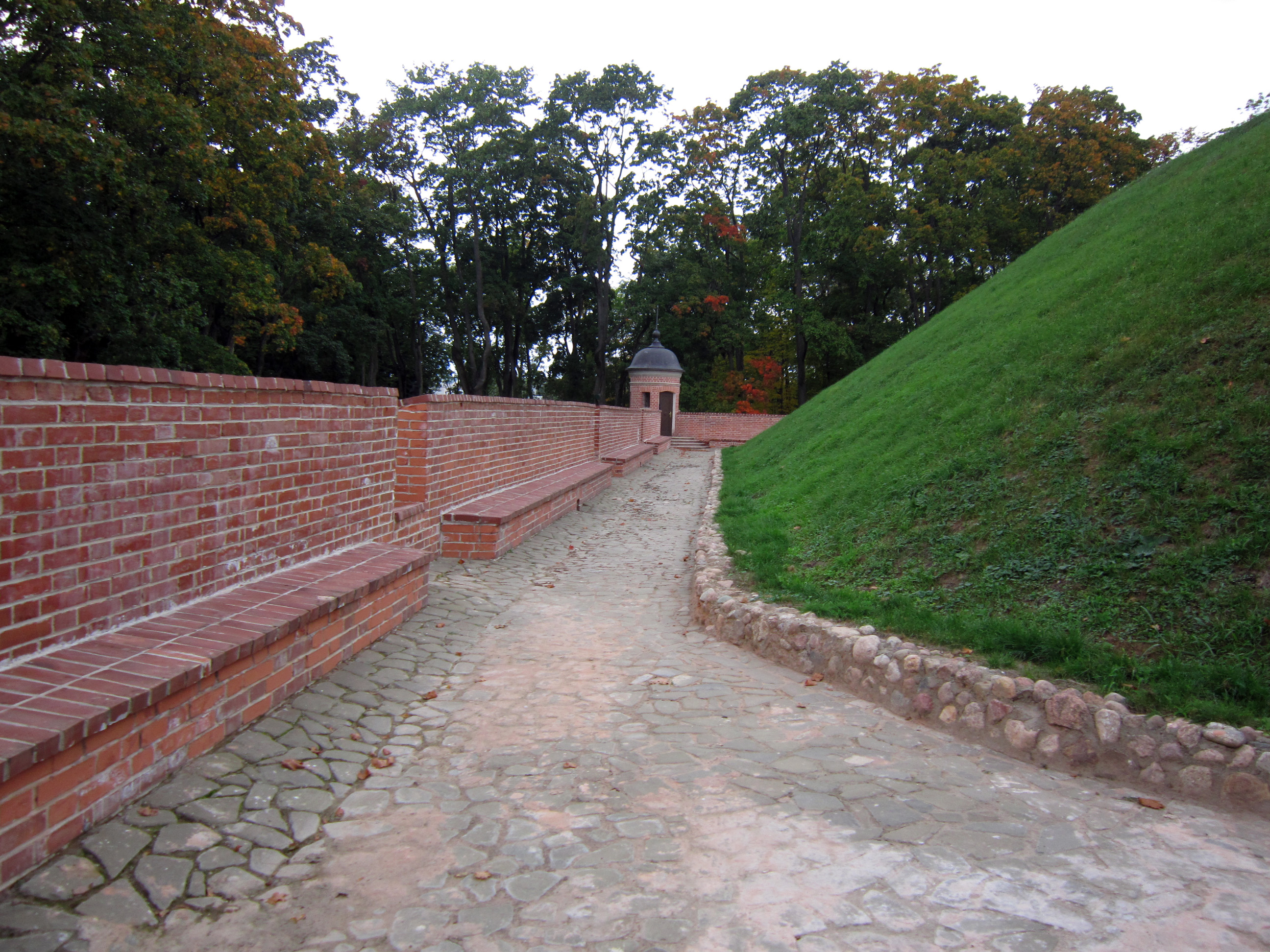
Бартизаны голландского типа появились в 1660-е годы

В 1706 году во время Северной войны город и замок стали целью Карла XII, который намеревался разорить владения всех магнатов, поддерживавших Августа II. Для захвата Несвижа были посланы три батальона драгун под командованием подполковника Юхана Траутветера и майора Спенса. Перед этим отряд Траутветера занял Негневичи, Кореличи и Мир. В городе в это время стояли 2000 казаков полковника Михаила Миклашевского (писатель и краевед XIX века Владислав Сырокомля называет его Михаловичем).
Штурм города начался 14 марта. После того, как драгуны Траутветера ворвались в город, завязались уличные бои, и шведы заставили собравшихся на рыночной площади казаков отступить. В стычке погибло около 300 казаков вместе со своим полковником. Около пятисот казаков заперлись в помещениях иезуитского коллегиума, другие заняли дома и оттуда вели обстрел шведов. Поскольку Траутветер не имел крупнокалиберных орудий, единственным способом справиться с занявшими коллегиум и городские каменные постройки казаками был поджог города. Из-за отсутствия артиллерии также не состоялся штурм замка. Не имея возможности занять замок, Траутветер отступил к основным шведским силам.
После победы над российскими войсками под Клецком Карл XII со своими главными силами подошёл к Несвижу. К началу мая в замке находилось лишь 200 человек гарнизона, из которых менее сотни были опытными солдатами. Тем не менее, замок был хорошо укреплён, а его комендант Балиман (в отсутствие Кароля Станислава Радзивилла он руководил защитой замка) намеревался держать оборону. Однако под давлением страдавших от войны шляхты и местных жителей комендант принял предложение Карла XII о капитуляции. Это была первая в истории замка сдача. Шведы разрыли рвы, взорвали укрепления и бастионы, утопили 21 пушку и уничтожили большую часть вооружения. По другим данным, однако, большинство пушек были затоплены шведами позднее в реке Лахва, а в замковом рву шведы затопили только несколько пушек и ручное огнестрельное оружие. Возможно, некоторые пушки могут до сих пор находиться на дне рва или в прудах. Самые лучшие пушки шведы забрали с собой (одна из них до сих пор хранится в Королевском музее артиллерии в Стокгольме), а некоторые переплавили и продали металл местным евреям. В течение двух недель шведские военные инженеры уничтожали укрепления замка и города.

В Национальном историческом музее Беларуси хранится «Описание дворца Несвижского за 1711 год». 

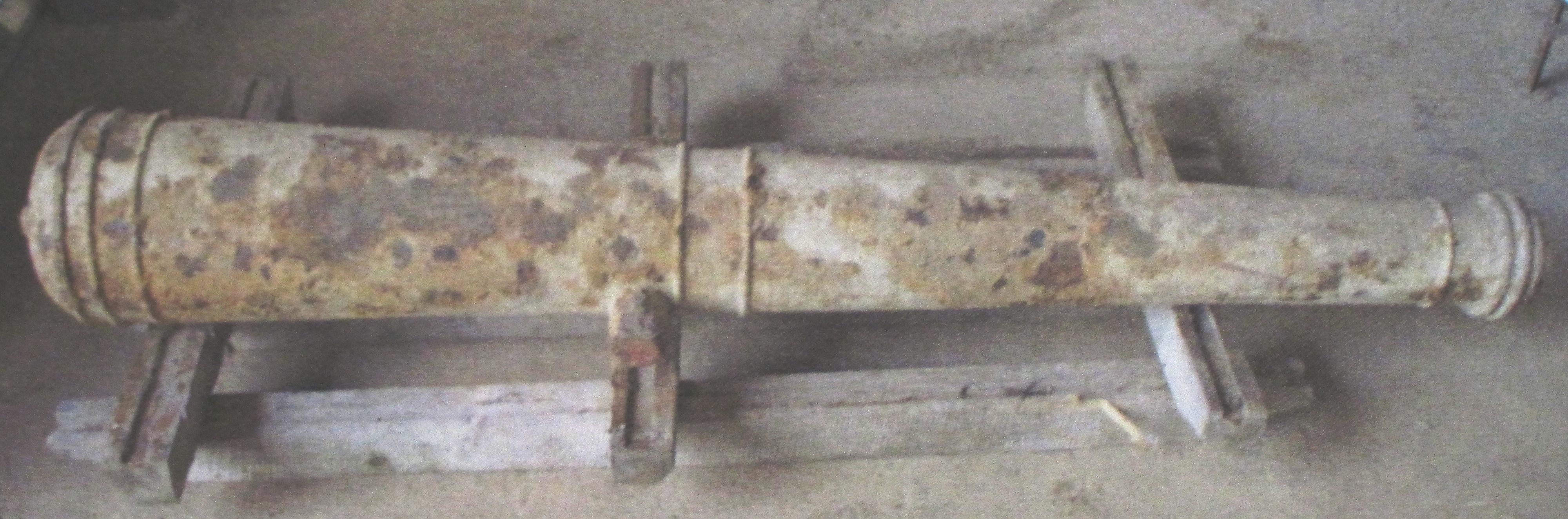
Одна из пушек, затопленных шведами в замковом рву, найденная во время реконструкции 2010 г.

Замок был восстановлен в 20-е годы XVIII в., но постепенно утрачивал свои первоначальные черты. Была существенно изменена система фортификации: обложенные камнем бастионы, подорванные шведами, уступили место новым, земляным.

#### Восстановление замка при Михаиле Казимире Радзивилле Рыбоньке
Работы по восстановлению замка велись вяло и медленно, и до конца жизни Кароля Станислава (1719) Несвижский замок так и не был окончательно возрождён.

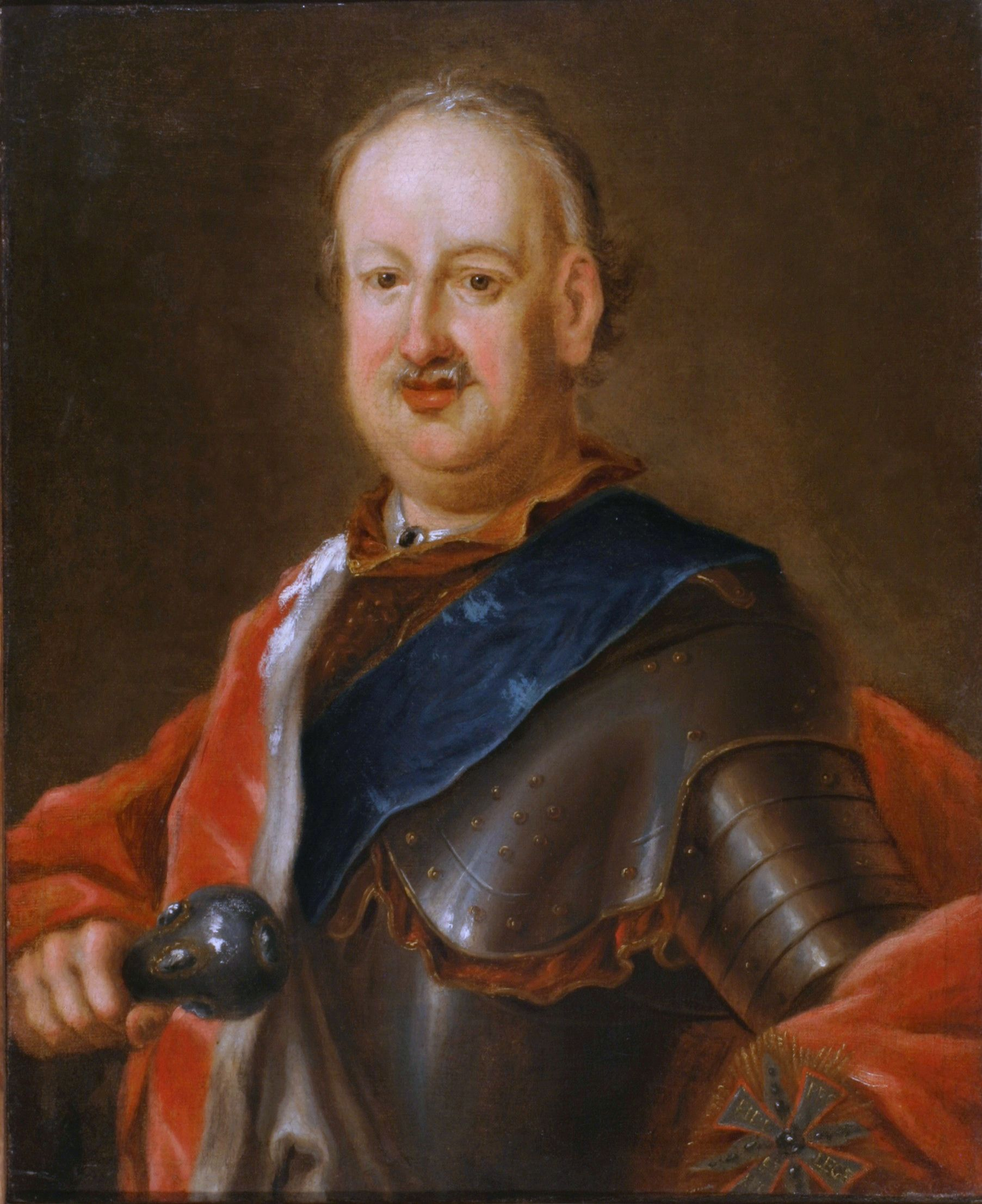
Михаил Казимир Радзивилл Рыбонька. После раздела отцовского имущества и отхода к младшему брату Иерониму замка в Бялой, Михаил Казимр восстанавливает Несвижский замок и делает его своей центральной резиденцией

Наибольший размах работы приобрели при Михаиле Казимире Радзивилле Рыбоньке, ставшем именно тем князем, который на протяжении 38 лет владения несвижской ординацией вновь смог восстановить родовое гнездо — Несвижский замок. Этому содействовало то, что Рыбонька после достижения совершеннолетия братом Иеронимом Флорианом уступил ему ближайшую к Варшаве резиденцию Бялу, и был вынужден заняться возрождением для себя разгромленного шведами родового замка. В определённой степени, после Николая Христофора Радзивилла Сиротки именно князь Михаил Казимир Рыбонька был тем Радзивиллом, который обратил внимание на Несвиж и снова сделал его центром родовых владений.
Восстановление и перестройка в стиле барокко замка завершилась после 1726 г. Архитектором перестройки был К. Жданович, построивший также в 1740 «новую замковую часовню». На протяжении XVIII в. в строительстве замка принимали участие архитекторы М. Педецци (в 1748—52), М. Флорианович (1775—78), К. Спампани (1778—79), А. Лоцци (1783, проект галереи). В итоге, именно при князе Михаиле Казимире Радзивилле замок получил тот облик, который сохранился до сегодняшнего дня.

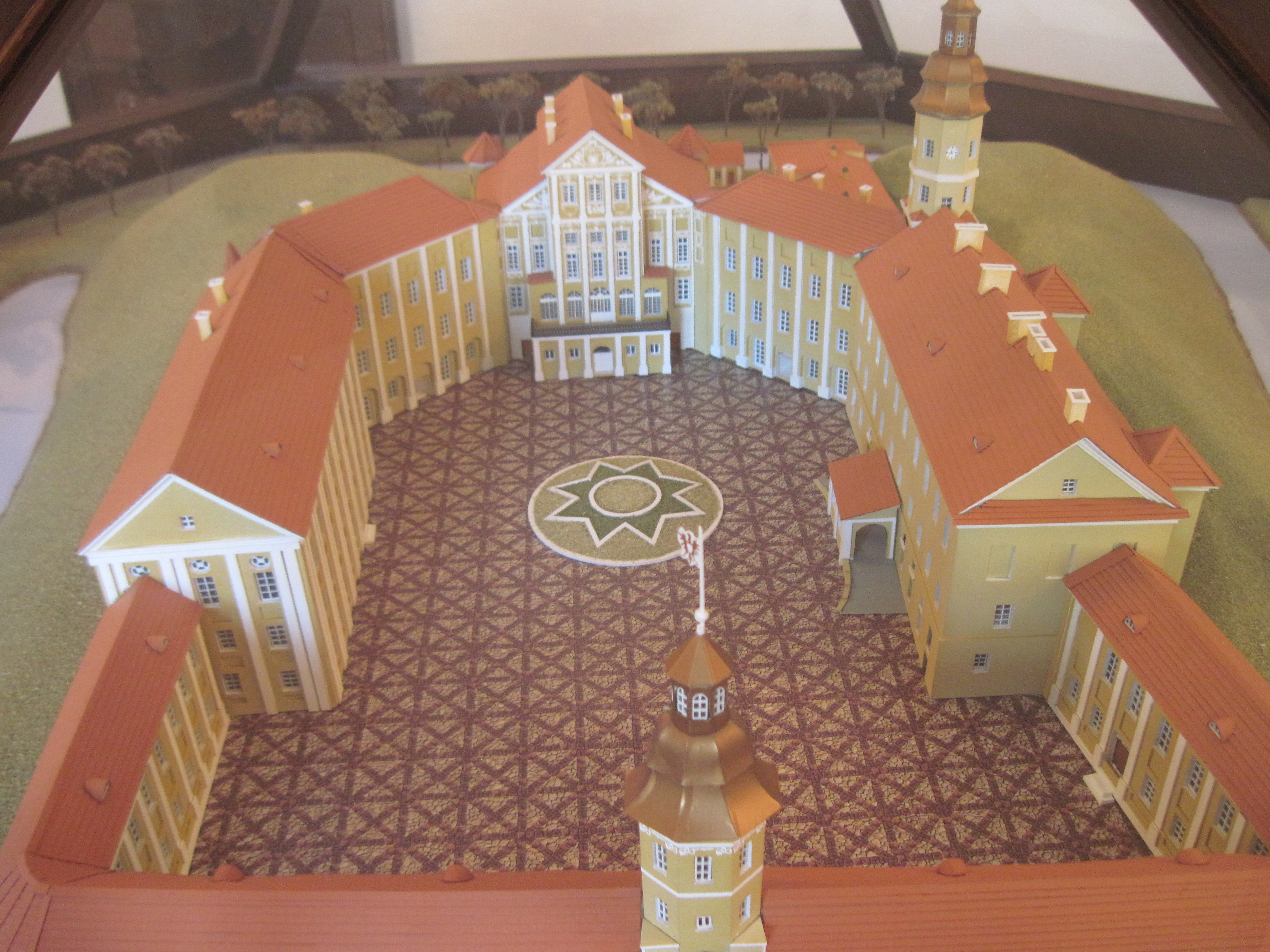
После перестройки замка при Михаиле Казимире Рыбоньке Несвижский дворец получил практически тот облик, который сохранился до наших дней. Макет. Экспонируется в Несвижском музее

Над реставрацией картин в замке работал художник Йохан Конрад Бланк, подписавший в 1738 году договор на копирование всех портретов, которые ему покажет Михаил Казимир Радзивилл. Реставрацией полотен в замке в 1738—1741 гг. также занимался Ян Фульчин. Длительное время в княжеском поместье (1733—1764) работали Ксаверий Доминик Гесский и его сын Юзеф Ксаверий, а также Гирш Лейбович.
В несвижском реестре картин 1746 года упомянуто 289 единиц хранения. К XVIII веку относится формирование тематических комплексов портретов, размещавшихся в специальных залах — рыцарском, гетманском, вишневецком, понятовском и др.
В 1724 году в Несвижском замке была создана капелла. С 1740 года действовал крепостной театр, ставивший комедии и трагедии, позже внимание стали уделять балетам и операм. Первой пьесой была постановка «Образец справедливости». Сам театр просуществоал до 1791 года.
Первые переводы Франциски Урсулы Радзивилл делались именно для несвижской сцены, и произведения французских драматургов в Несвиже иногда ставились раньше, чем в Варшаве и Петербурге. Одной из таких театральных сцен Несвижского замка, так называемой «У рва на валу», была полукруглая площадка, организованная на бастионе, размещённом между Замковым озером и оборонительным рвом замка. Судя по дате первой постановки, она была организована в 1747 году. Зрители размещались на замковом валу и на балконе трёхэтажного корпуса. Фоном спектакля служили гладь озера и вид города на дальнем плане. По периметру сцены, вероятно стояли скульптуры муз искусства, чередовавшихся с иными украшениями сцены. Во всяком случае, до сегодняшнего дня вдоль дорожки на бастионе сохранились 16 круглых каменных постаментов для скульптур.
В 1755 году в парке Альба построили летний дворец под названием «Консоляция» по проекту Маурицио Педецци.
В Национальном историческом архиве Беларуси сохранились документы данного периода по Несвижскому замку: описание дворца Несвижского за 1742 год, инвентарь Несвижского дворца за 1756 год и описание дворца Несвижского за 1759 год.
В 1768 году возникла идея создания специального помещения-галереи для картин, проект которого был поручен архитектору Августину Лоцци, поскольку в 1760—1770-е года в коллекции Радзивиллов их было около тысячи, и она стала самой значительной и большой на территории всей Речи Посполитой.

#### Кароль Станислав Радзивилл «Пане коханку». Кадетский корпус. Вершина расцвета замка
В середине и конце XVIII века замок изведал несколько капитуляций. При Кароле Станиславе Радзивилле в Речи Посполитой разгорелась борьба за власть, в результате которой владелец замка Кароль Станислав, известный под прозвищем «Пане Коханку», оказался в оппозиции к существующей власти. В конфликт вмешались российские власти, которые в июне 1764 заняли радзивилловский Слуцк, а затем под командованием М. Бжостовского подошли к Несвижу и стали требовать сдачи пушек. К этому времени радзивилловская милиция уже была разгромлена русскими войсками под Слонимом 26 июня 1764 года, и городу ждать поддержки было неоткуда. Сам Кароль Станислав в этой битве не участвовал: он отдыхал в Радзивиллмонтах (теперь Красная Звезда) под Клецком, а после поражения вынужден был бежать через Полесье на Волынь в Олыку.
Несвиж, оставшись без защитника, тем не менее, не сразу сдался русским войскам. Русских парламентёров сначала даже не пустили в городские ворота. Тогда Бжостовский отдал приказ обстрелять замок, что и делали до самого вечера со стороны Нового Места. Только после этого ворота замка открыли, но в замке был оставлен радзивилловский гарнизон. Добычей русских войск стали 30 больших, 34 малые пушки на лафетах, 13 бочек пороха, 1000 ядер и 200 картечных снарядов. Офицеры несвижского гарнизона были приведены к верноподданнической присяге, а солдаты и унтер-офицеры из крестьян были распущены по домам.

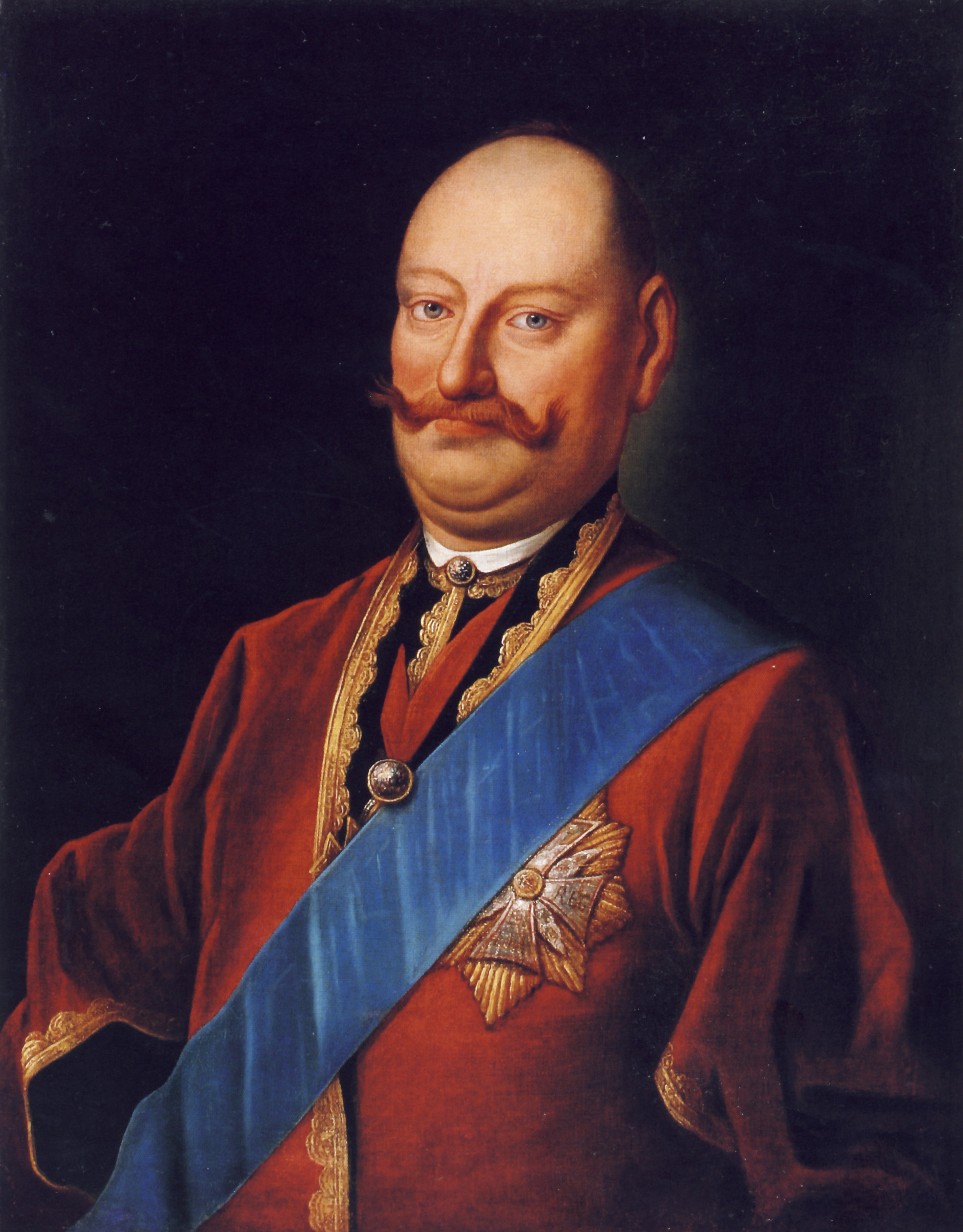
Кароль Станислав Радзивилл «Пане Коханку», около 1767 года. На время его владения пришёлся наибольший расцвет Несвижского дворца

В 1767—1768, когда Кароль Станислав Радзивилл Пане Коханку вернулся на короткий срок в Несвиж, он попробовал возродить в своих владениях кадетский корпус, основанный его отцом. Командовал этим корпусом артиллерии и инженерии саксонец Ф. К. Фрелих. Кастелян Несвижского замка получил распоряжение выделить для директора и офицеров помещения на верхнем этаже каменного здания, а всего в школе было 48 кадетов. Общеобразовательных предметов в её курсе не было, поскольку в Корпус принимались исключительно юноши «в школах уже наученые», а корпус понимался как специальная школа для подготовки к военной профессии. Поэтому изучали только немецкий и французский языки, математику, логику, артиллерию, архитектуру, рисование. По распоряжению Кароля Станислава для помещения корпуса должны были составить отдельный проект, но это так и не было исполнено. Корпус просуществовал до 1776 года, из его стен главным образом вышли хорошие офицеры, доблестно служившие в артиллерии и пехотных полках ВКЛ. Два воспитанника — Соколовский и Цыбульский — дослужились в русской армии до генеральских чинов.
Кароль Станислав Радзивилл в июле 1769 года вновь был вынужден покинуть Речь Посполитую, в это время наступила российское владение Несвижом, продолжавшаяся с 1768 по 1775 гг. и сопровождавшаяся вывозом имущества Радзивиллов, разрушением замка и города. В 1772 году генералом Чернышёвым была конфискована и вывезена из Несвижского замка в Санкт-Петербург княжеская библиотека, насчитывавшая 20 000 книг. Она навсегда осталась в фонде библиотеки Академии наук сначала Российской империи, а затем и СССР, где она частично сгорела во время пожара 1988 года.
В 1780 году Радзивилл Пане Коханку отходит от политической борьбы и возвращается в Несвиж. Несмотря на то, что замок длительное время оставался без хозяина, на валах несвижской крепости ещё в 1779 году находилось 16 пушек, а также большое их количество было в арсенале, некоторые имели названия и были украшены гербами Жолкевских и Собеских. Как боевые они уже не представляли ценности и использовались исключительно как церемониальные и салютные орудия. Об утратах замка свидетельствовал составленный инвентарь: например, из 984 картин, находившихся в замке в 1770 году, в наличии осталось около 500.
Кароль Станислав начинает работы по возрождению замка со всем присущим ему пылом и страстью. Роскошь, которую князь Кароль Станислав Радзивилл Пане Коханку пытался возродить в родовом гнезде, особенно хорошо запомнилась современникам во время приёма, организованном Каролем Станиславом, в сентябре 1784 года для короля Станислава Августа Понятовского, посетившего Несвижский замок по пути в Гродно. Радзивилл Пане Коханку, организовывая роскошный приём, ставил целью принизить величие короля. Во время посещения замка Станиславу Августу была показана несвижская сокровищница, занимавшая три большие залы, нашпигованные всякой всячиной — начиная от значительного количества картин, гобеленов — даже до двенадцати деревянных коней, украшеных сёдлами и сбруей невиданной красоты. Богатство хозяина представляли драгоценные камни, головные уборы, запонки, перстни, часы, ошейники, кольчики. Кроме этого — маршалковские жезлы, булавы гетманов, буздыганы, ценные сагайдаки и щиты, сабли в золотых ножнах, золотое и позолоченное оружие, окроплённые святой водой мечи, шитьё, кружева, наконец, египетские мумии, оружие диких индейцев — всего этого хватало, чтобы приятно и с пользой занять несколько часов времени. Король Речи Посполитой в сравнении с Каролем Радзивилом выглядел «бедненьким».
После Второго Раздела Речи Посполитой, в 1792 году Несвижский замок был сдан «российским войскам при заложении первых батарей». Однако, как отмечали русские офицеры: «…Замок может оказать значительное сопротивление, если будет обороняться значительным числом отважного войска».

### Облик замка в XVIII веке
Согласно инвентарю 1767 года, замок состоял из дворца и вспомогательных корпусов вокруг въездных ворот. Главный дворцовый комплекс был переделан и надстроен. Вместе с двумя другими перестроенными корпусами они образовывали закрытый двор. Усложнились украшения фасадов. Удачное архитектурно-художественное решение фронтона эффектно подчёркивала пластика пилястров, богатый архитектурный декор и скульптурные вставки в стиле позднего барокко. Особенно богато были украшены щит фронтона, сваи откосов вокруг ризалита и межпилястровые промежутки.

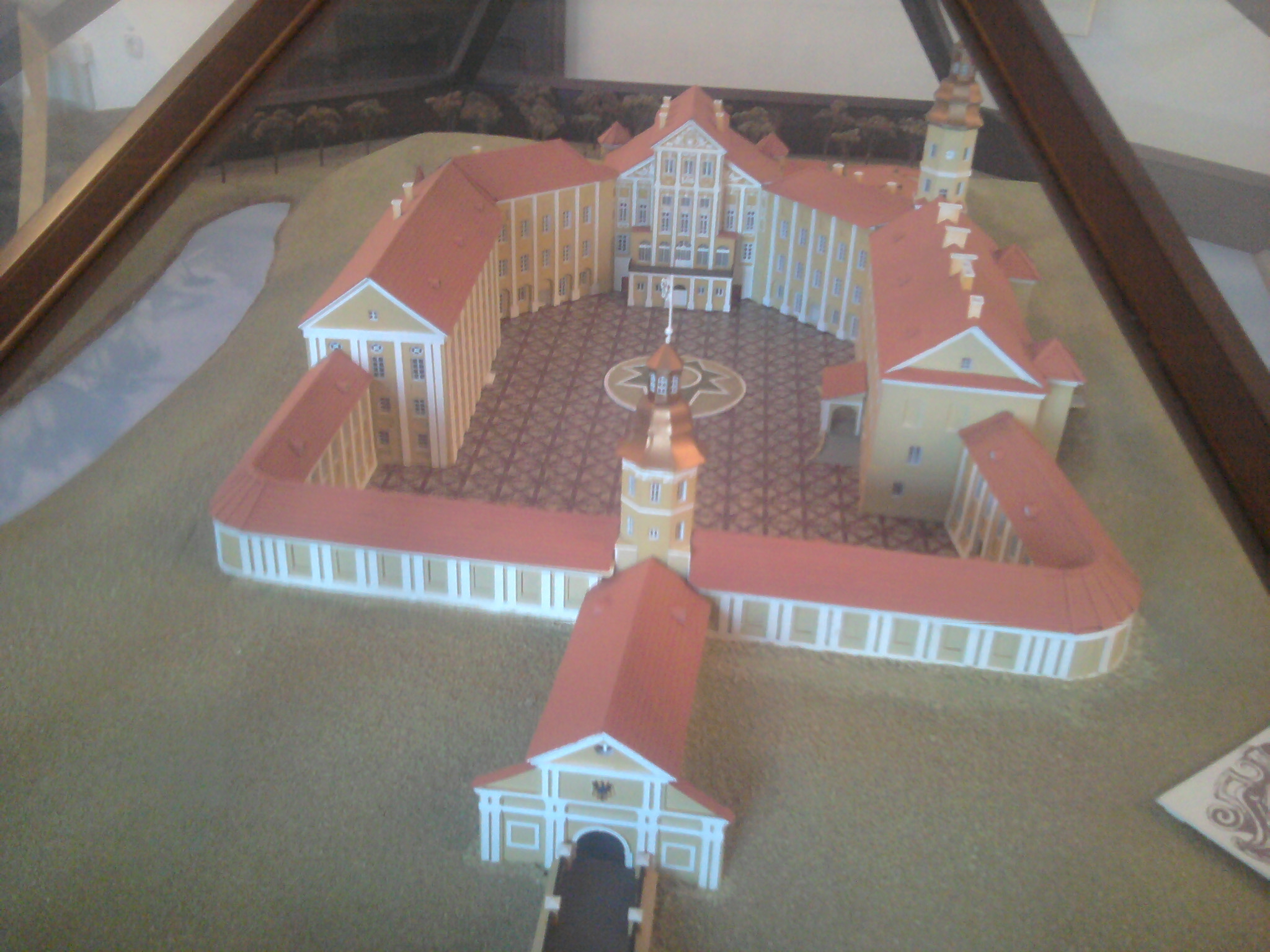
Макет замка в XVIII веке. Практически не отличается от нынешнего вида. Экспонируется в музее в Несвиже

Дворец — трёхэтажное прямоугольное в плане строение, был накрыт черепицей и завершён круглой в плане купольной ротондой, в которой находился часовой колокол. На нижнем этаже размещались служебные апартаменты, две бани и другие помещения. Верхние этажи занимали княжеские апартаменты с большим количеством парадных и жилых помещений. В интерьерах были керамические и фаянсовые печи, украшенные лепкой из стукко, и камины с металлическими геральдическими изображениями. Лепной потолок был покрыт позолотой и росписью. Мебель инкрустирована и расписана, украшена художественными тканями. Пол был из дубового наборного паркета. Позже были перестроены ворота замка, а крылья дворца соединены двухэтажной галереей.
Несвижский замок — родовое гнездо Радзивиллов — в своё время был значительным культурным центром. В 12 величественных залах размещалась библиотека, в которой насчитывалось 20 000 томов; портретная и художественная галереи, где было множество полотен, принадлежавших кистям известных художников; богатая коллекция европейского, арабского, японского и китайского оружия; известные слуцкие пояса, кореличские и несвижские шпалеры, коллекция монет и медалей, роскошная мебель. Большое значение в ансамбле интерьера имели произведения живописи (портреты, образа, картины на исторические сюжеты), декоративно-прикладного искусства (коллекция саксонского фарфора, расписанная золотом стеклянная посуда, хрусталь, изделия радзивилловских мануфактур и др.). Особенно богатым декором выделялись парадные залы и галереи (оружейная, мраморная, золотая, гетманская, библиотечная).
В воротах, имевших наверху часы, размещались на нижнем ярусе кордегардия, на верхнем — помещения архива. Вспомогательные помещения вокруг ворот включали ряд жилых и хозяйственных помещений, мастерские, кухни, кладовые, сокровищницы и другие помещения, а также замковую часовню с основным помещением, сакристией, колокольней и круговой галереей для литургических процессий. В часовне были фаянсовые и резные деревянные алтари, амвон из искусственного мрамора. Своды были украшены росписями на библейские сюжеты. Слева и справа от замковых ворот, вне границ укреплений около прудов существовали два комплекса жилых, хозяйственных и производственных построек (жильё прислуги, амбары, конюшни, завозни, пороховая и каретная мастерские, кузница и другие). Около одного из них стоял театр. В замковых бастионах были арсеналы, алькежи, кладовые.

### Комплекс в XIX веке

#### Замок при Доминике Радзивилле
После смерти Кароля Станислава Радзивилла Несвижский замок вместе с другими владениями перешёл к Доминику Иерониму Радзивиллу, который до своего совершеннолетия (1804) находился под опекой.
В первые года после вхождения Несвижа в состав Российской империи в замке, учитывая, что хозяин был малолетний и его там не было, жил императорский наместник Тимофей Тутолмин, ещё заставший на замковых валах 42 орудия и дававший во дворце пышные балы.
В 1809 г. комплекс был реставрирован архитектором М. Цейзиком. Доминик Радзивилл не жалел денег на реставрацию замка. Современники отмечали его разгульную охоту; конюшню, украшенную мрамором, зеркалами, бронзой, шёлковыми занавесками, и надушенную — поскольку кони, после женщин, были главной страстью князя. На его конюшнях были 300 лошадей, и они стоили 1 000 000 рублей ассигнациями. Всё это не могло не вызвать финансовых проблем у князя.

#### Разорение замка. Двенадцать золотых апостолов
В 1812 году владелец замка Доминик Иероним Радзивилл (11-й несвижский ординат) выступил на стороне французской армии во главе 27-го уланского полка. После присоединения к Наполеону Доминик Радзивилл больше никогда не был в Несвиже. После отступления Наполеона Адам Чарторыйский предлагал Доминику вернуться в Россию и покаяться перед императором, но он отказался. 11 ноября 1813 года он умер после смертельного ранения в бою.
Во время французского нашествия 13-16 июля 1812 года в Несвиже находился Жером Бонапарт, а в замке временно расположился его штаб (главная квартира). Когда армия Наполеона начала отступление из России, Доминик Радзивилл направил письмо управляющему замком Альберту Бургельскому с указанием спрятать все родовые сокровища. 30 ноября в город вошёл полк Карла Кнорринга из корпуса С. А. Тучкова. Местные жители рассказали о богатствах Доминика Кноррингу. Полковник начал допрашивать Бургельского, желая узнать, куда он спрятал ценности. В это же время в город приехал Тучков, по приказу которого слуг Радзивиллов начали избивать, чтобы узнать местонахождение радзивилловского золота. В конце концов Бургельский показал Кноррингу и Тучкову тайник. Тучков попытался присвоить часть богатств себе, но об этом стало известно командующему Дунайской армией П. В. Чичагову, который потребовал от Тучкова вернуть драгоценности. В итоге сокровища всё же были вывезены из замка специальной комиссией на десяти бричках.
Несвижские коллекции монет и медалей (в общей сложности 12 209 штук) попали в Харьковский университет, религиозная утварь — в Москву, но основная часть вывезенных предметов попала в императорскую коллекцию и в Эрмитаж. Местонахождение ещё 60 пудов разных ценностей не выяснено. В 1812 году владения «изменника» Радзивилла были временно секвестрованы российскими властями, а в мае 1813 года подверглись окончательной конфискации.
Относительно 12 скульптур апостолов, некогда находившихся в Несвижском замке, согласно Немцевичу известно, что в сокровищнице несвижского магната находились «двенадцать апостолов высотой в две ступни, отлитые из чистого золота, столы, литые из серебра, и тысячи других ценных предметов».
Скульптуры были в Несвижском замке ещё в 1809 году. При проведении инвентаризации отмечалось, что в коллекции имеются двери цирбориума бывшего костёла Святого Михаила, а также «фигуры для декорации этих же дверей накладные серебряные, позолоченые, а именно Христос и Св. Иоанн, на плеече его уснувший, в половину фигуры. Часть одежды того же Св. Иоанна, два апостола, сидящие в полный рост в одеждах позолоченых, два апостола па грудь с позолочеными одеждами, три головы апостолов с частью позолоченой одежды и сеебряная годова Иуды — всех одиннадцать штук». Ничего более о скульптурах 12 апостолов после событий 1812 г. не известно, они никогда не были найдены и теперь являются объектом поиска кладоискателей разных стран мира.

#### Упадок замка в XIX веке
Период первой половины XIX века в истории Несвижского замка является одним из самых неизученых и проблематичных в исследовании. Смена владельцев, разорение замка, перевоз коллекций и архивных материалов в другие имения, многочисленные судебные разбирательства, войны и восстания привели к финансовому кризису и опустошению Несвижского замка.

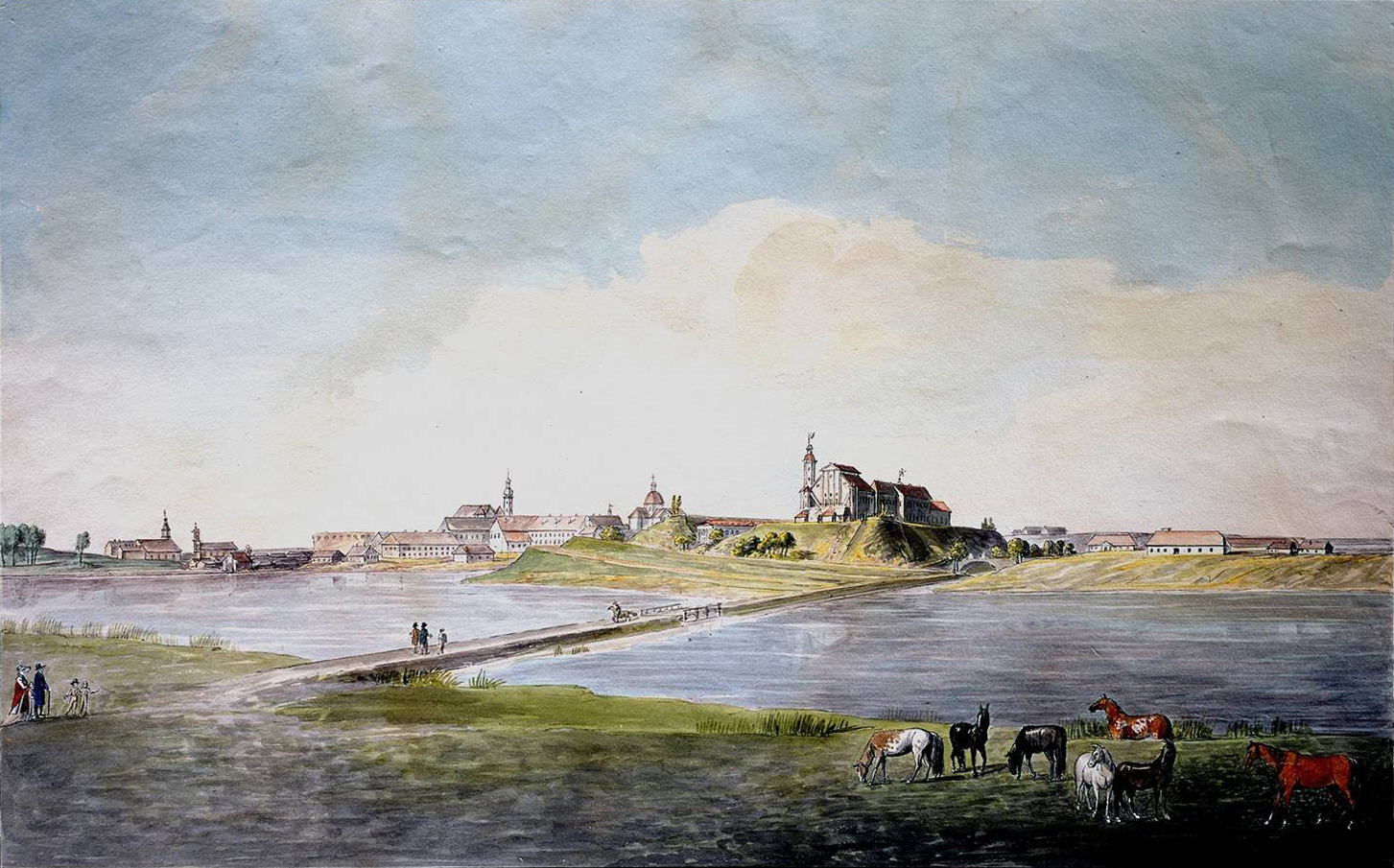
Вид замка на акварели Ю. Пешки. Первая половина XIX в.

Следующим несвижским ординатом стал Антоний Генрих Радзивилл, к которому вместе с имением перешли и многочисленные обязанности князя Доминика. Казна в Несвижском замке была практически пустой, денег на содержание ни замка, ни имений не хватало, а суммы обязательств были настолько большими, что Антоний Радзивилл отказался их выплачивать.
От банкротства Антония спас назначенный в 1828 г. на должность генерального прокуратора Радзивлловской масы И. Сальмович. Он вскрыл ряд нарушений в подаче жалоб и денежные махинации. Положение Несвижского замка ухудшалось из-за бестолкового руководства, об этом свидетельствовали многочисленные отчёты новоназначенного управляющего имениями. Только в 1830-х годах имущество начало приносить прибыль.
Вообще, следующих несвижских ординатов Несвиж мало интересовал, преимущественно они жили в Берлине. Так, князь Фредерик Вильгельм Павел Радзивилл (Вильгельм Радзивилл) родился в Берлине, и всю жизнь находился на военной службе прусского короля, и как его отец — Антоний Генрих Радзивилл, мало интересовался Несвижем. Фактически Несвиж привлёк его внимание только однажды, когда он привёз сюда из Вильно архив и дал указания привести его в порядок. Годы пребывания Вильгельма Радзивилла в качестве несвижского ордината были не самыми лучшими годами в истории Несвижа и замка. Ординация интересовала его исключительно как источник доходов. Тут он практически никогда не бывал и не интересовался состоянием замка.
Оставаясь без хозяина, Несвижский замок в середине XIX в. постепенно приходил в упадок. О состоянии замка в годы ординации Вильгельма Радзивилла сохранились описания П. Шпилевского, который, осматривая замок, отмечал: «И снаружи и изнутри замок запущен; валы и насыпи полуразрушены и заросли кустами лозы и лиственницей. …Сам замок некий мрачный и угрюмый с первого взгляда, но ещё мрачней он в середине: комнаты почти без мебели, стены в некоторых местах почернели, потолок потрескался. Я прошёл по помещениям замка в неком мрачном расположении духа — всюду я встречал заброшенность и запустение». Подобное состояние Несвижского замка отмечает в своих воспоминаниях и В. Сырокомля: замковый ров был в запущенном состоянии, был сухим, там росли груши.
На годы ординации Вильгельма Радзивилла выпало время, когда в канцелярию по управлению радзивилловскими имениями устроился на работу Людвик Кондратович (Владислав Сырокомля). Вскоре, освоившись на работе, он стал интересоваться историей замка и города, что в конце концов вылилось в намерение написать двухтомную историю рода Радзивиллов, замка и города. Но этим планам не было суждено осуществиться до конца, тем не менее именно он впервые в 1853 году опубликовал свои наработки по данным вопросам в книга «Путешествия по моим бывшим околицам».
В 1857 году в Несвиже оставалось 213 полотен из радзивилловской коллекции.

#### Возрождение замка. Закладка паркового ансамбля
Возрождение дворцового комплекса связывается с именами Антония Вильгельма Радзивилла и его жены Марии Доротеи де Кастеллян-Радзивилл. Возвращение Радзивиллов в Несвиж связывается в том числе и с политической ситуацией в России второй половины XIX века.

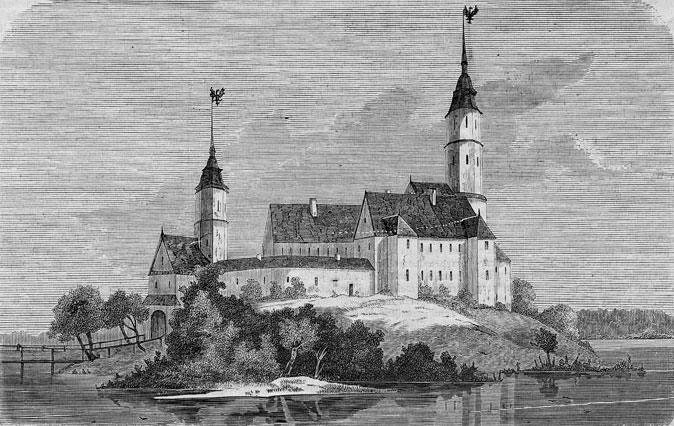
Несвижский замок, Tygodnik Ilustrowany, 1862

В 60-70-е года XIX века Россия вступила в полосу реформ, затронувших и систему крупного землевладения. Во время реформы вышел указ, согласно которому неграждане России не могли владеть землями на её территории, и который затронул интересы несвижских Радзивиллов, имевших немецкое гражданство. Однако до конца XIX века на их имения действие указа не распространялось. Тем не менее, чтобы не утратить имения на территории России, Радзивиллами было принято решение добиваться российского гражданства хотя бы для сыновей Антония Вильгельма — Ежи и Станислава Радзивиллов.
Первый раз семейная пара посетила родовое гнездо в 1865 году. Фактически Радзивиллы впервые вступили на замковый двор после 50-летнего отсутствия в своём замке. По воспоминаниям Марии Доротеи замок представлял собой сплошные руины. Он был непригоден для жилья. Крыша была дырявой, некоторые стропила обвалились, некоторые еле держались. Замок был в таком состоянии, что княжеская семья не смогла найти в нём и нескольких комнат для проживания, и находясь в Несвиже на протяжении пяти месяцев была вынуждена жить в Радзивилмонтах во владениях Леона Радзивилла. Даже замковые рвы были засыпаны почти до краёв, а часовня использовалась как столярная мастерская.

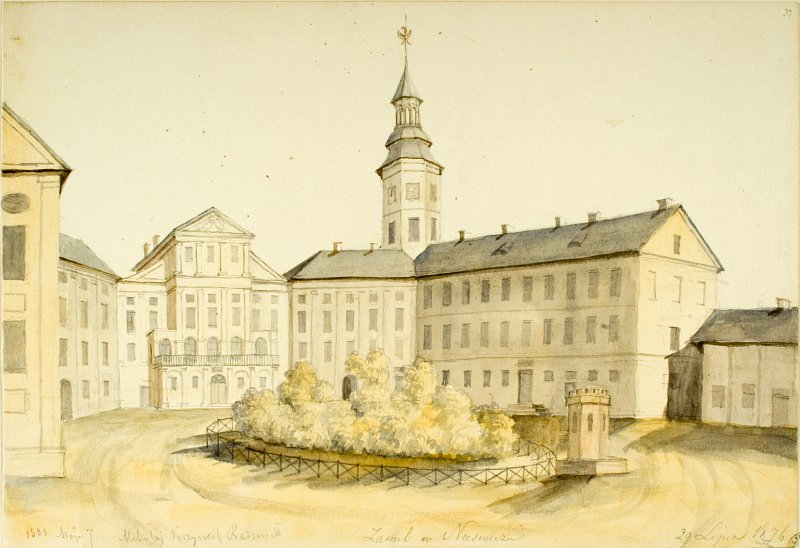
Несвижский замок, рис. Н. Орды, 1876

После возвращения из Несвижа князь Антоний Радзивилл стал инициатором проведения конференции, на которой решилась судьба Несвижского замка. В соответствии с её решениями, были назначены служащие для подготовки замка к реставрационным работам. Уже через год был составлен реестр дворца, в котором были описаны 75 комнат с размещённым в них имуществом.

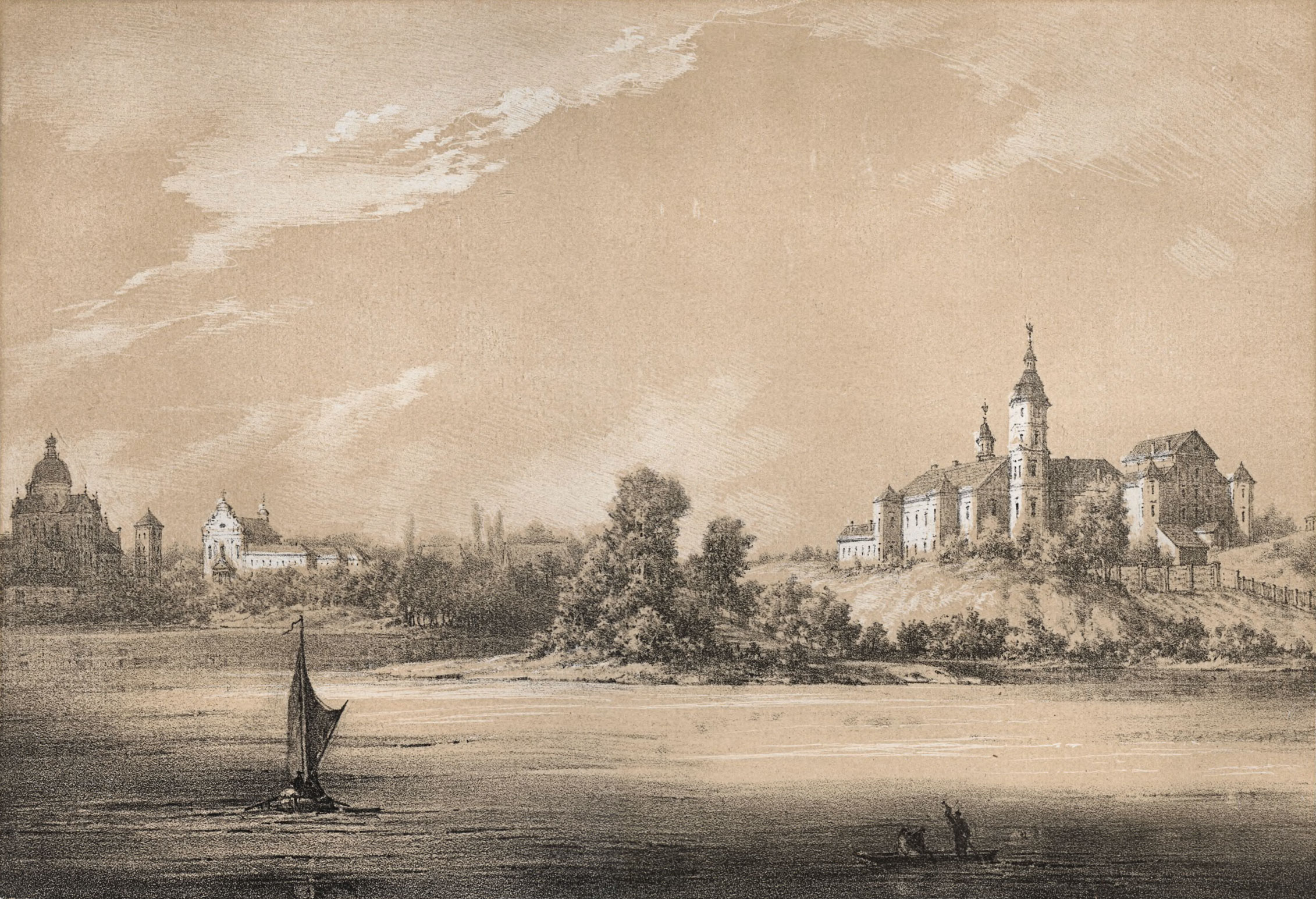
Иезуитский костёл (слева) и дворец Радзивиллов (справа) на рисунке Н. Орды, XIX век

Только в 1875 году Радзивиллы вернулись в Несвиж. До 1880 года был завершён первый этап в реконструкции замка, главным образом касавшийся строительных работ, после чего начались работы по восстановлению и пополнению ценностями интерьеров замка. Украшения для залов поставлялись из Варшавы, также там проводилась реставрация картин. Князь Антоний приложил много усилий, чтобы вернуть сюда былую роскошь и разбросанные по всей Европе богатейшие коллекции Радзивиллов: так, за 200 000 рублей был приобретён архив неборовской линии Радзивиллов. В 1900 году в замок вернули коллекцию оружия, находившуюся у Витгенштейнов. Для разбора коллекции и создания Рыцарской залы в Несвиж был приглашён директор исторического музея в Дрездене Эрхентол.

Несвижский замок на рисунках Н. Орды, 1876
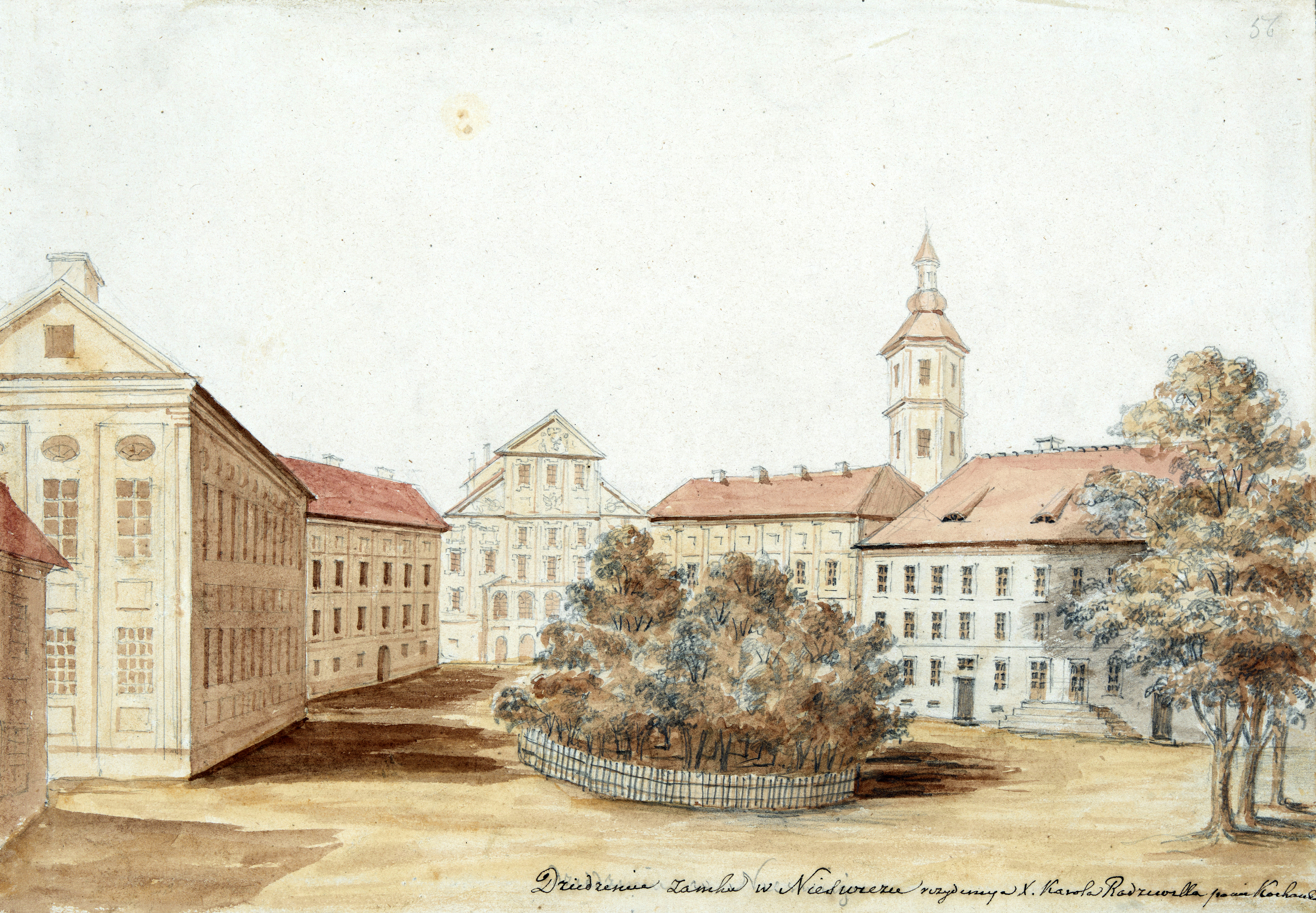
На рисунке видно заложение парка
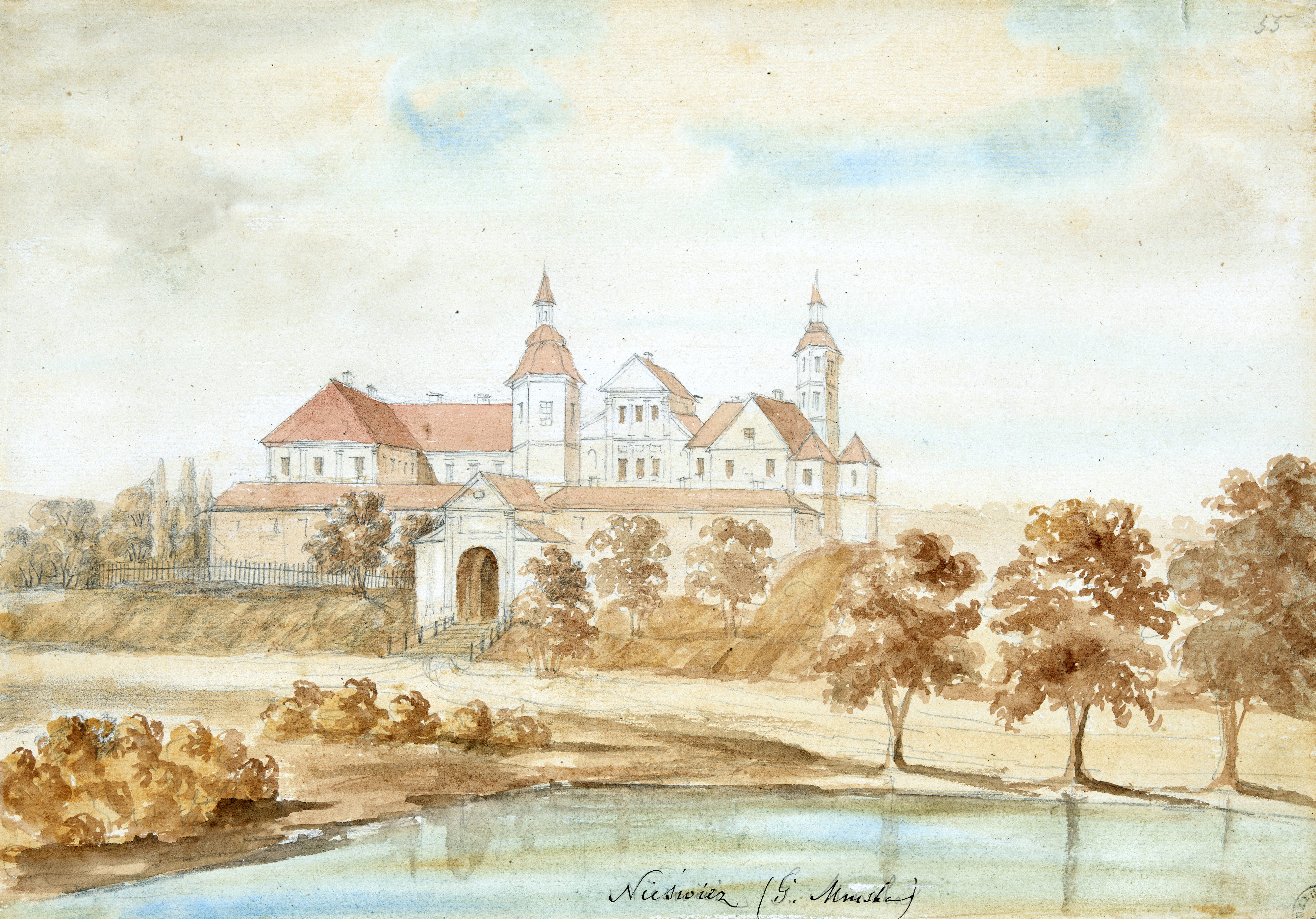

Князь Антоний Радзивилл обратился к российскому императору Николаю II с просьбой вернуть конфискованные ещё в 1812 году сокровища, на которую получил разрешение забирать из российских музеев вещи, несвижское происхождение которых князь мог доказать.
Часть этих коллекций, хранившихся в Эрмитаже, уже после смерти мужа получила в 1905 году Мария де Кастеллян. Среди возвращённых вещей была коллекция печатей ВКЛ и позолоченный меч императора Максимилиана I.
Возрождая Несвижский парк, Мария де Кастеллян значительное внимание уделяла и изменению окружения парка. Благодаря её усилиям, на месте основанного в середине XVIII в. парка Консоляция, на правом берегу реки Уша, был заложен в 1878 году Старый парк. Этот труд был продолжен ею в 1898 году, когда на левом берегу реки Уша, напротив замка, был заложен Английский парк, а к северу от него — Новый (Марысин) парк. Общая площадь всего паркового комплекса составляла около 90 гектаров.
Во второй половине 1880-х годов Несвижский замок приобрёл тот архитектурный облик, который существует до сегодняшнего дня. За дворцом был наполовину срезанный оборонительный ров, а на его месте построена двухэтажная пристройка с неоготическими башенками по углам. А сам вал, для предотвращения осыпаний, подпёрли каменной стеной, на одном из камней которой выбили год постройки стены 1891.

### Комплекс в XX веке

#### Замок в начале XX века и во время Первой мировой войны
Следующий несвижский ординат Ежи Фридрих Радзивилл перебрался в Несвиж из Берлина в 1905 г. В результате переезда Ежи Фридриха в Несвижском замке оказалась богатейшая коллекция монет, мушкеты, столовые приборы, боевые ножи, охотничьи трофеи, табакерки, церемониальные одежды, сабли, палаши и другие вещи, собранные семьёй в Германии.

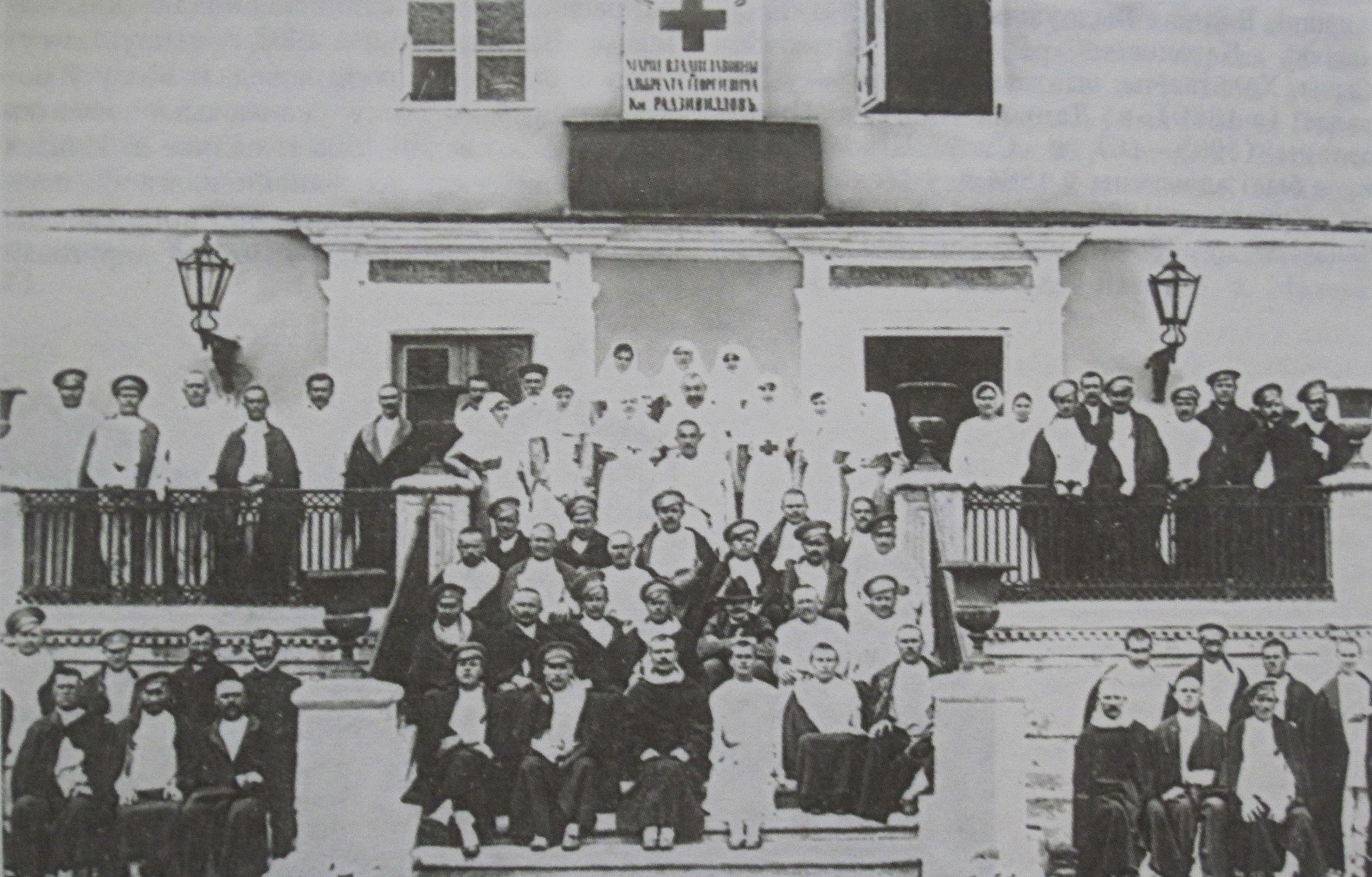
Госпиталь в Несвижском замке. Конец 1910-х годов

Из-за болезни князю Ежи Фридриху было тяжело управлять ординацией и дворцом, и последние годы своей жизни он провёл под присмотром жены в Вене. А Несвиж продолжал оставаться под неусыпным надзором его матери — Марии де Кастеллян-Радзивилл, часто приезжавшей сюда и не оставлявшей своей кипучей деятельности. Практически, в начале XX в. замок был полностью отреставрирован.
В начале XX в. Мария де Кастеллян продолжила свою работу по созданию паркового ансамбля вокруг парка. В Английском парке был создан ипподром. А на правом берегу реки Уша, за старым парком, за Старым парком, в 1913—1914 гг. был заложен Японский парк.
В марте 1913 г. Радзивиллы отметили 400-летие своего нахождения в Несвиже. На мероприятия в Несвиж был приглашён хор Варшавской оперы, а итогом мероприятия в Варшаве 3 ноября 1913 года стала договорённость с Яном Якубовским о написании исторической рукописи о Несвиже, которая так и не была закончена из-за смерти заказчиков и начатой позднее Первой мировой войны.
Во время Первой мировой войны с 1915 г. Несвиж стал прифронтовым городом. С этого времени в Несвиже разместился штаб второй армии Западного фронта. В августе 1915 года по распоряжению русских военных властей Несвижский замок был взят под охрану. В замке в этот период размещался военный лазарет, где проходил лечение в том числе и русский прозаик К. Паустовский. Эти события он описал в автобиографической повести «Гнилая зима». Война в целом пощадила замок и его ценности.

#### Приход советской власти. Разорение замка
Советская власть была установлена в Несвиже 29 октября 1917 года, и Радзивиллы были вынуждены покинуть замок. А 20 февраля 1918 город был занят немцами, которые покинули Несвиж только в 1919 году.
В 1919 г. после отхода немцев в город пришли войска во главе с Солдатовым и отряд 6-й пунктовой Чрезвычайной комиссии 8-го участка Смоленского округа. Началось настоящее разграбление не только ценностей замка, но и всего города, на который была наложена контрибуция в несколько десятков тысяч рублей. Попытка местных коммунистов собраться для обсуждения мер противодействия подобному феодальному праву была разогнана под угрозой расстрела. Тем не менее, коммунисты смогли собрать ревком, который с помощью роты Несвижского полка разоружил отряд Солдатова. В опубликованном материале газеты «Звязда» № 388 за 1919 говорилось об исчезновении из Несвижского дворца гобеленов и других бесценных вещей. Комиссии не удалось установить, куда исчезло украденное имущество. Во дворец была направлена комиссия, опечатавшая замок.
В начале февраля 1919 г. главный инструктор Белорусского музея Л. Замков был направлен в Несвиж для осмотра дворца. Свои впечатления Замков, по возвращении в Минск, отобразил в докладной записке, от 17 февраля 1919 г., где были отмечены повреждения произведений искусства, сорванные шпалеры, сломанная мебель, разграбленные предметы. 8 сентября 1920 г. была составлена опись имущества Несвижского замка, включавшая 1,5 тысячи наименований. однако комиссии так и не удалось узнать, куда делось украденное имущество.
После проведения описи замка в 1920 году замок оставался практически без присмотра до 1921 г., когда в родовую резиденцию вернулись Радзивиллы.

#### Замок в межвоенное время
После Рижского мирного договора 1921 г., когда территория Западной Белоруссии отошла к Польше, князь Альбрехт Антоний Радзивилл мог вернуться в замок. Некоторое время при князе Альбрехте размещалась учительская семинария, а для отдельных семинаристов князем была назначена специальная стипендия. Князь Альбрехт Антоний много внимания придавал и восстановлению былого богатства замка и возвращению утраченных сокровищ. В 1928 г. правительство СССР, выполняя условия Рижского мирного договора 1921 г, вернуло в Польшу часть разграбленных в 1792 и 1812 гг. несвижских богатств. В годы ординатства Альбрехта Антония Радзивилла в замке насчитывалось 225 картин, среди которых были как жанровые полотна, так и портреты Радзивиллов. В оружейной зале насчитывалось 20 старых пушек, а некоторые из них, например «Гидра», стояли на замковом дворе. Однако, учитывая историческую ценность орудий, часть из них была передана Альбрехтом Радзивиллом в музей на Вавеле в Кракове, а часть — в музей Львова.
В начале 1920-х годов Альбрехт Антоний начал приводить в порядок и огромную коллекцию оружия, количество которой достигало 1000 экземпляров.

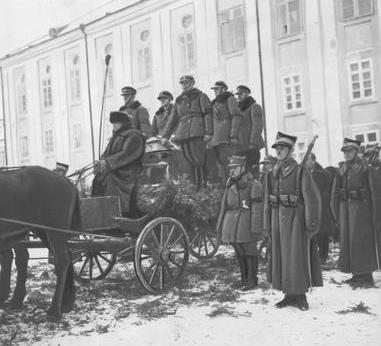
Похороны князя Альберта в 1936 г.

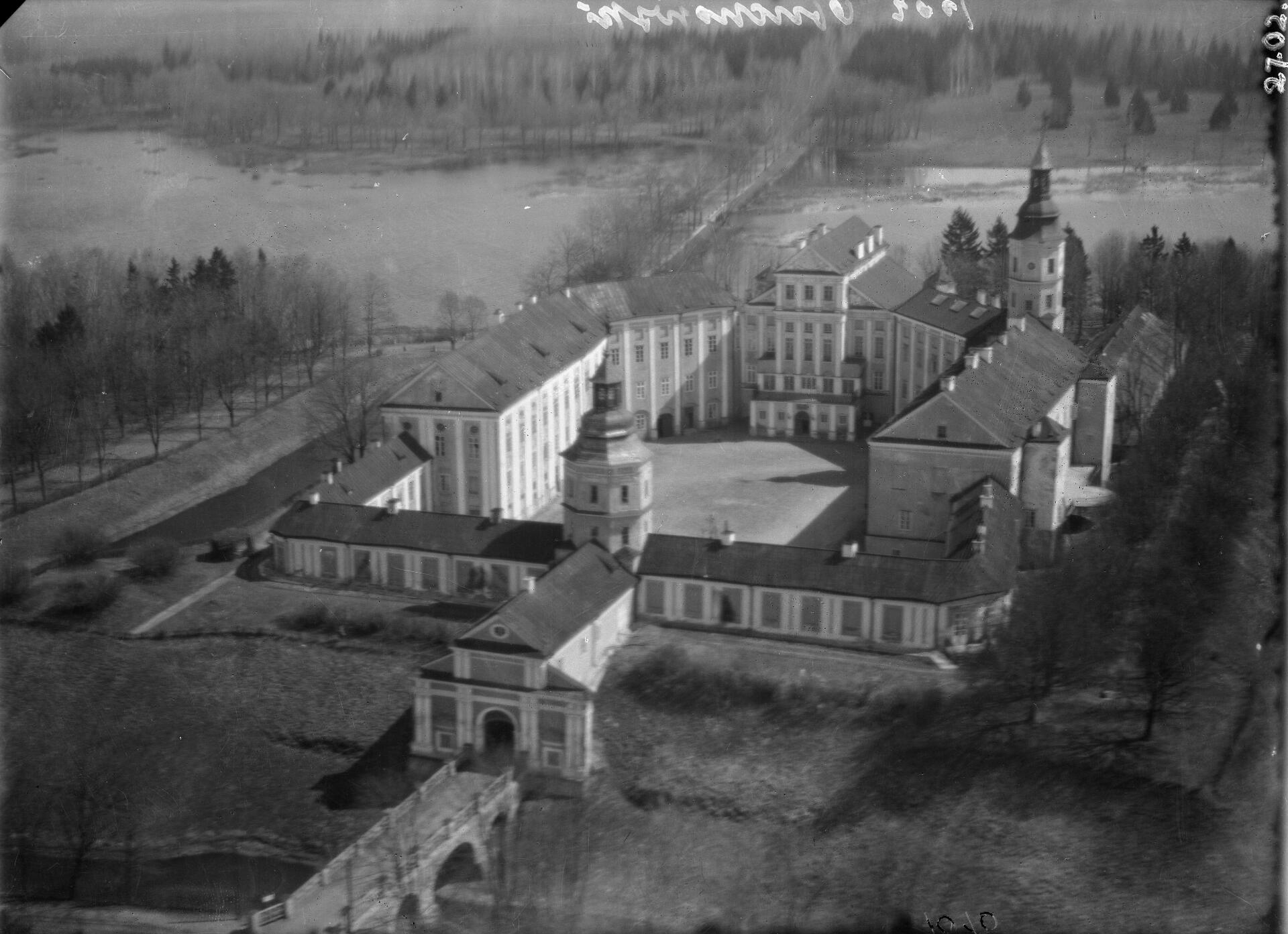
Дворцовый комплекс в межвоенный период

В межвоенный период именно благодаря князю Альбрехту Антонию Несвижский замок стал культурным центром города. Он прославился как настоящий глава рода, вокруг которого бурлила жизнь Радзивиллов. Именно при Альбрехте Антонии была завершена работа Б. Таврогиньского над книгой, посвящённой истории Несвижа и его владельцев, изданной в 1937 г., и в значительной степени не утратившей своего значения и до этого времени.
Личные связи князя содействовали тому, что сюда приезжали на гастроли Варшавский и Виленский театры. Замок в межвоенный период посещали маршал сейма Юзеф Пилсудский (1926) и президент Польши Игнаций Мосцицкий (1929). 25 октября 1926 г. в Несвиже во дворце Радзивиллов прошёл съезд представителей «виленских консерваторов» и встреча с маршалом Юзефом Пилсудским. Приезд Юзефа Пилсудского в Несвиж имел довольно большой резонанс и был связан с желанием получить союзников против польской «эндеции» после организованного Пилсудским майского переворота (1926) и одобрение планов «санации». Встреча Юзефа Пилсудского в Несвиже с магнатами «восточных кресов» позволила английской прессе раздуть скандал, что под видом обычной встречи на самом деле в Несвиже прошёл съезд польских «роялистов», на котором рассматривалось выдвижение кандидатуры князя Альбрехта Антония Радзвивлла на польский королевский престол.
Семнадцатым и последним несвижским ординатом стал младший брат Альбрехта, князь Леон Владислав Радзивилл (с начала 1939 г.). В середине июля 1939 г. польский сейм принял решение о ликвидации всех ординаций, и, таким образом, заложенный Николаем Христоффором Радзивиллом Сироткой принцип передачи владений исключительно по линии старшего мужского представителя рода был отменён.

#### Замок во время Второй мировой и Великой Отечественной войн
1 сентября 1939 года началась Вторая мировая война, а 17 сентября 1939 г. СССР ввел войска на территорию Западной Белоруссии и Украины. Несвиж находился практически на границе с Советским Союзом и войска Красной Армии в первый же день заняли город и замок.
Приход Красной Армии застал Радзивиллов в Несвиже, где они надеялись переждать войну, и вся семья, вместе с матерью князя Марией Розой Радзивилл, сразу же была арестована. До 1940 года Радзивиллы находились в СССР, а потом, благодаря обращения итальянской королевы Елены Черногорской, бывшей в дружеских отношениях с Марией Розой, за помощью к министру иностранных дел Италии Галеаццо Чиано, им было разрешено выехать за границу.
В сентябре 1939 г. замок практически сразу был взят новой властью под охрану. Сюда был назначен специальный комиссар, отвечавший за сохранность размещённых тут ценностей. По иронии судьбы фамилия у этого комиссара была Сиротка, так же, как и прозвище создателя замка. Уже в конце ноября 1939 г. по итогам обследования историко-революционных памятников и музеев в Западной Белоруссии бригада Наркомпроса БССР сделала вывод, что в замке необходимо организовать музей, и учитывая отдалённость Несвижа от крупных промышленных центров, дом отдыха с целью посещения трудящимися страны музейного комплекса, то есть замка.
Писатель Валентин Катаев, посетив в 1939 году замок и пройдясь вместе с руководителем по его залам, потом писал в своих воспоминаниях: «Мы молча шли вслед за ним и были удивлены размерами, количеством и богатством господских покоев. Бросалось в глаза богатство мебели, паркета, сложенного из множества ценных сортов дерева — красного, чёрного, цитринового, массивных полированных дверей, громадных зеркал в тонких позолоченных рамах… Охотничья зала была выслана шкурами медведей, волков, лисиц. На длинных столах было разложено охотничье оружие: пистолеты, мушкетоны, кинжалы, современные штуцеры, винтовки. На стенах висели рога оленей, лосей, клыки кабанов, обтянутые в золото, под ними надписи». Но особенно впечатлила Катаева Рыцарская зала — такого он не видел и в московских музеях: «Ряд рыцарей размещался вдоль белых стен, сияя серебром и золотом. стояли рыцари-всадники со страусиными перьями на шлемах». В письме к И. В. Сталину секретарь ЦК КПБ (б) П. К. Пономаренко отмечал, что значение ценностей замка большое, а «библиотеке просто нет цены».
Тем не менее, рабоче-крестьянская власть распорядилась ценностями по-пролетарски. Согласно постановлению ЦК КПБ (б), замок передали на баланс автодорожному техникуму, библиотеку и частично архив (на вес, как макулатуру, всего около 60 тонн) Академии наук БССР. А оставшуюся часть библиотеки просто распродали через государственную торговлю.
Согласно Постановлению ЦК КПБ (б) от 3 января 1941 года, вся несвижская коллекция ценностей оказалась разделённой. В Государственную художественную галерею в Минске были переданы 264 картины (среди которых 64 портрета Радзивиллов), слуцкие пояса, мебель; коллекции оружия и пушки — Белорусскому государственному музею и киностудии «Советская Белоруссия»; экспонаты охотничьей залы — Беловежскому государственному заповеднику в Белостоке; костюмы — Государственному театру оперы и балета Беларуси и Дому работников искусств. Передача коллекций шла фактически до начала Великой Отечественной войны, и из-за быстрого захвата немцами Минска эвакуировать её не получилось. Эти ещё не инвентаризированные коллекции вместе с архивом и библиотекой оказались после вывезенными в Германию. Пушки из Несвижского замка, хранившиеся в начале войны в Минске, и которые ещё не успели эвакуировать, в 1942 году были вывезены немцами в Берлинский цейхгауз, где две из них погибли во время бомбёжек города в конце войны.
В самом замке в 1941—1944 годах размещался немецкий военный госпиталь.

#### В послевоенное время. Размещение в замке санатория

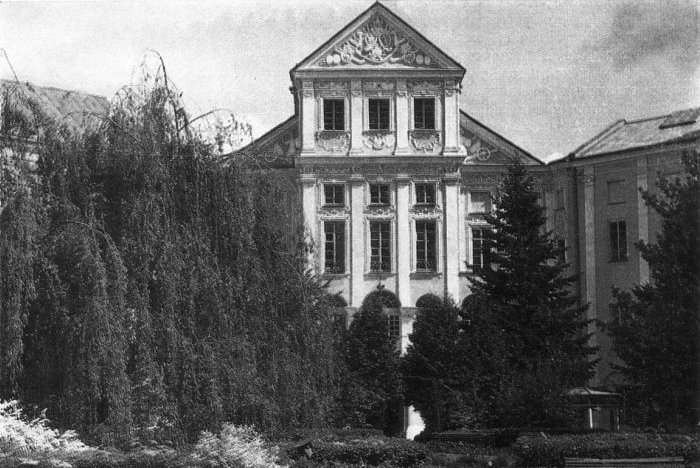
В советское время во дворцово-парковом ансамбле находился санаторий «Несвиж»

После завершения войны началась работа по поиску и возвращению утерянных ценностей. Во главе комиссии стоял главный хранитель Павловского дворца под Ленинградом А. М. Кучумов, благодаря его кипучей деятельности экспонаты, вывезенные в Германию, частично были возвращены в СССР, а в 1948—1960 гг. — в Минск. Радзивилловский архив поступил в Национальный исторический архив Беларуси, где составляет отдельный фонд (ф. 694), а радзивилловская библиотека поступила в фундаментальную библиотеку АН БССР.
Часть художественной галереи была найдена повреждённой. Однако тогдашнее руководство Министерства культуры БССР не сочло значимыми портреты «угнетателей трудового народа» и в 1950 г. передала 63 портрета Радзивиллов в национальный музей в Варшаве. Из 264 картин былой Несвижской галереи теперь на хранении в национальном художественном музее Беларуси только 57 полотен.
Похожую судьбу имела и коллекция пушек из Несвижского замка. Хотя после войны она была возвращена в СССР, однако в 1948 г. пушки были переданы Польше и с этого времени хранятся в Музее Войска польского в Варшаве. Всего в 1950—1960-х годах из музейного фонда Белоруссии было передано более 80 единиц хранения.
Во времена СССР в комплексе располагался санаторий «Несвиж», подчинявшийся НКВД/КГБ, затем — Четвёртому Главному управлению Министерства здравоохранения БССР и, наконец, управлению «Межколхозздравница». Во время подчинения санатория Минздраву БССР санаторий был рассчитан на 175 мест (3 тысячи человек в год), в том числе действовало клиническое отделение на 25 мест для лечения больных, перенёсших тяжёлые заболевания. В санаторий направляли людей с заболеваниями нервной и сердечно-сосудистой системы, а также опорно-двигательного аппарата. Практически все его помещения во время «реконструкции» 1950-х годов были приспособлены под лечебное учреждение, и поэтому тут мало что осталось нетронутым. Очередной раз замок сильно претерпел изменения в 1960-е годы, когда в нём устанавливали паровое отопление, при этом было уничтожено большинство кафельных печей и каминов XVIII—XIX вв. В 1980-е годы были уничтожены ещё и голландские кафельные панели XVI—XVII вв., сохранившиеся до этого времени, и память о них сохранилась только на фотофиксации, проведённой незадолго до их уничтожения. Практически, к новому тысячелетию в замке мало что уцелело из того, что напоминало бы о славной истории его хозяев.

## Артиллерия
В XVII веке артиллерия Несвижского замка составляла более 100 пушек. К 1733 году их осталось уже только 30. Тогда же в замке насчитывалось 406 ружей и 59 «янычарок», бывших на вооружении янычарской хоругви несвижского гарнизона.

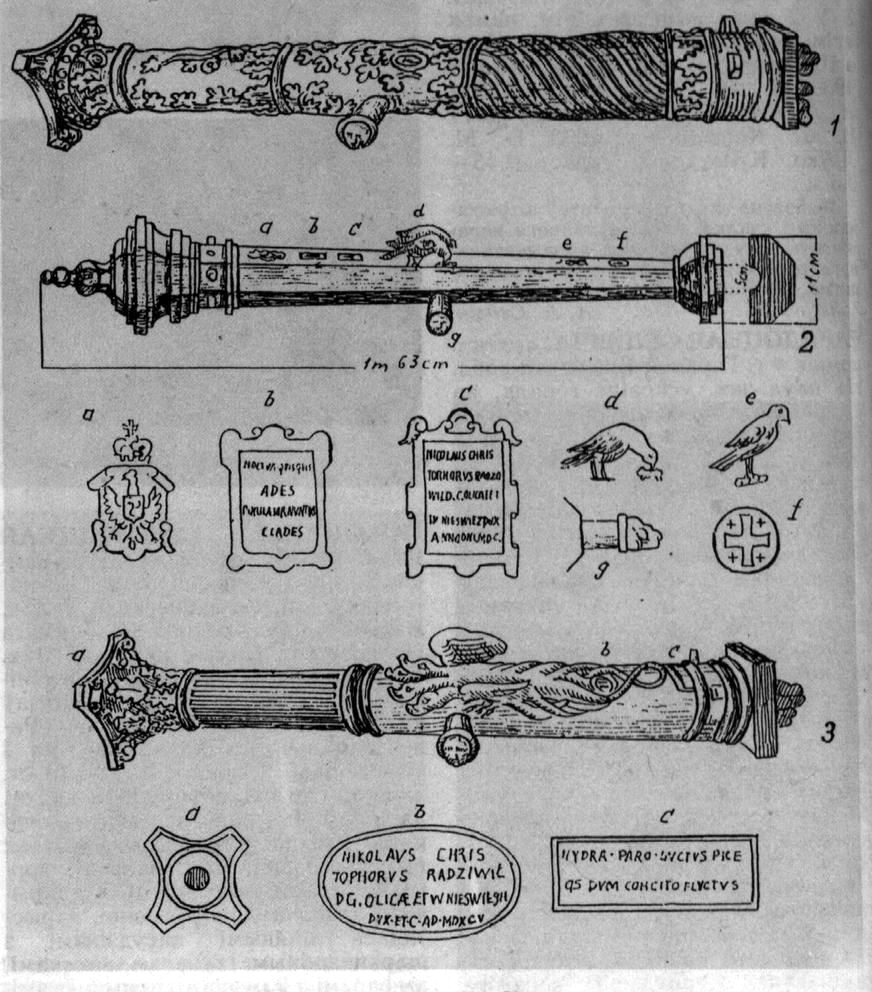
Пушки из Несвижского замка, XVI—XVII вв.

Впервые в Беларуси была создана литейная пушечная мастерская (людвисарня) именно в Несвиже. Людвисарня находилась в замке рядом с трёхэтажной каменной постройкой, с правой стороны от входа. Уже в 1576 году тут была отлита первая серия пушек, стрелявших двухфунтовыми ядрами. В том же году была изготовлена мортира. Две пушки были отлиты в 1577 году. В Несвижской людвисарне в 1597 году была отлита серия пушек и мортир, получивших имена христианских святых: «Святой Иоанн», «Святой Марк», «Святой Михаил», «Святой Рафаил», «Святой Матвей», «Святая Марконеза». В 1598 году было произведено меньше пушек, в связи с тем, что здесь для Несвижского и Мирского замков отливали колокола. За мелодичный звук они получили название «цимбалы». Голос этих «цимбал» звучал на протяжении 300 лет, они отбивали каждые 15 минут и каждый час.
В 1598 году начали производить новую партию пушек и мортир. Каждая пушка имела оригинальное название, вырезанное на стволе. Так, в 1598 году была отлита мортира «Крокодил», в 1599 — мортира «Саламандра» — пушка стрелявшая огненными ядрами; пушки «Цербер», «Гидра», а также мортиры «Святой Юрий», «Святой Александр», «Святой Георгий». В 1600 году были отлиты пушки «Святой Христофор», «Бахус», «Виноград», «Сова», «Попугай», «Цирцея». Затем, после перерыва в 1602 г. отлили пушку «Мелюзина».
Производством пушек в Несвиже в конце XVI — начале XVII вв. руководил немец Герман Мольтцфельд. Этот сложный и очень тяжёлый процесс был делом рук квалифицированного коллектива ремесленников, основу которого составляли мастера-белорусы. Они участвовали в создании форм для отливки пушек, «доводили ствол», отливали бронзовые украшения в виде листвы, виноградных лоз, птиц, зверей и рисунков святых.

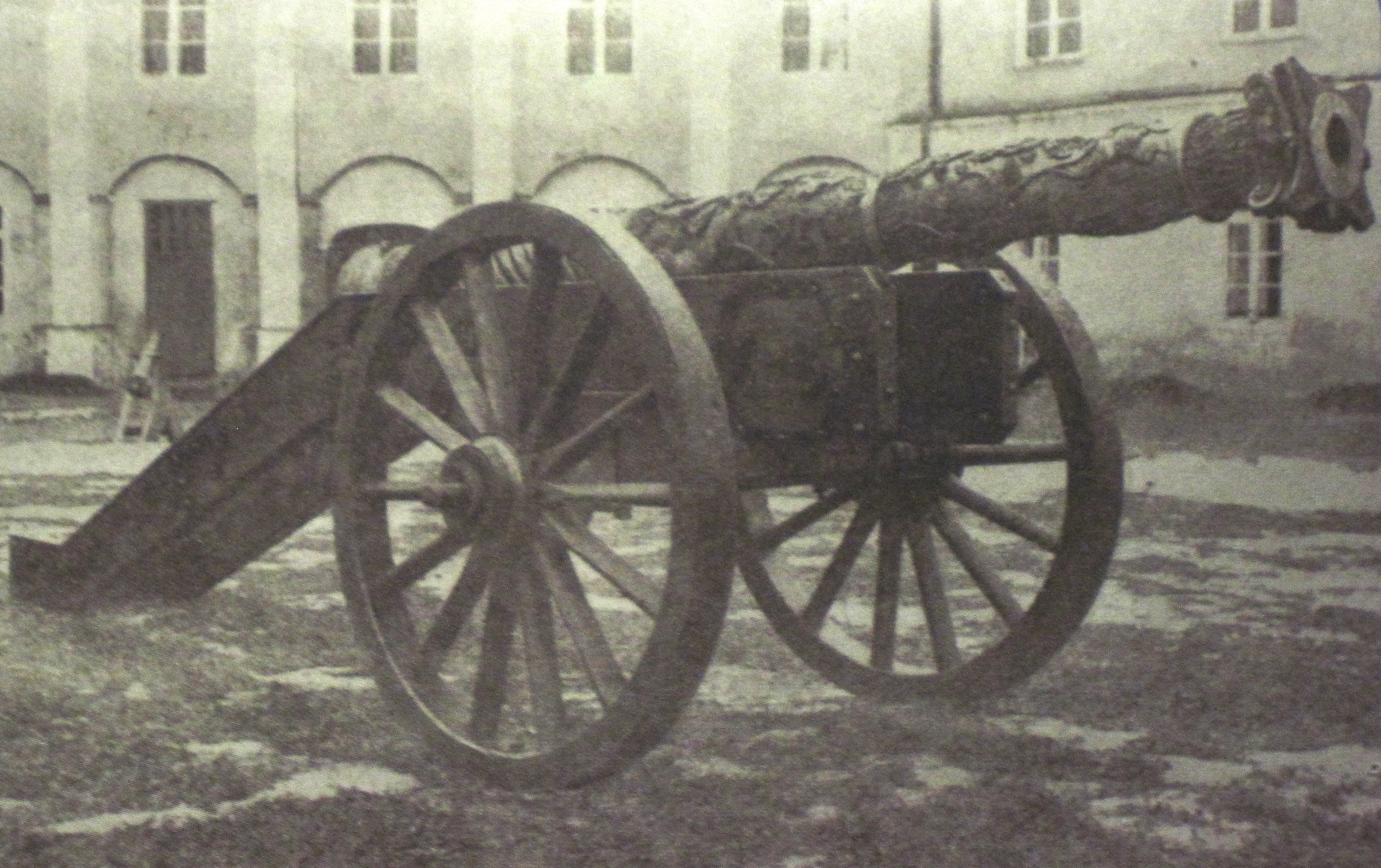
Пушка «Гидра» во дворе Несвижского дворца, 1930-е гг.

Отлитые мастерами пушки были образцами литейного искусства. Стволы их напоминали причудливые колонны, переплетённые стволы деревьев с объёмными рисунками чиюков (попугаев), сов, семиглавых чудовищ, собачьих голов и др. Это придавало пушкам экзотичность и привлекательность. Например, пушка «Цирк» была сделана в виде ионической колонны, перетянутой шнурами; «Гидра» — в виде коринфской колонны, в тыльной части которой была отлита пятиголовая гидра. одна из пушек была отлита в виде пня, оплетённого виноградной лозой с головой Цербера у основы.
Оригинальными были и латинские надписи на стволах («гидра: готовит траур, скоро тронет чёрной меткой»; «попугай: всех убиваю, кого кривым клювом ударяю»; «сова: катастрофу предсказываю каждому, если кто-то прибудет сюда как разрушитель»; «химера: уничтожаю врага огнистым горлом сияющей химеры»).
Кроме того, все пушки были украшены иерусалимским крестом — знаком принадлежности Сиротки к рыцарям Ордена Гроба Господня.
Отливать пушки в Несвиже продолжали и в XVII—XVIII вв., тогда производили железные навальные шестифунтовые пушки. В 1763 году была отлита серия трёхфунтовых бронзовых пушек и 12 стволов. Двухфунтовые пушки отливали в 1749, 1753, 1756, 1760, и 1762 гг. В 1758 году в присутствии короля Станислава Августа была отлита 24-фунтовая пушка, украшенная сценами нахождения в Несвиже короля и его придворных. В тот год в Несвиже насчитывалось 66 пушек.
До нашего времени пять сохранившихся несвижских пушек — «Гидра», «Сова», «Попугай», «Химера», «Цирк» — находятся в музее Войска Польского в Варшаве, ещё одна, — «Мелюзина», — в королевском музее артиллерии в Стокгольме, пушка «Цербер» — в Санкт-Петербурге, в музее артиллерии.
Артиллерия замка интересовала польских исследователей уже в первой половине XX в., так, коллекция пушек была дважды описана в монографических исследованиях польских учёных.

## Парковый комплекс
Застройка комплекса не ограничивалась только замком, владельцы замка активно использовали близлежащие площади. Так, ещё в 1585 году князь Николай Христофор Радзивилл Сиротка имел летнюю усадьбу Альба на территории современного парка, а его наследник Кароль Радзивилл Пане Коханку приказывает высечь громадный лес (в 300 га) поблизости от замка и на его месте создать потешный дворцово-парковый ансамбль (теперь на этом месте находится парковый ансамбль «Альба»).
Возникновение современного паркового комплекса связывается с именем Марии де Кастеллян, жены Антония Радзивилла, под руководством которой проводились работы по созданию паркового комплекса. Парки пейзажного типа были заложены в 1879 году в пойме реки Уша, раньше на их месте была холмистая равнина с рекой, пойма которой была заболочена. Парковый комплекс был разбит у водных преград и фортификационных сооружений, окружавших замок. Повышенные участки остались без изменений, а на низких местах были проведены минимальные гидротехнические работы по регулированию водного режима прудов и осушению болот, на отдельных участках ещё и нивелировка поверхности. По результатам археологических раскопок 1997 года толщина насыпного грунта местами достигала 1,4 м.

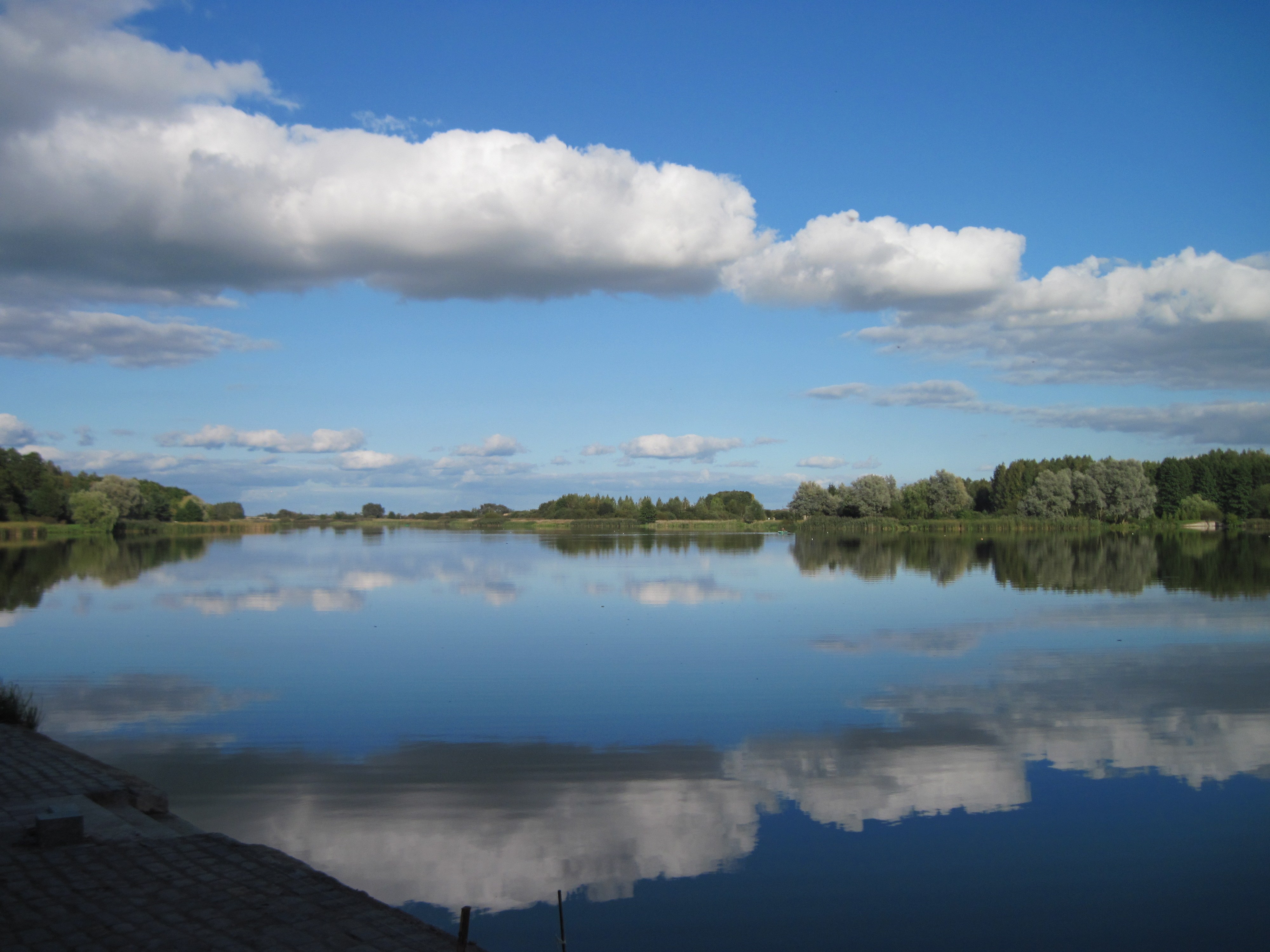
Дикий пруд отделяет Марысин парк от Озерина и Плинтовки

По времени закладки, планировке и архитектуре, подбору насаждений Несвижский парковый ансамбль делят на 5 частей: Замковый парк (11 га), Старый парк, или Озерин (16 га), Японский парк, или Плинтовку (7 га), Новый, или Марысин парк (22 га) и Английский парк (10 га). Ландшафтные участки объединены Диким, Замковым и Бернардинским прудами. Площадь парков вместе с водоёмами составляла около 100 га. Парковый комплекс состоит из 5 автономных ландшафтных зон, каждая из которых имеет свою завершённую композицию. Прудами Замковым и Диким парки разделяются на право- и левобережную части.
В создании паркового ансамбля выделяется несколько периодов. Первый охватывает 1878—1905 гг., начиная с закладки Старого парка и до завершения работ в Английском и Марысином парковых массивах. Второй период (1911—1914 гг.) — создание Японского парка и посадки на Поповой горке, третий включает 1935—1939 и характеризуется посадками на Лебяжъим лужке в урочище Каролина.
Главным садовником парка в 1878—1912 гг. (практически весь период становления планировочно-просторовых структур) был Андрей Пастаремчак. Знакомство с шедеврами мирового садово-паркового искусства (он учился в Познанской школе садоводства, столичных городах Европы и России) благотворно повлияло на его самобытное творчество. Помощниками, а затем и продолжателями его дела были Антон Ковальский, Михаил и Адольф Стоцкие, Иван Цвирко, Антон Глинский.
В 1913—1914 гг. проведены работы по улучшению парковых ландшафтов. В парках были посажены ель обыкновенная и Энгельмана, лиственницы даурская и сибирская, сосны веймутова и чёрная, дуб обыкновенный (пирамидальная форма), липа американская (форма крупнолистая); много декоративных кустов.
Несвижский парковый ансамбль сильно потерпел в годы Великой Отечественной войны. Молодые посадки были вырублены, многие деревья очищены от ветвей в нижней части, что снизило их декоративность. В послевоенное время в парке были установлены два памятника: рядом с тополем на Выставочной поляне, где в 1941 г. немецко-фашистскими захватчиками были уничтожены мирные жители Несвижа, и возле западного бастиона замка, на братской могиле советских воинов, погибших во время освобождения Несвижа (у подножия памятника горит вечный огонь).
В 1963 году парковый комплекс Несвижа был объявлен памятником природы республиканского значения. В начале 1960-х годов под руководством архитектора Руденко был разработан проект реставрационно-восстановительных работ в парке, реализованный только частично. В 1985-91 были проведены реставрационно-восстановительные работы («Минскпроект», главный архитектор М. Ф. Жлоба) по благоустройству территории.

### Замковый парк, или парк Антония

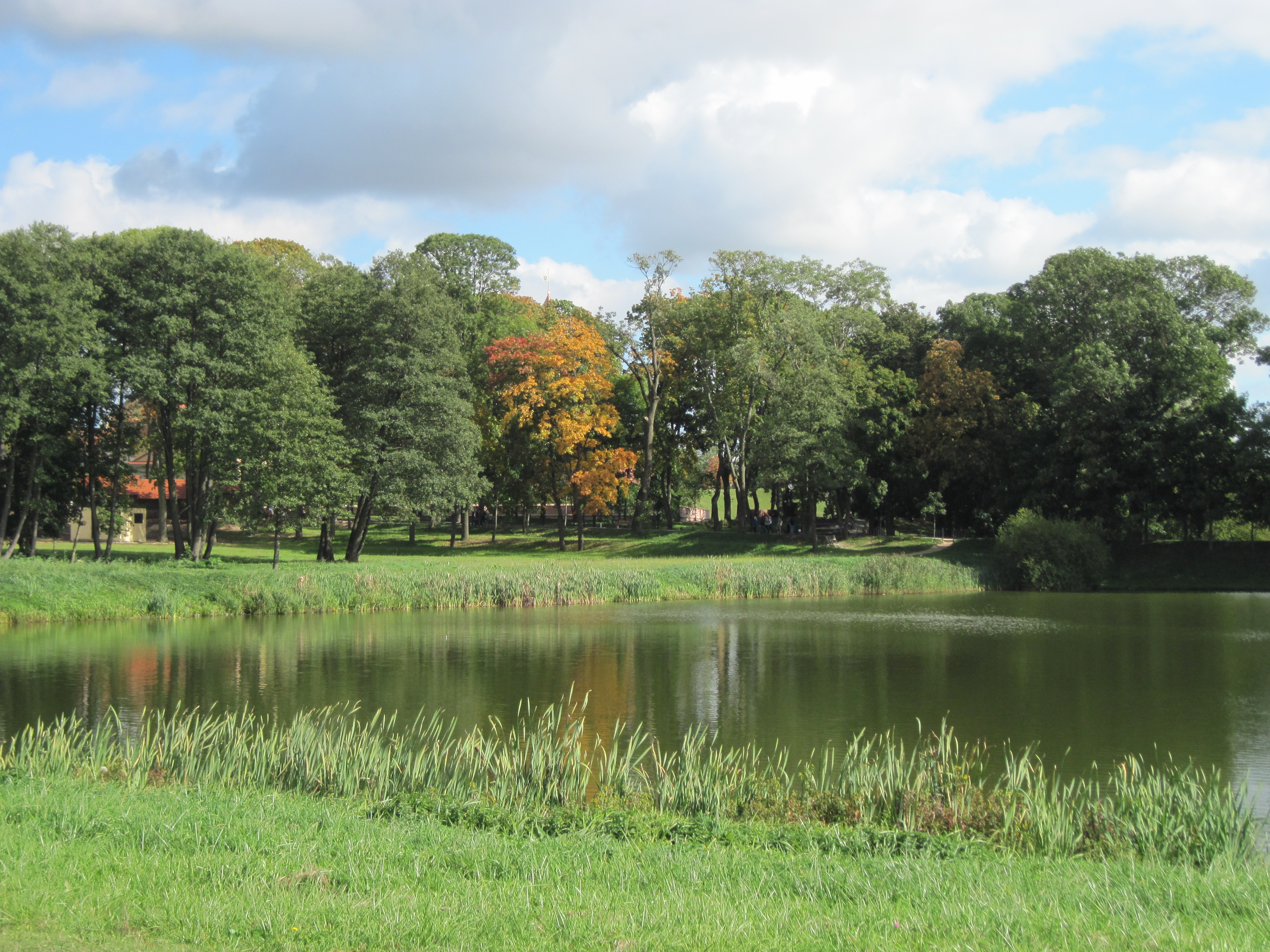
Замковый парк

Вход на территорию парка начинается у древних ворот, украшенных гербом рода Радзивилов «Трубы». На нём изображены: знак власти — орёл, на груди которого размещается щит с тремя охотничьими рожками и монограмма Антония Вильгельма Радзивилла. За воротами открывается вид на Замковую аллею — дамбу длиной 450 м, окаймлённую посадками вековых деревьев. Среди насаждений преобладают клён остролистый, ива плакучая, встречается и серебристая, выгодно выделяющаяся на зелёном фоне иных посадок.

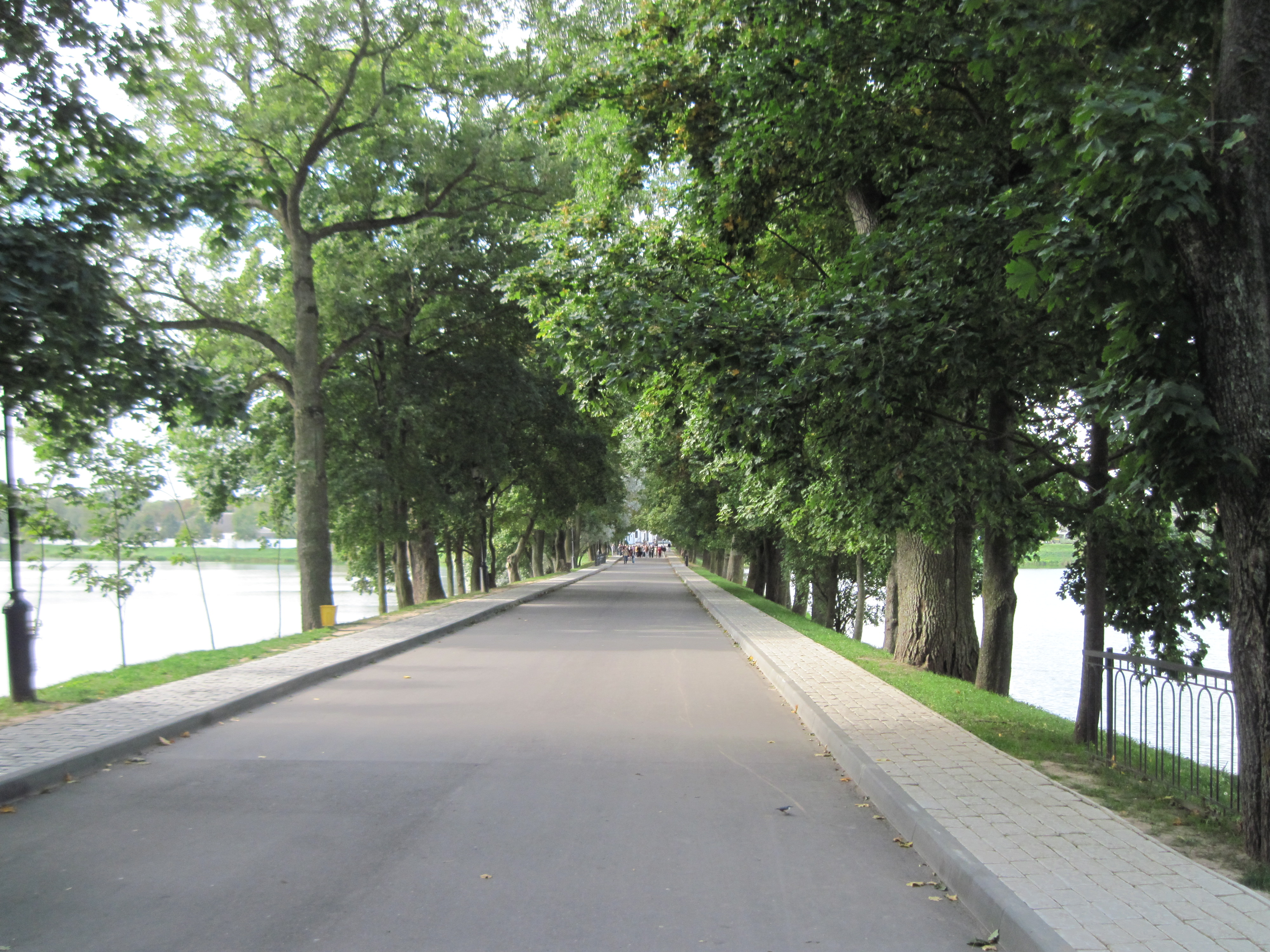
Грунтовая дамба в Замковом парке

Грунтовая дамба появилась в 1870—1875 годах. До этого времени замок соединялся с городом длинным разборным мостом, хорошо видном на гравюре Т. Маковского. Мост имел оборонительное значение, но потеряв эту функцию, был заменён дамбой. Сама аллея является уже частью парка Антония, названного так в честь Антония Вильгельма Радзивилла.
Озеленение парковой территории началось в начале XIX в. На плане Несвижа 1810 года видно, что дорога, проходившая по внешней бровке рва в трёх местах обсажена деревьями с двух сторон, в четвёртом (северо-восточном) — с одной. Как отмечал В. Сырокомля, в 1830-х годах на откосах рва росли дикие кустарники и изредка развесистые груши, а в центре парадного двора находилась группа берёз и осин. На гравюре Г. Гуминского, сделанной позднее, видно, что деревья в центре парка были заменены цветочной клумбой диаметром 15—16 м, а около подъезда к первому крылу посажены декоративные кусты.
Теперь парк Антония включает подъездную дамбу и территорию, непосредственно примыкающую к замку. Характер пейзажа практически не меняется к мосту, переброшенному через ров к башенным воротам замка. В парке в 1961 году был разбит скверик и установлена скульптура «Спутник» в честь первого искусственного спутника Земли. Тут растёт единственный в Несвиже экземпляр гледичии трёхколючковой. Озеленение призамковой территории выполнялось на трёх уровнях: по бровке рва, по гребню вала и во внутризамковых двориках.
В Замковом парке находится большое количество экзотических растений. В 1954 году по проекту архитектора Руденко во внутреннем дворике замка был разбит сквер партерного типа. Центральная часть сквера имела вид эллипса, а на переднем плане находился колодец, украшенный коваными деталями работы местных умельцев, и скульптура «Амур с чашей». После реконструкции начала XXI века растительность исчезла из дворика, остался только колодец.
Небольшой двор (конный или хозяйственный) в южной части замка перед бывшими конюшнями, построенными в крепостном рву, оформлен группой голубых елей, цветами, а стена и башня замка увиты диким виноградом. Самый маленький замковый двор (интимный) размещён в восточной части, между дворцово-замковым комплексом и валом. Тут высажены ясень и голубая ель. Крытая лестница в виде перголы, увитой виноградом, ведёт на крепостной вал.
На валу замка в разные времена высаживались кусты — махровые формы боярышника, разные виды сирени, жасмина. Виноград девичий пятилистный, амурский и культурный, актинидиевые использованы в украшении замковых стен и видовых беседок. С внешней стороны рва замок окружён широкой объездной дорогой, обсаженной клёном остролистым.
В Замковый парк входят также аллеи, обрамляющие замок по берегу оборонительного рва и две поляны. Театральная аллея размещена к югу от замка, имеет вид полукруга. В прежние времена придворный театр в тёплое время года давал на ней театрализованные постановки и зрители находились на другой стороне оборонительного рва. Вторая поляна находится к востоку от замка и украшена тремя бронзовыми вазами на гранитных постаментах (установлены в 1992 году, скульптор Валерий Янушкевич).

### Старый парк, или Озерин

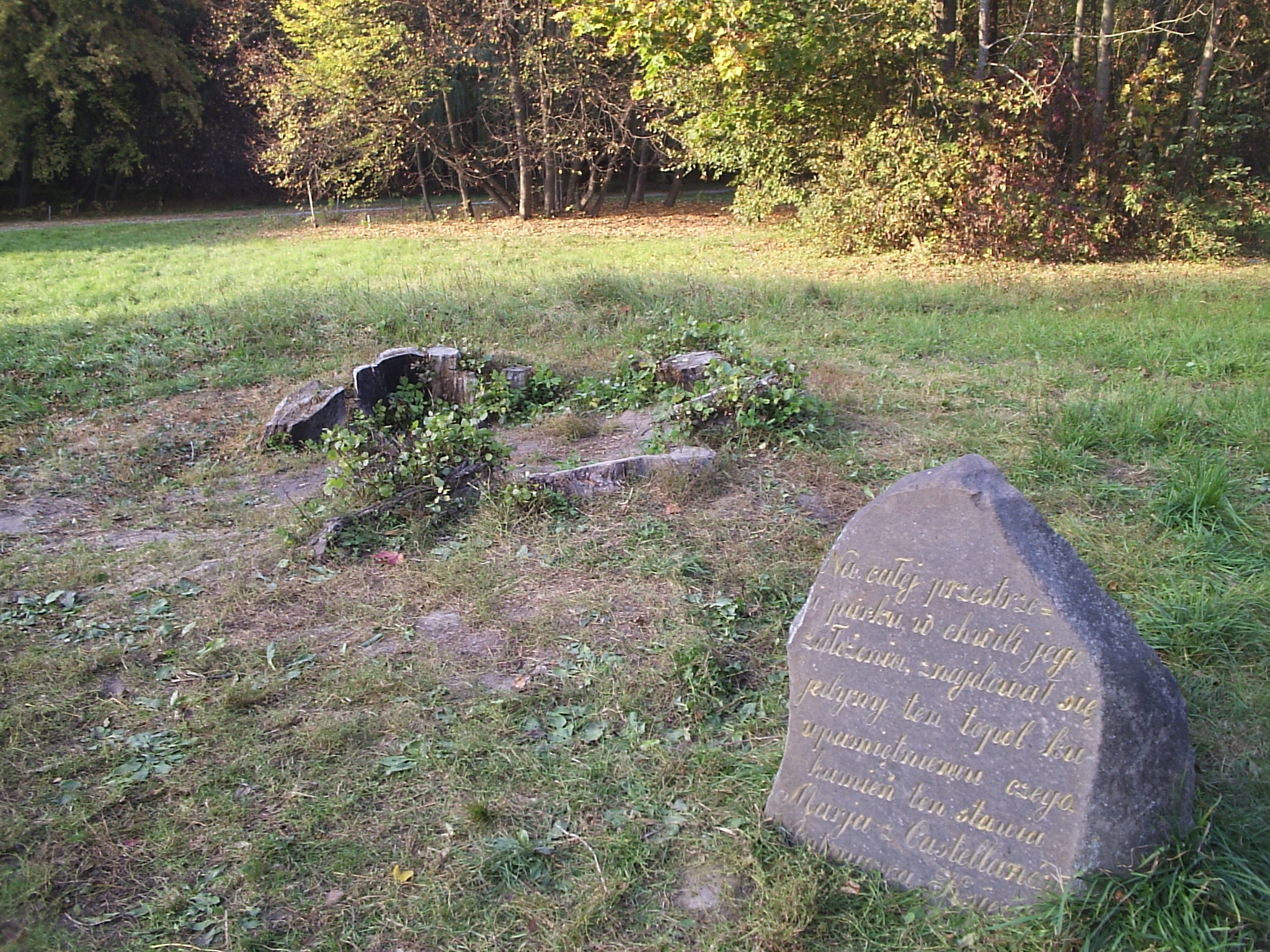
Памятник основательнице парка М. Кастеллян. Рядом видны остатки первого тополя, единственного дерева на месте Старого парка

Старый парк был заложен в 1878 году на левом берегу пруда Дикого на месте базарной площади, где раньше росло только одно дерево — канадский тополь, на месте которого положен камень с надписью: «На всём пространстве парка в момент его закладки находился только этот тополь». В парке находится памятный камень-валун (известный как камень желаний) в честь его создательницы: «В память 25-летия основания этого парка, а также в знак признательности за столькие годы труда, сделанного для украшения замка Марией из Кастеллянов княгиней Радзивилл. Камень этот в 1903 году поставил её благодарный муж Антон Радзивилл XIV, ординат Несвижский».

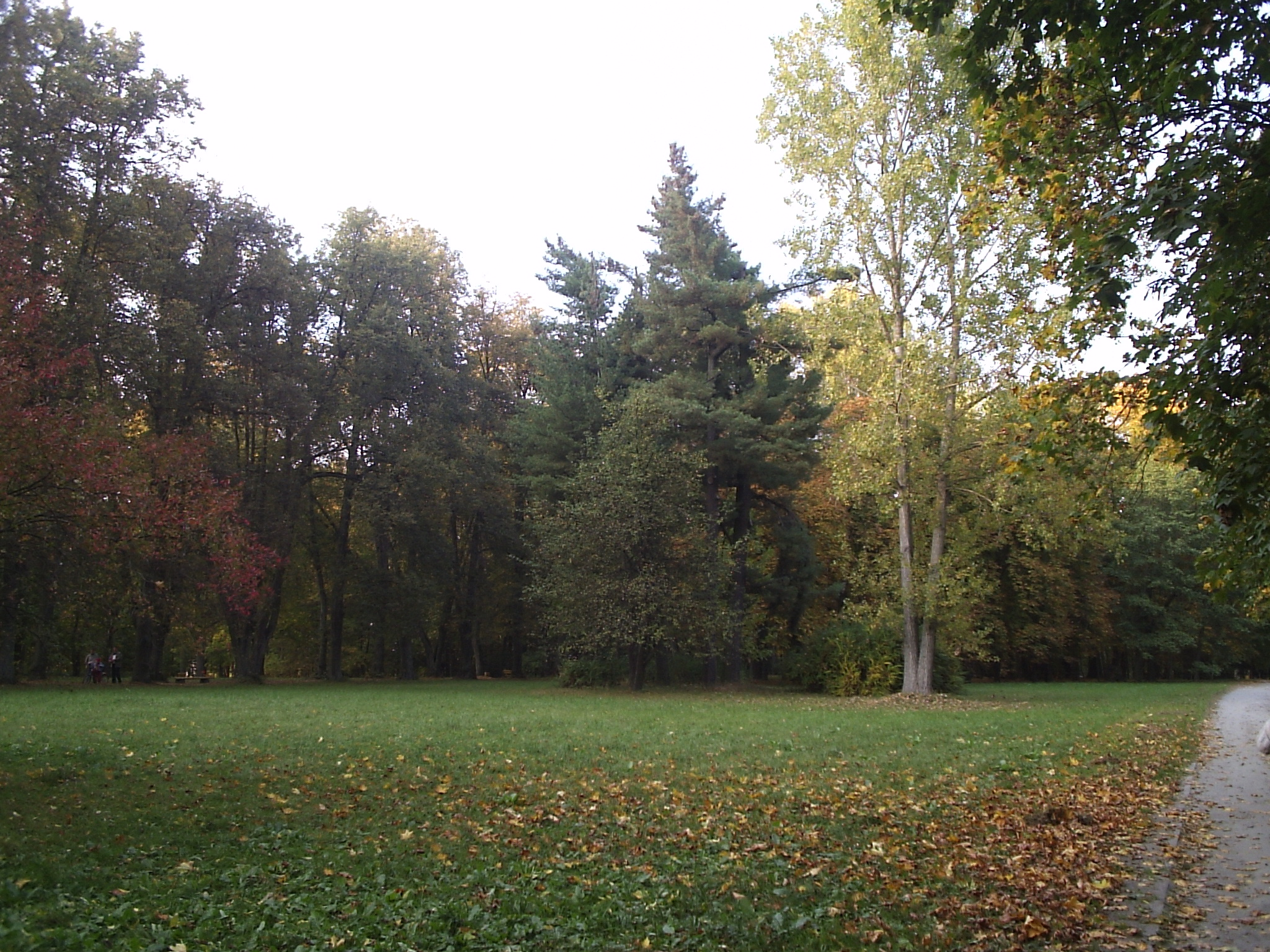
Одна из полян Старого парка

Основная масса деревьев была высажена в конце XIX века, дальнейшая обработка пейзажей велась до конца 1920-х годов. Несмотря на то, что парк Озерина формировался в пейзажном стиле, тут много аллей — кленовая, липовая, каштановая, грабовая. Вход в Озерин оформлен двумя парами пилонов с железными воротами и маленьким домиком садовника. Кроме памятных камней-валунов в этой части парка некогда были установлены в виде оригинальных беседок берёзовый домик, голландская мельница, трёхъярусная постройка солярия, беседка-шатёр в виде гренадерской шапки.

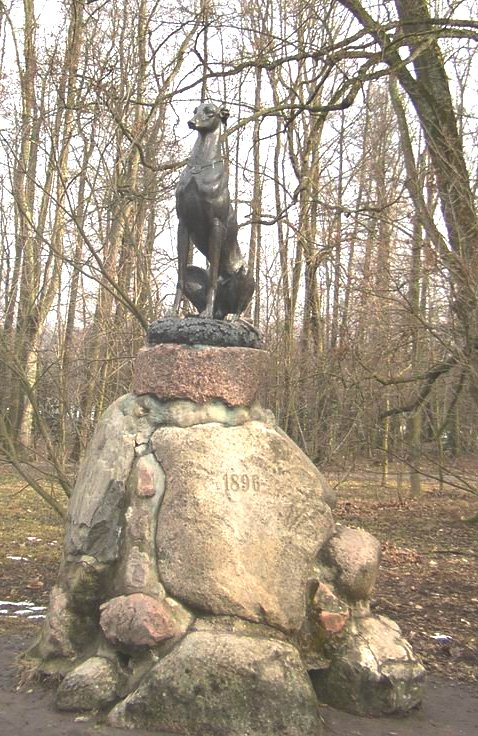
Памятник псу-спасителю

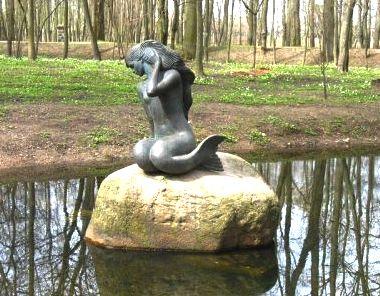
Русалка

Ландшафтные композиции Старого парка строятся на трёх последовательно размещённых полянах (Спортивной, Центральной и Выставочной), отличающихся величиной, формой, освещённостью, характером изрезанности контуров.
Поляны соединены аллеями-дорожками и создают своеобразную анфиладу зелёных залов, в драпировке которых участвует большое разнообразие деревьев, кустарников и цветов, придающих неповторимый колорит каждой из полян. Начинается парк с анфилады залов Спортивной поляны, где некогда находился солярий. В начале XX века на поляне находился теннисный корт. Поляну обрамляют такие деревья как берёза, явор, клён, черешчатый дуб, чёрный тополь.
Перед Спортивной поляной с левой стороны был создан искусственный водоём наполнявшийся из колодца-источника, теперь пересохший. Сохранился установленный рядом с ним маленький четырёхгранной формы камень с надписью «Колодец Ундины». Он размещён около самого входа в парк. Колодец в условной манере обозначает место источника, овеянного легендами про живущую в нём нимфу-богиню, и оформлен как выразительный парковый элемент. На валуне в Зеркальном пруду, куда отводится вода источника, установлена скульптура русалки.
Спортивная поляна сменяется Центральной, на которой можно увидеть памятник псу, восстановленный на прежнем месте во время реконструкции парка. Дата на постаменте — «1896» — подчёркивает эту преемственность. На груди благородного животного висит медальон, украшенный главным элементом фамильного герба Радзивиллов. Согласно легенде, во время охоты раненый князем медведь чуть не расправился со своим обидчиком самым решительным образом, но внезапно, любимый пёс князя, поспешил на помощь хозяину, в ответственный момент стычки оттянул на себя внимание разъярённого зверя, чем спас жизнь хозяину, погибнув при этом сам. Воплощённый в бронзе памятник напоминает про обязанности в отношении братьев меньших.
Декоративный пруд и колодец раньше украшали также и Выставочную поляну, на которой до 1927 года в разных по форме небольших павильонах проводились сезонные выставки цветов, овощей и фруктов. Архитектурные постройки и скульптурные композиции, некогда украшавшие парк, полностью утрачены.
В начале 1990-х годах на территории парка была создана Аллея Памяти, вдоль которой разместились бронзовые бюсты людей, посвятивших свою жизнь Несвижу и белорусской земле. На Аллее Памяти установлены бюсты: Николаю Х. Радзивиллу Сиротке, Джованни М. Бернардони, Т. Маковскому, Владиславу Сыракомле, Якубу Коласу, Юрию Несвижскому (Несвижьскому) (кстати, большинство историков сомневается, имел ли последний какое-нибудь отношение к современному Несвижу).

### Новый, или Марысин парк

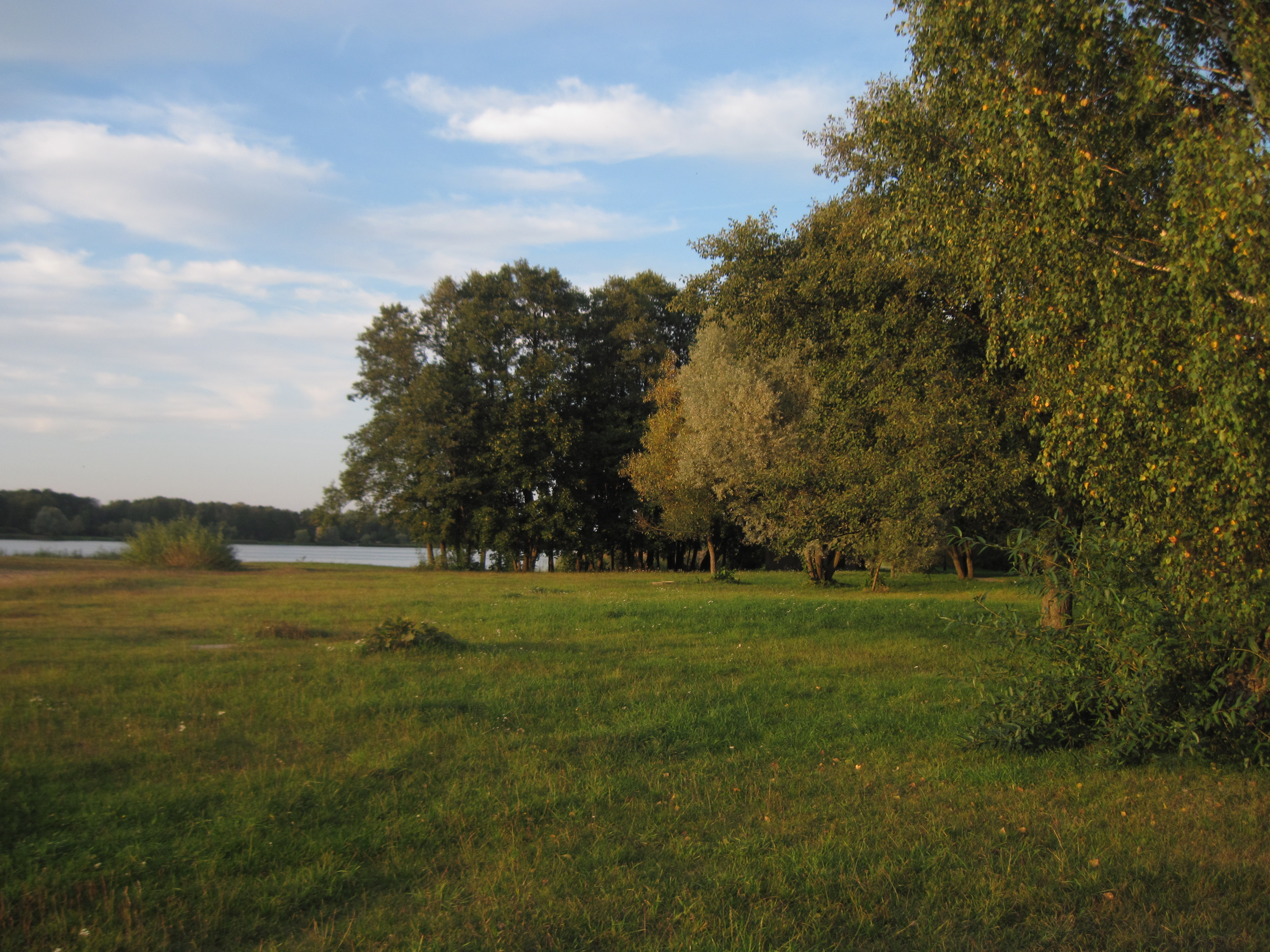
Марысин парк

Новый (Марысин) парк размещён в левобережной части. В композиционных решениях ландшафтов Нового парка отразилось влияние натурализма (размеры отдельных парковых групп увеличивались по мере удаления от замка).
Новый парк имеет форму прямоугольника, ограниченного со стороны поля однорядной посадкой тополя канадского позднего. Его композиция наиболее полно отражает особенности романтичного парка с его повышенной эмоциональностью, одиночеством и тишиной. Создание этого паркового ансамбля связано с легендой о трагической судьбе княжны Марии, что нашло отображение и в определённых парковых символах: источник «Слёзы Марии», бронзовая скульптурная группа «Георгий Победоносец копьём поражает змия», вода из которой текла из раны змия (скульптура вывезена фашистами в годы Великой Отечественной войны), эпитафии и надписи на камнях. В наиболее болотистой части парка за Лебединым лугом сформирован круглый пруд с Островом любви.
Ландшафтная планировка Нового парка перекликается с планировкой Озерина: по мере отдаления от замка размер парковых групп постепенно увеличивается, отдельные куртины переходят в рощи и крупные лесные массивы, а на восточной окраине — в так называемый Русский лес из местных лиственных пород с редкими экзотами. Все композиционные элементы Марысиного парка связывает кольцевая дорога. К Русскому лесу ведут дубовая и ясеневая аллеи, от круглого пруда — ивовая и липовая аллеи.
В 1898 году на горе Крестовой, или Центральной поляне Нового парка установлен астрономический обелиск, от которого в радиальных направлениях были проложены две липовые и кленовая аллеи. Южный вход в Марысин парк сохранился практически в первоначальном виде, оформленный массивными колоннами и железными воротами, калитками. Около входа находится сторожка, построенная в готическом стиле.
С востока Марысин парк завершался лесом с преобладанием берёзы. Здесь была создана композиция «Кружок Каролины», образованная еловыми посадками с большим валуном в центре. От неё через поле шла берёзовая аллея к охотничьему павильону — «Домику Каролины». Там же размещались псарня, фазанья ферма, собирались охотники, проводились обеды по завершении охоты.
Большие размеры и отдаление Марысиного парка, натуралистичность его пейзажей, одинокий обелиск и источник-грот под названием «Слёзы Марыси» — всё это делало парк особенно таинственным, окутанным покрывалом тайн.

### Английский парк, или Ипподром
Английский парк был заложен в 1898 году как продолжение Нового на месте ипподрома. Тут размещались конюшни и беговые площадки, просуществовавшие до 1939 года. В Английском парке обучали верховой езде, устраивались конные выступления. Тут некогда размещалась беседка в виде седла и небольшой водоём.
Как продолжение Марысиного парка Ипподром был оформлен посажеными в шахматном порядке, одиночными или в группах по три елями и берёзами. До наших дней сохранились только отдельные деревья. Береговая часть открытая, другие стороны парка закрыты сплошными посадками, теперь сильно прореженными.

### Японский парк, или Плинтовка

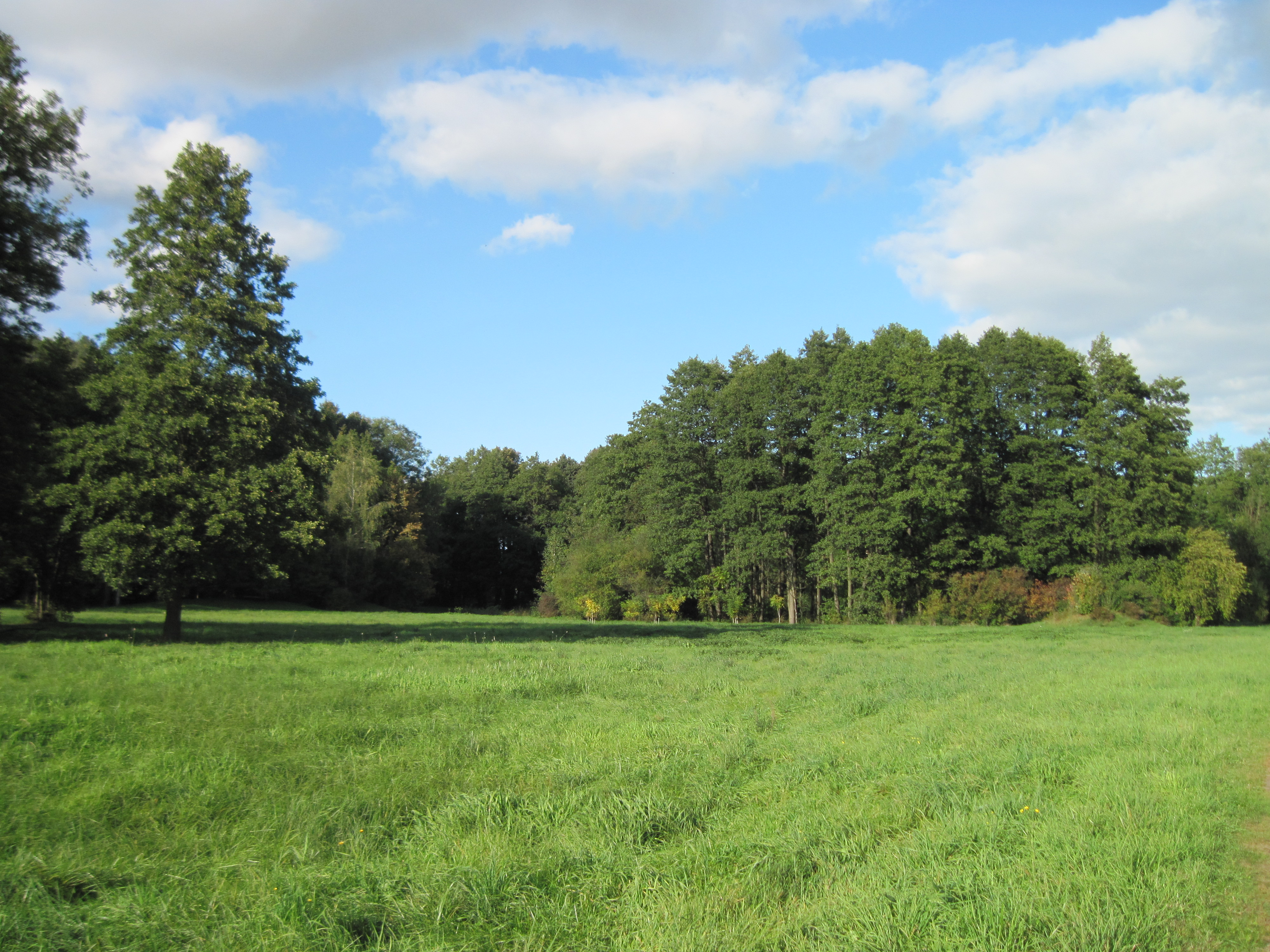
Японский парк

В начале XX века формирование паркового ансамбля шло в основном в восточной части, вдоль пруда Дикого. Парковой границей здесь была восточная дамба в верховье пруда. В 1913—14 годах на месте поляны Плинтовка под влиянием новых идей садовых зодчих Англии Люценса, Митчела и Пета был заложен Японский парк.
Отличительной чертой Японского парка были заливные луга с тетеревами и утончённые декоративные формы проникнутые восточными мотивами (например, беседка в виде Фонарика). Заложенный английским садовником в начале XX века, Японский парк остаётся едва ли не самым загадочным объектом парковых композиций Несвижа, так как про его планировку почти ничего достоверного не известно.
На месте Японского сада сохранились отдельные ивы. Судя по всему, тут в большом количестве выращивались ирисы. Композиционной доминантой парка была Попова Горка (находится на северо-восточной окраине парка) с размещённой наверху часовней, находившейся на одной оси с городской ратушей. Часовни были обязательным элементом усадеб и обычно замыкали основную ось дворцово-паркового ансамбля. Археологи предполагают, что около Поповой Горки следует искать остатки первых деревянных построек владельцев замка.
При планировке Японского парка предполагалось сделать узкие дорожки, карликовые деревья, камни-беседки. Однако задуманное было осуществлено только частично. Карликовые деревья выросли и перестали отличаться от обычных. В парке были заложены две аллеи: ивовая вела на берег пруда к насыпному кургану; аллея из каштана, липы и других лиственных пород соединяла Плинтовку с Поповой Горкой. Основным акцентом восточной перспективы являлся павильон охотничьего домика Каролины (не сохранился) в верховье пруда Дикого.

## Архитектура
Художественный облик отдельных частей Несвижского замка, особенно дворца и хозяйственных помещений, неоднократно изменялся. Дворцово-парковый ансамбль формировался постепенно, он прошёл путь от комплекса, в котором преобладали оборонительные черты, до открытой резиденции одного из самых могущественных европейских родов.
Замок размещён на острове, созданном рекой Уша, прудами и рвом. Площадку 170×120 м обрамлял вал, облицованный камнем. В его угловых частях находились бастионы, а в толще — помещения военного и хозяйственного значения (арсенал и склады). Дворец с восьмигранными дозорными башнями имел три этажа, справа от него — также трёхэтажная казарма с пристроенной высокой дозорной башней а слева — хозяйственный корпус, где размещались разные службы. Подход к замку с востока был укреплён треугольным шанцем, к которому вели две подъездные дороги. На главной оси при входе во дворец находились каменные ворота с разборным мостом, которые были врезаны в вал и вздымались над бруствером на несколько ярусов. В 1706 году дворец и оборонительные укрепления были сожжены шведами. Дворец восстановлен и перестроен Радзивиллами после 1726 года по проекту архитектора К. Здановича. По его же проекту была в 1740 году построена новая замковая часовня. В XVIII в. в строительстве дворца принимали участие архитекторы Маурицио Педетти (1748—52 гг.), М. Флорианович (1775—78 гг.), К. Спампани (1778—79), А Лоцци (1783 г.).

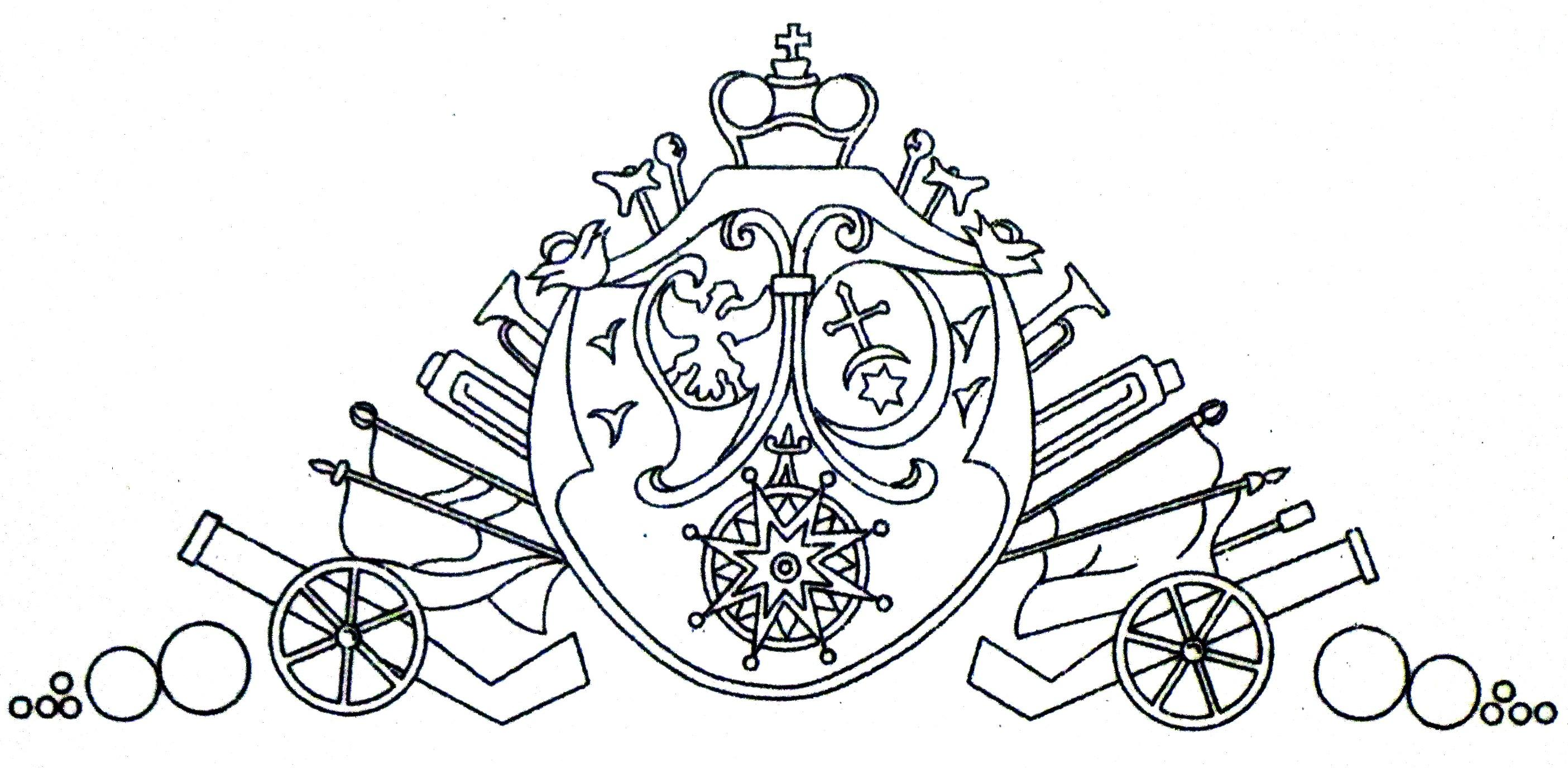
Картуш фронтона

На протяжении XVII XVIII вв. тут были проведены значительные перестройки. Так, каменные бастионы заменили земляные укрепления. В главном дворцовом корпусе, был надстроен четвёртый этаж центрального ризалита, завершённый треугольным фронтоном с рельефным декором. Боковые корпуса, ориентированные во внутренний дворик, также частично перестроены и соединены с центральным корпусом трёхэтажными постройками, а с въездными воротами — галереями. В результате этих перестроек замкнулся периметр двора, а сам он приобрёл асимметричный в плане вид, близкий к пятиугольнику.
В 1809 г. дворец отреставрирован (арх. М. Цейлик). К середине XIX в. замковые валы находились в полуразобранном состоянии и больше не восстанавливались.

### Композиция

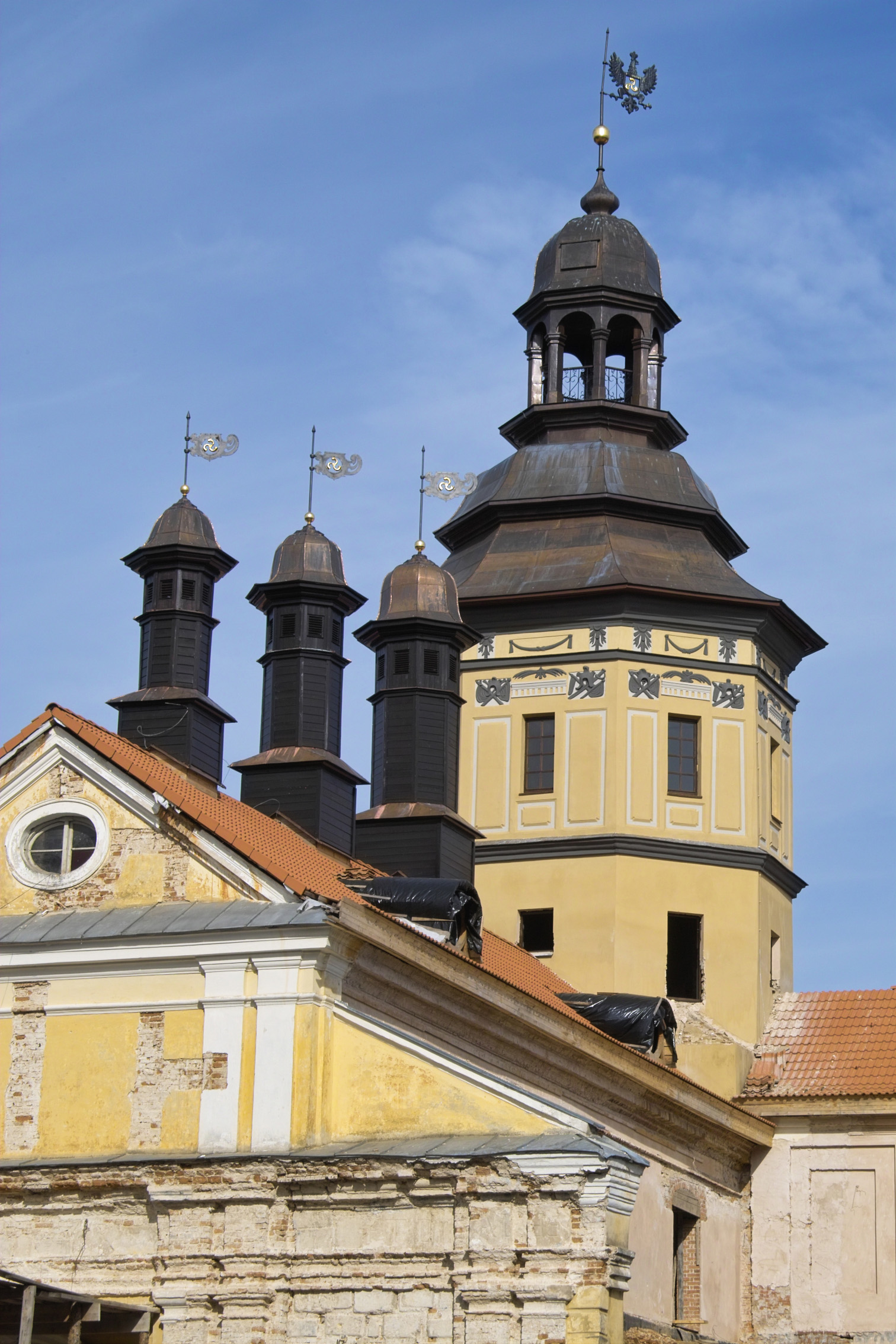
Ворота с башней

Вход на территорию ведёт через перекрытый цилиндрическими сводами туннель въездных ворот, завершённых треугольным фронтоном. Со стороны внутреннего двора над входом возвышается двухъярусная башня, покрытая шлемоподобным куполом с главкой.

### Главный корпус

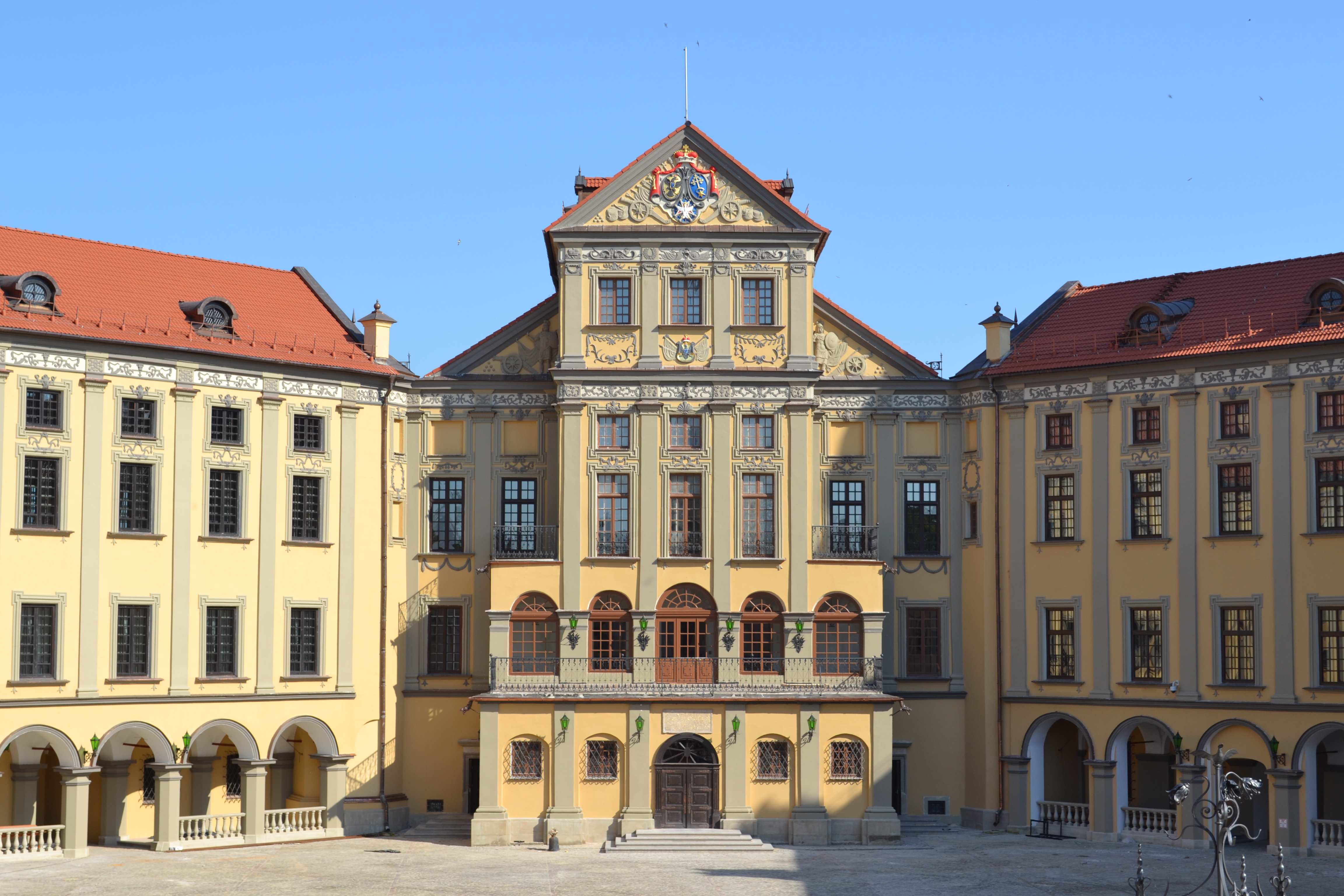
Главный корпус

Размещён на одной оси с въездными воротами и является центром дворцовой композиции, главный корпус, вход в который сделан в виде выносного тамбура на ширину ризалита. Над тамбуром — широкая терраса с металлической оградой. Два боковых прямоугольных корпуса размещены под углом к главному, с которым соединены трёхэтажными угловыми вставками. В торцовой части правого корпуса возвышается двухъярусная шестигранная башня со шлемоподобным куполом с ротондой.

### Ворота и галереи
Ворота имели наверху часы, тут были размещены кордегардия (на нижнем ярусе) и помещения архива (на верхнем). Вспомогательные корпуса вокруг ворот включали ряд жилых и хозяйственных помещений, кухни, погреба, сокровищницы и др.

#### Часовня

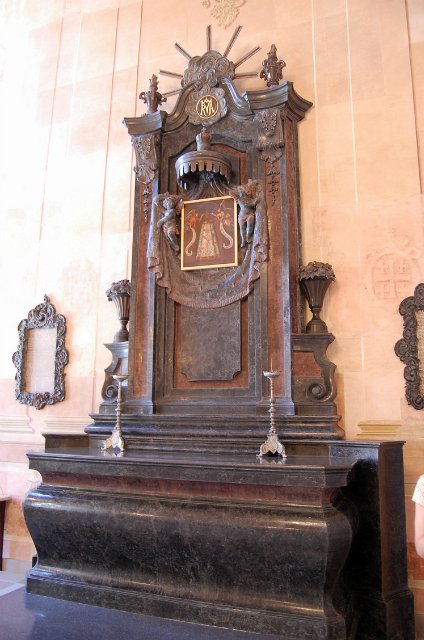
Алтарь часовни

Тут же находилась и замковая часовня с деревянным и фаянсовым алтарём. Своды часовни были украшены рисунками на библейские сюжеты.

### Интерьеры

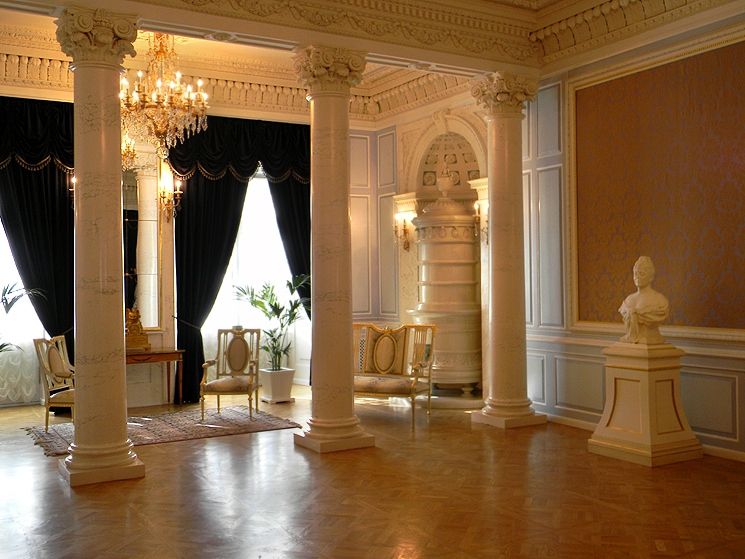
Бальная зала

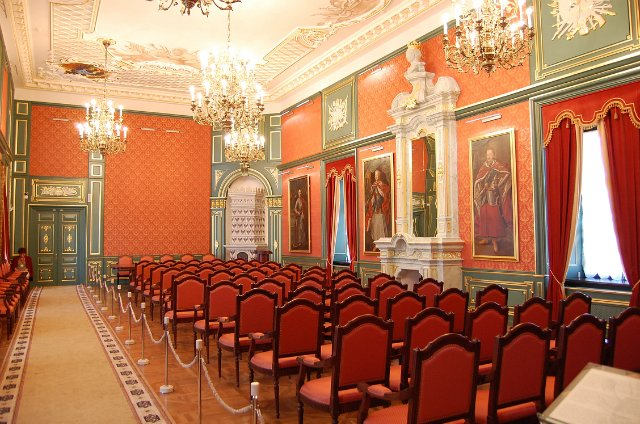
Гетманская зала

Интерьеры Несвижского замка впечатляют своей красотой и роскошью. Всего в замке было около трёхсот гостиных покоев и двенадцать больших парадных зал. Особенно богато были украшены галерея и парадные залы, каждая из которых имела неповторимый художественный образ и своё название: Золотая, Королевская, Гетманская, Мраморная, Звёздная, Рыцарская, Охотничья и др. В Библиотечной зале было собрано более двадцати тысяч рукописных и печатных книг практически на всех европейских языках, Портретную украшали более 900 портретов представителей семьи Радзивиллов, значительная часть из которых была изготовлена крепостными крестьянами. Мраморная зала была украшена чёрным мрамором, Золотая — позолоченными стенами и потолком. Паркет во всех залах был изготовлен из ста сортов дерева, что позволяло создавать различные мозаики и декоративные орнаменты. Стены вокруг лестниц и коридоры представляли собой большую художественную галерею. Позолоченные медные балюстрады были художественной особенностью не только в границах Речи Посполитой, но и Европы.

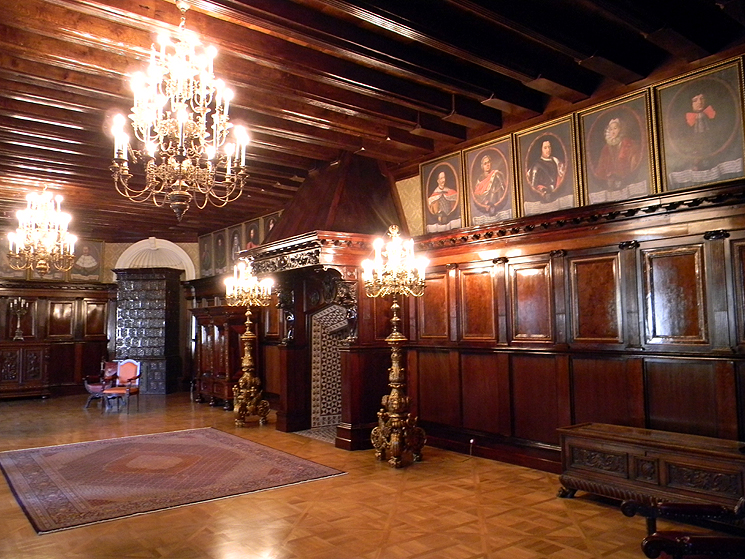
Каминная зала

Интерьеры украшали кафельные и фаянсовые печи, украшенные лепниной, камины с металлическими геральдическими изображениями, дубовые резные панели, позолоченная лепка на стенах и потолках, дорогие люстры, зеркала. В замке был картинная галерея, хранились изделия декоративно-прикладного искусства и библиотека Радзивиллов, которая благодаря широким культурным связям владельцев замка комплектовалась рукописями и изданиями, привезёнными из Европы, книгами из типографий Великого княжества Литовского, в том числе и из собственных типографий в Несвиже и Бресте.

## Современность

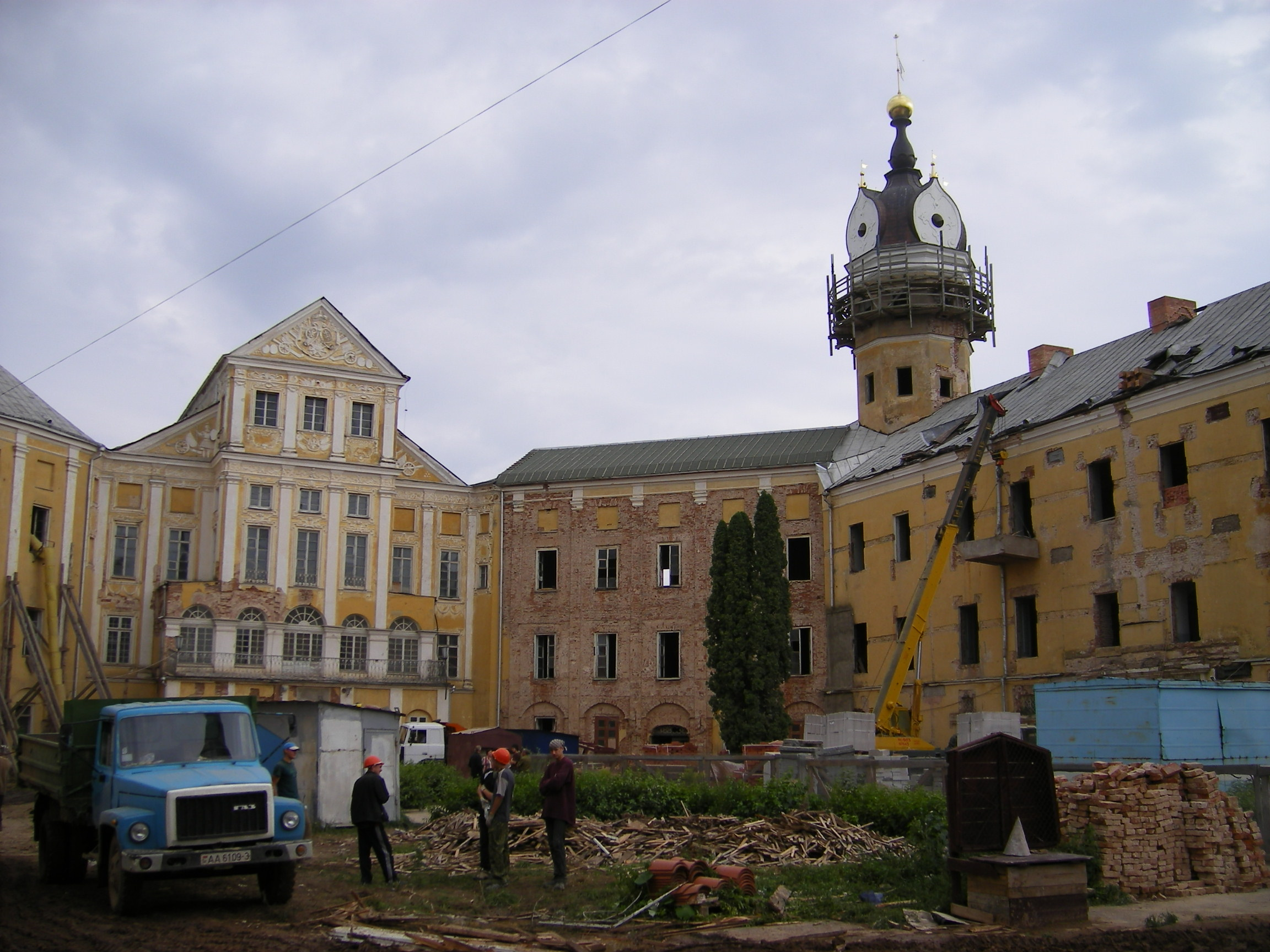
Несвижский замок во время реставрации

После распада СССР в комплексе находился санаторий «Белмежколхозздравницы», закрытый в 2001 году, после чего дворец был передан под опеку Министерства культуры Беларуси для проведения во дворце реставрации. Состояние большинства помещений замка характеризовалось как аварийное. В ужасном состоянии были фундаменты часовой башни, закрытой для посещения, подвалов и подземелий. Однако в первые годы реставрационные работы шли очень медленно, ограничивались только некоторыми натурными исследованиями, а работы имели характер противоаварийных.

### Пожар
Пожар в Несвижском замке произошёл 25 декабря 2002 г. На тушении пожара было задействовано 92 человека и 19 машин. По тревоге был поднят весь личный состав Несвижского районного отдела МЧС. Брандмейстеры оценили: пожар хоть и не очень большой, но достаточно сложный из-за нестандартной планировки строения. После ликвидации пожара подразделения МЧС всю первую половину дня 25 декабря протягивали откачивать воду в каминном зале дворца на площади примерно 300 м². Пожаром было уничтожено более 700 м² крыши и перекрытий, в том числе стропила, стойки, коньковые прогоны, покрытие крыши над танцевальной залой и частично над правой частью центрального корпуса замка, уничтожены строительные конструкции чердака и крыша правого крыла замка. После пожара в аварийном состоянии оказались чердачные перекрытия южной галереи, элементы центральной части, в том числе художественная роспись крыши и стен центральной лестницы.

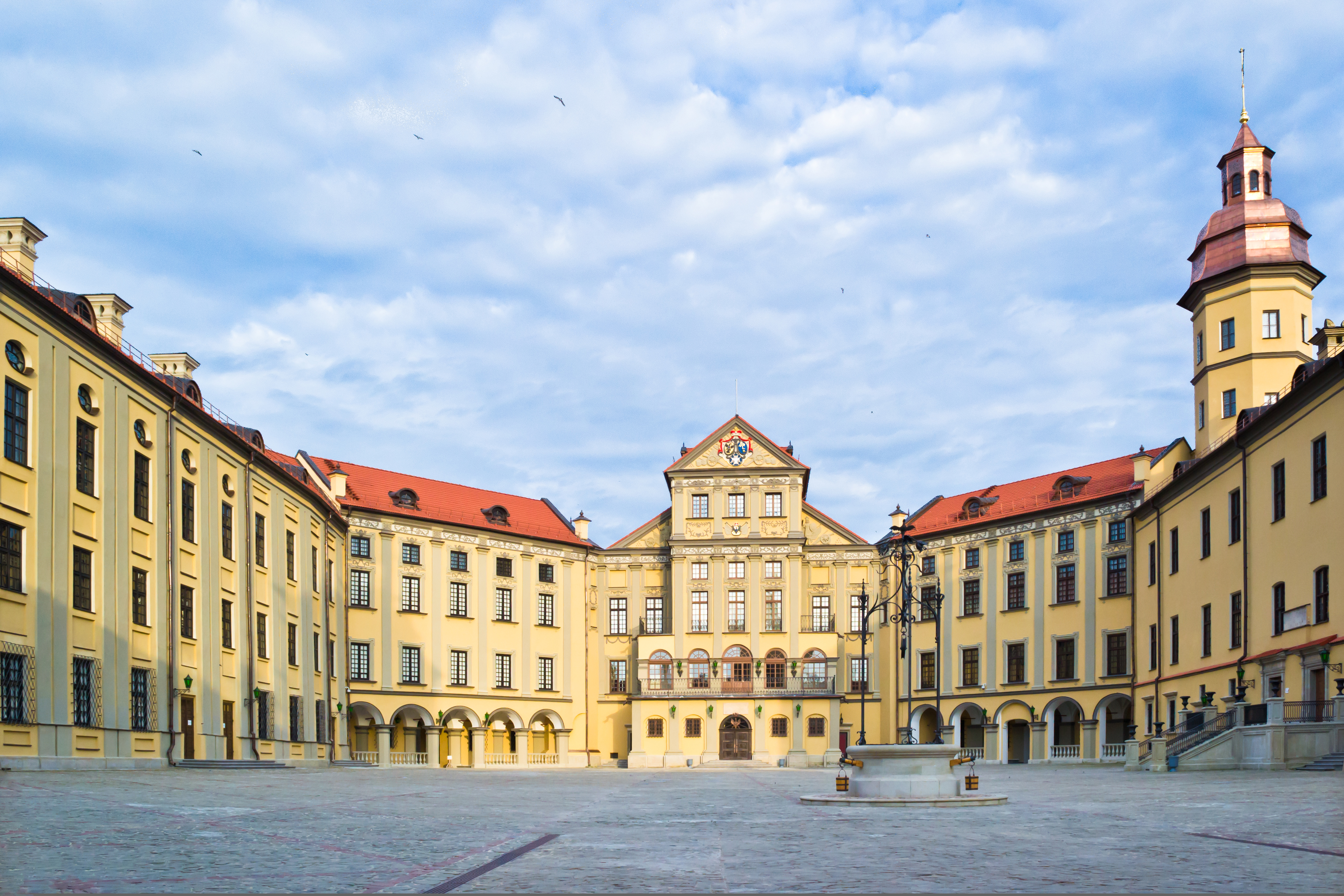
Несвижский замок после реставрации

### Реставрация

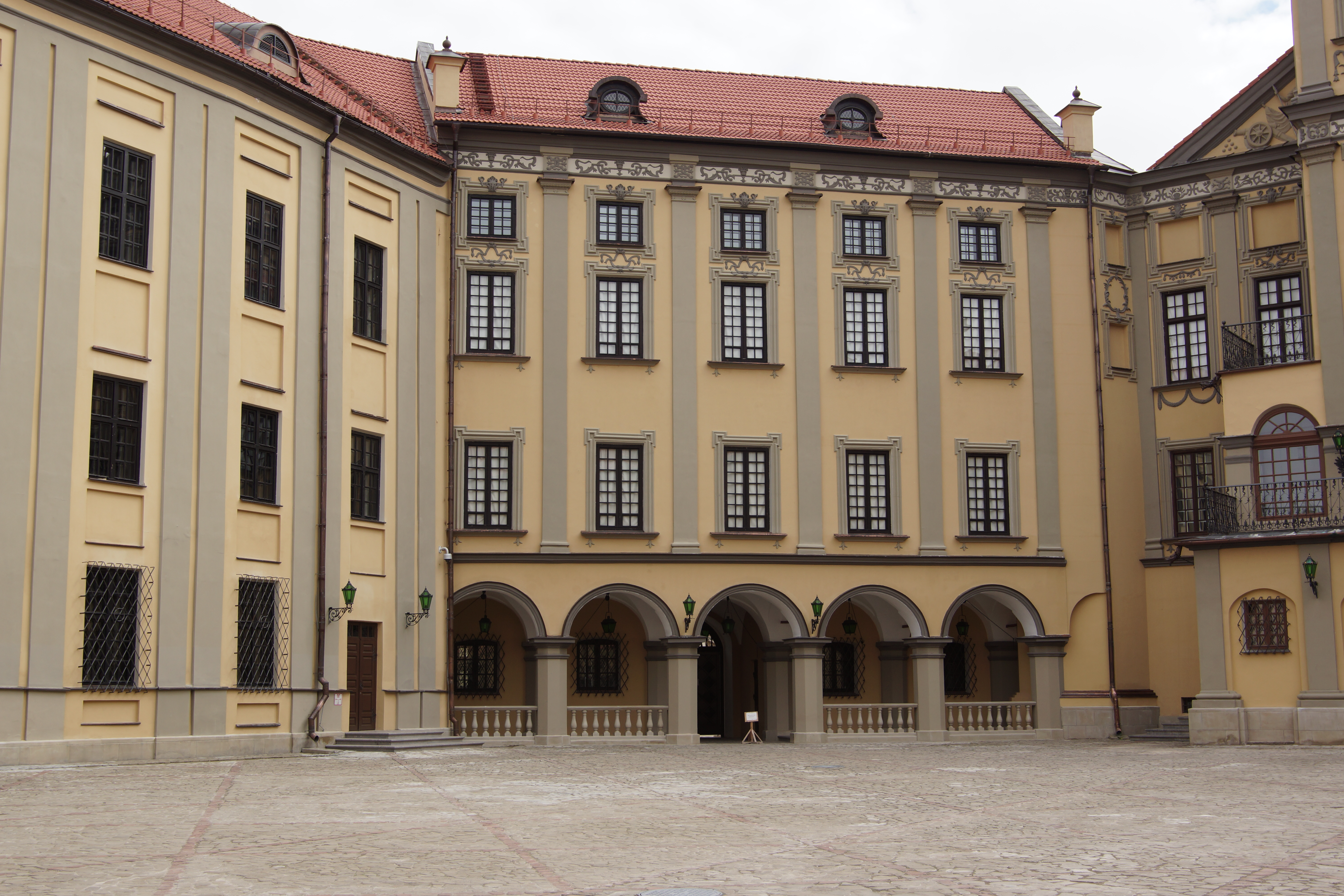
Восстановленная восточная галерея, которую разобрали из-за аварийного состояния фундаментов

Только после пожара начались работы по реставрации дворца. В 2006 году проведены отделочные работы, планировалась реставрация зданий Каменицы, Южной галереи и гостиницы, затем Дворца, Восточной галереи и Арсенала. Во время реставрации выяснилось, что из-за промахов строителей замка, в частности излишка дымоходов в стенах, кладка стала непрочной; в некоторых случаях пришлось разбирать старые стены. Была разобрана трёхэтажная галерея: по мнению специалистов, ведших реставрацию, двухметровый насыпной грунт, составлявший фундамент постройки, не имел необходимых опорных качеств, поэтому и было принято решение разобрать галерею, а затем восстановить её в прежнем виде. Вообще, весь ход работ вызвал острую критику специалистов, по их мнению, «под видом реставрации Несвижского дворца может произойти замена аутентичных фрагментов уникального памятника архитектуры новостройками». Также приводилось мнение, что при реставрации допускались многочисленные нарушения общепринятых международных методик, предусматривающих сохранение, а не уничтожение аутентичных элементов архитектурных памятников.

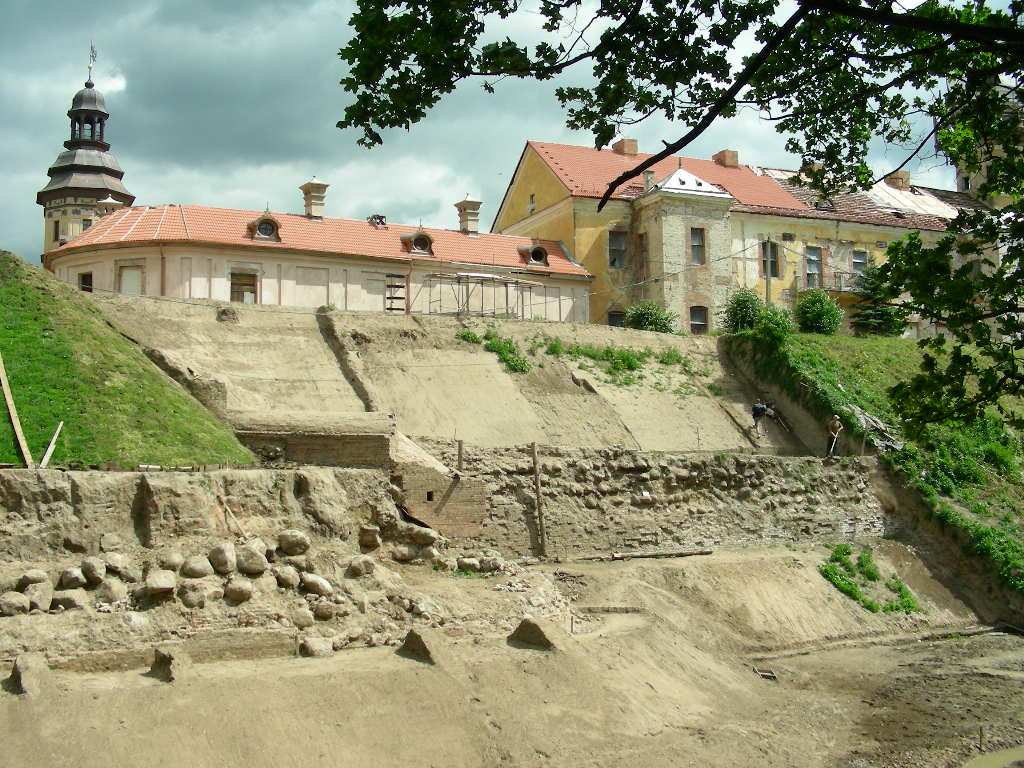
Раскопанные укрепления

Первую очередь Несвижского замка должны были ввести в строй, в соответствии с планом реконструкции в 2007 году. В 2008 году был введён в эксплуатацию первый пусковой комплекс (блок из трёх двухэтажных построек, въездные ворота с башней, прилегающая часть внутреннего двора и инженерная инфраструктура — общая площадь помещений 1,2 тысячи м²), открыты залы в помещениях въездных ворот и привратных корпусов, а также в северо-восточной галерее, посвящённые истории строительства объекта, фотовыставке интерьеров, архиву и библиотеке.
Часть замка была введена в эксплуатацию в июле 2011 и планировалось, что целиком реставрация должна быть завершена до конца 2012 года. 20 июля 2012 года дворцовый комплекс полностью открылся после реставрации, а уже 1 октября того же года музей заработал первый миллион долларов на музейно-экскурсионной деятельности.
После реставрации были открыты бальная, каминная, малая столовая, гетманская залы и театральная зала замка. В целом, в состав второго пускового комплекса входят блок из пяти трёхэтажных и одна отдельная постройка. Основную часть занимают экспозиционные и интерьерные залы. Предусмотрена и инфраструктура для обслуживания посетителей — ресторан (разместился на месте бывшей княжеской кухни, здесь при поведении реставрационных работ на сводах и стенах найдены фрагменты росписей восточной тематики), гостиничные VIP-апартаменты, гостиница экономкласса на 49 мест, буфет. Восстановлен въездной мост, фрагменты замковых укреплений XVI—XVII вв., ров, восстановлен внутренний дворик, двухъярусная ледовня, встроенная в земляной вал.
В 2012 году дворцово-парковый комплекс посетила 431 тысяча человек, таким образом комплекс занял первую строчку по посещаемости среди музеев страны.
Пик посещения дворцового ансамбля туристами приходится на выходные дни. Из-за этого в субботу и воскресенье образуются очереди, и экскурсии вынужденно проводятся за 60-90 минут, чтобы успевать обслуживать всех прибывающих туристов и не допускать потенциально опасного переполнения помещений. В будние дни проблем с проведением экскурсий нет.
В последний понедельник месяца посещение замкового комплекса для туристов бесплатное.

## Галерея фотоснимков

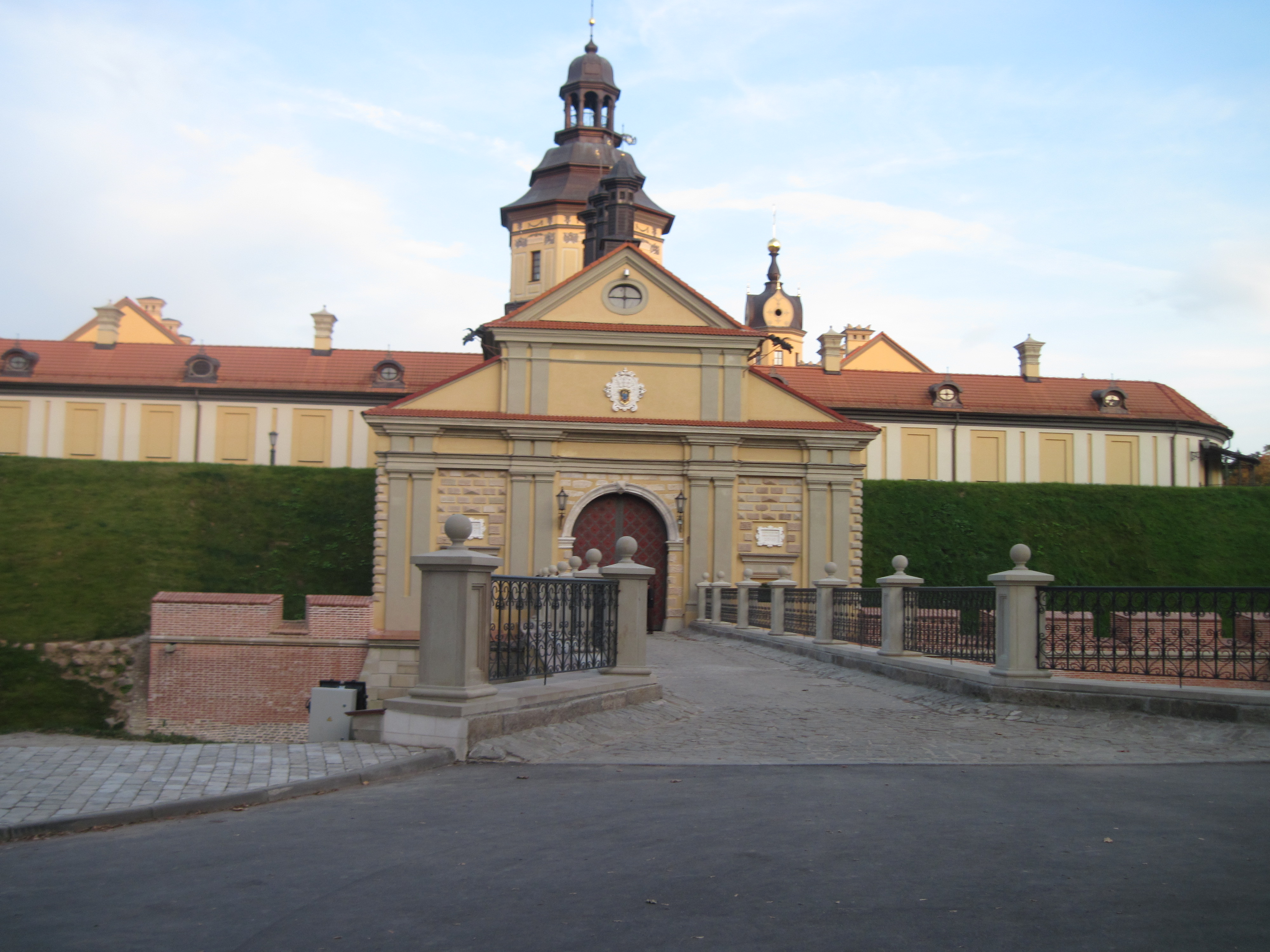
Въездные ворота с мостом, одним из старейших в Беларуси
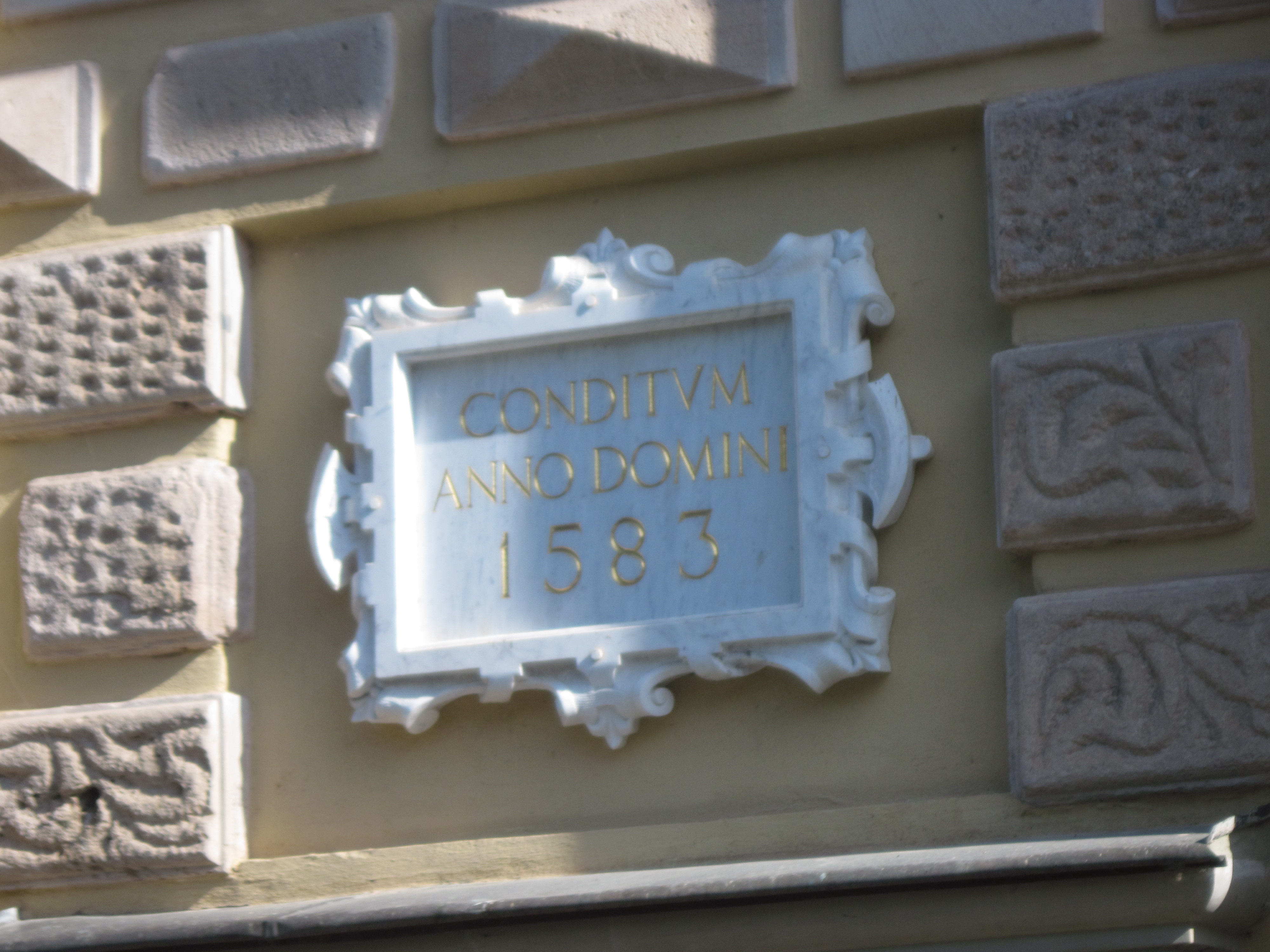
Табличка с датой начала строительства
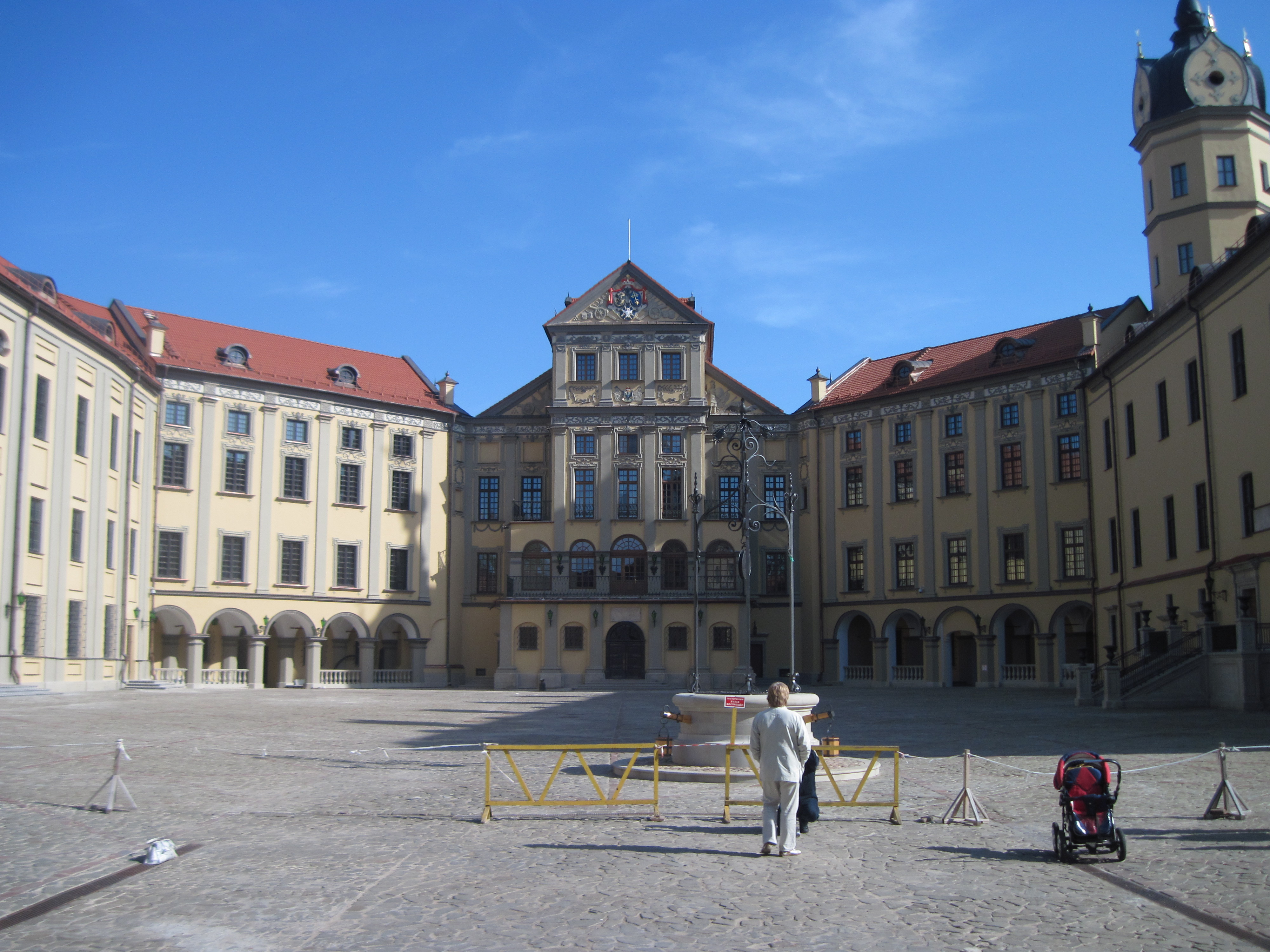
Главный фасад дворца
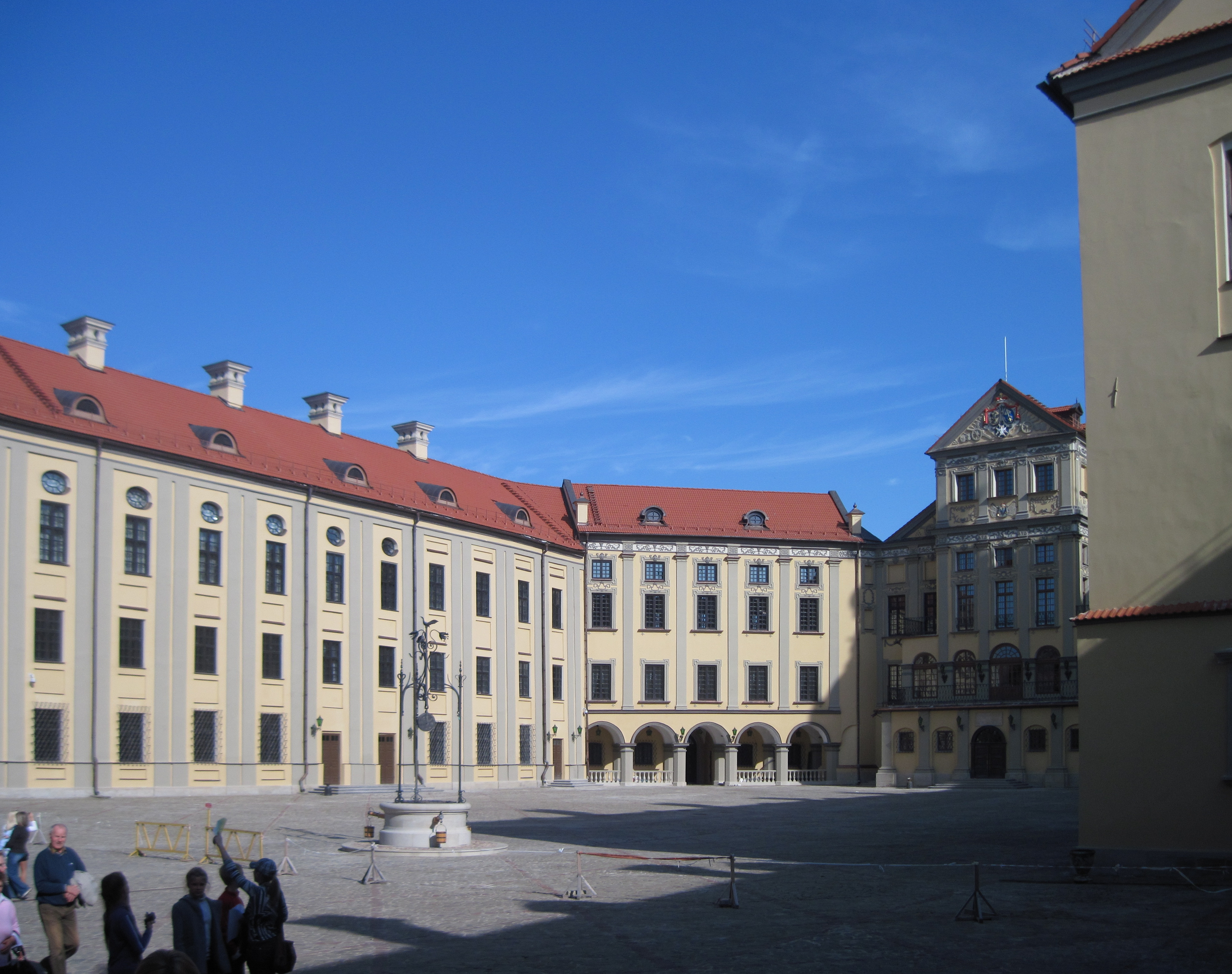
Внутренняя южная сторона дворца с колодцем
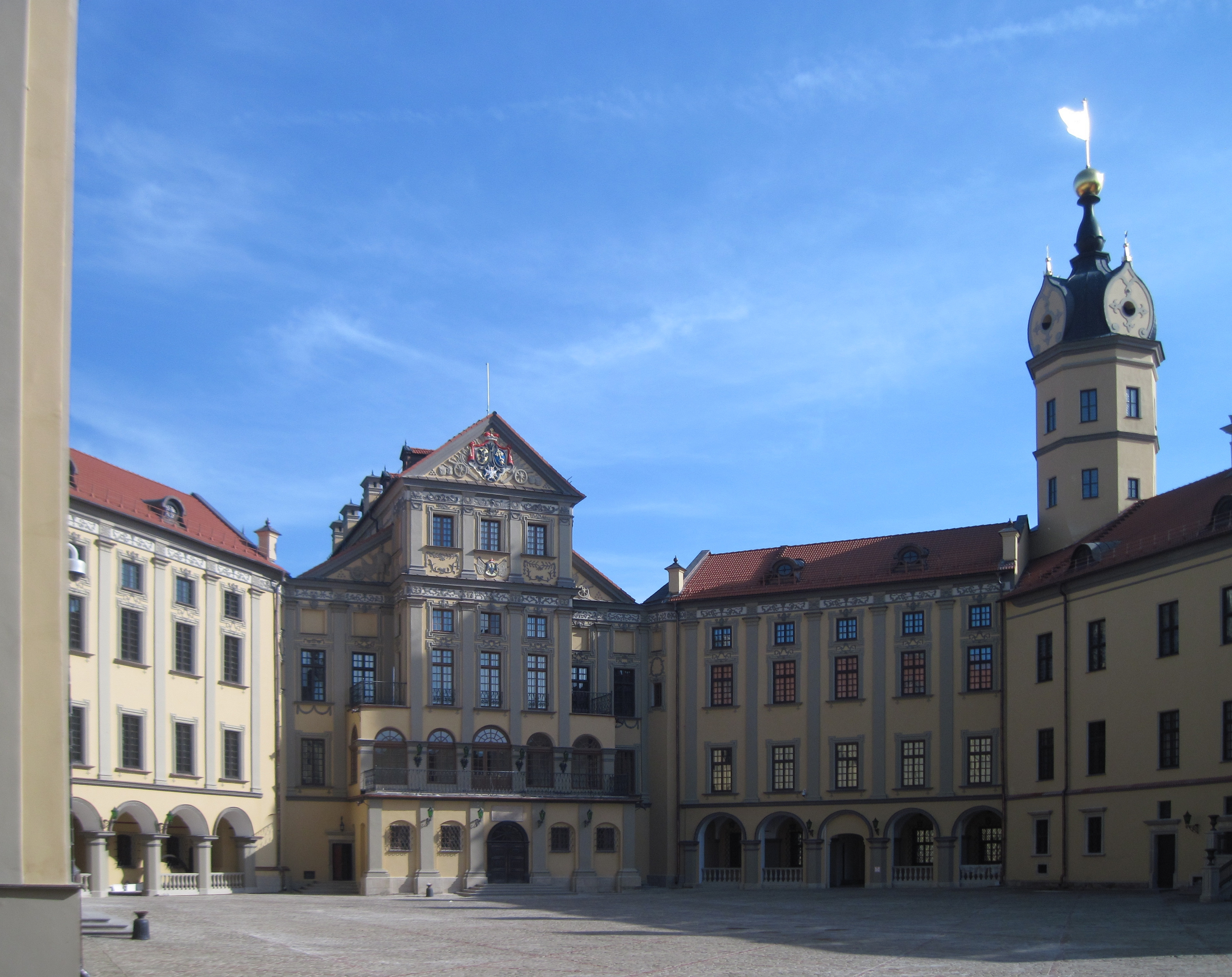
Северо-восточная сторона дворца вместе с башней
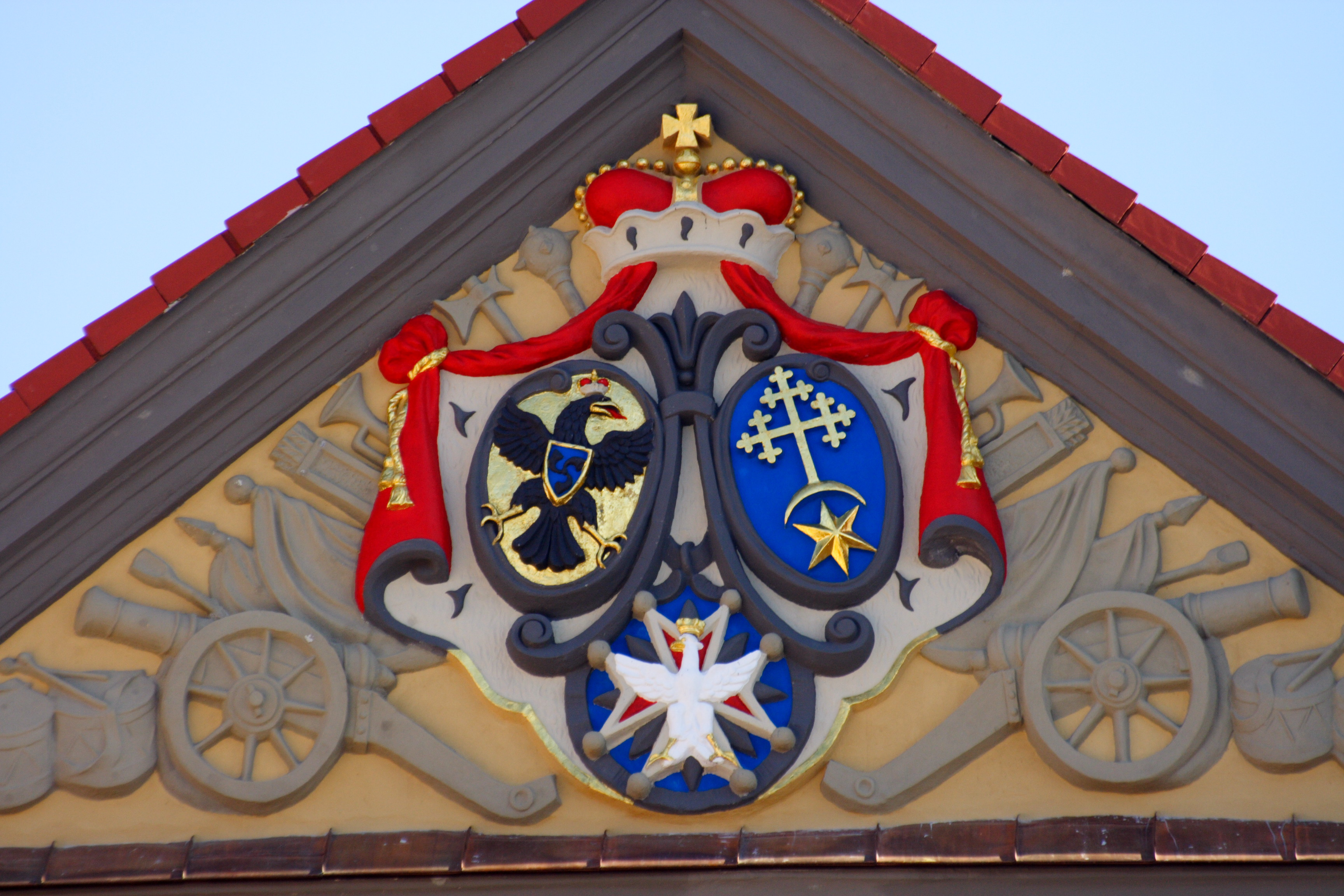
Картуш фронтона
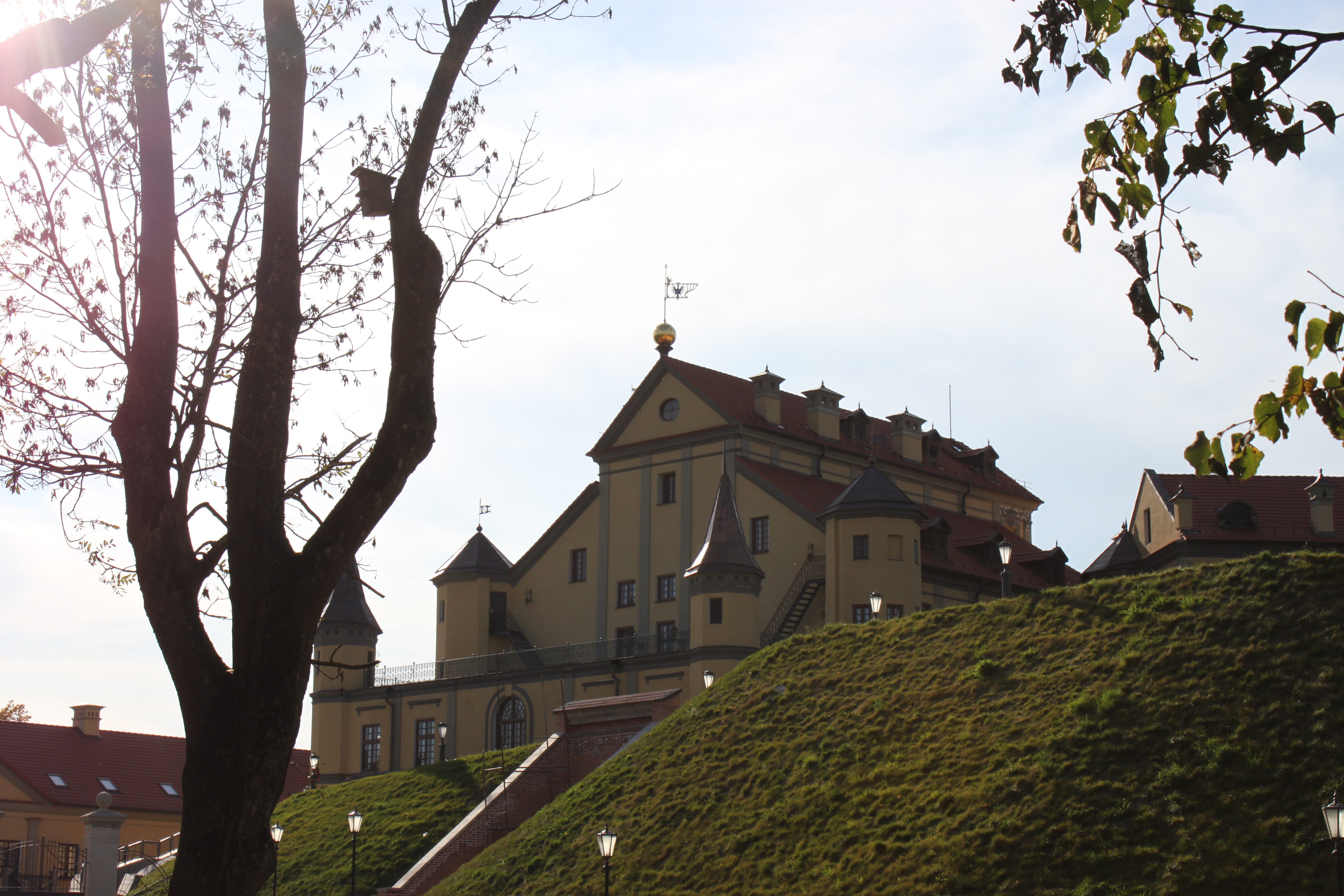
Вид дворца с северо-восточной стороны
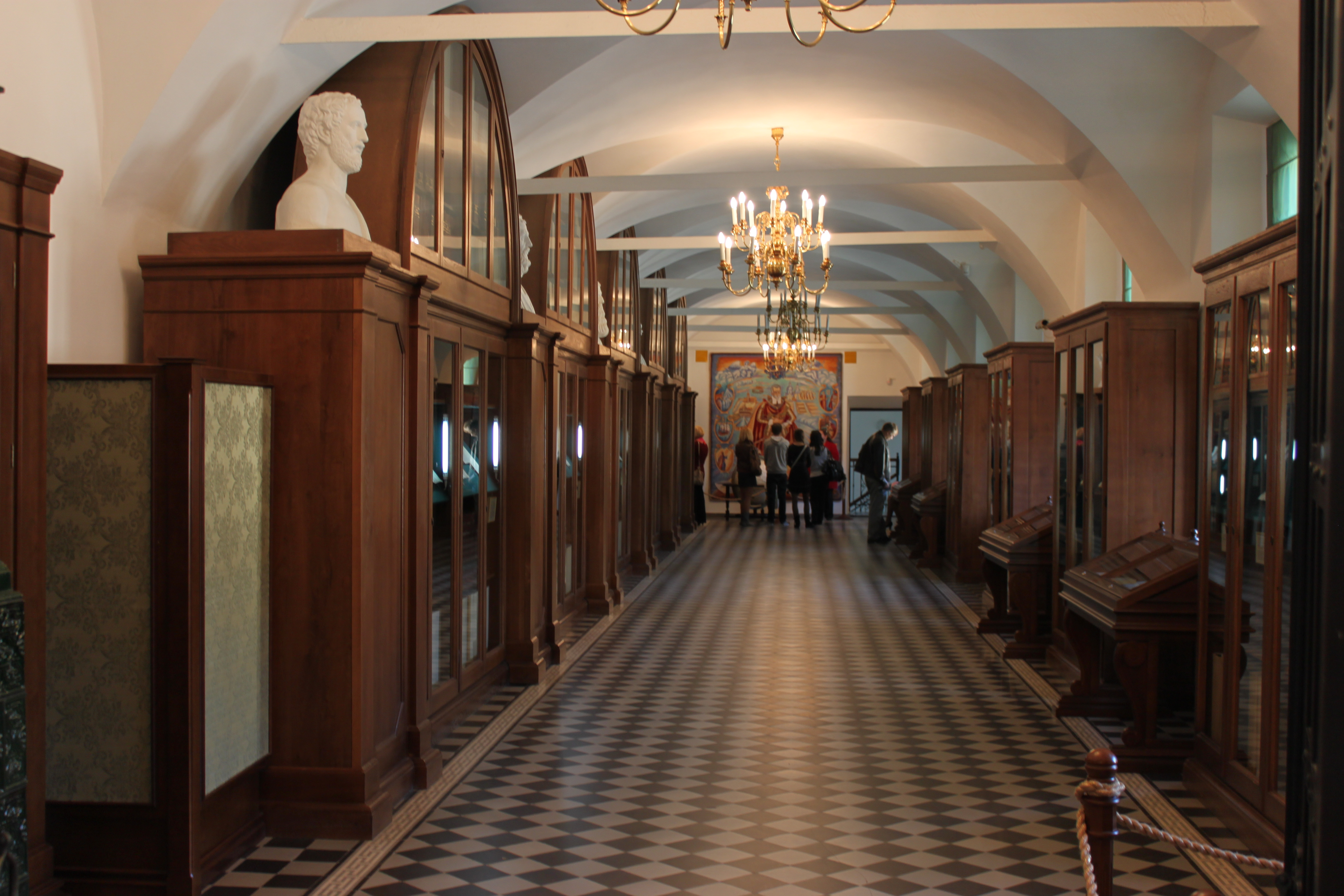
Второй этаж западной галереи
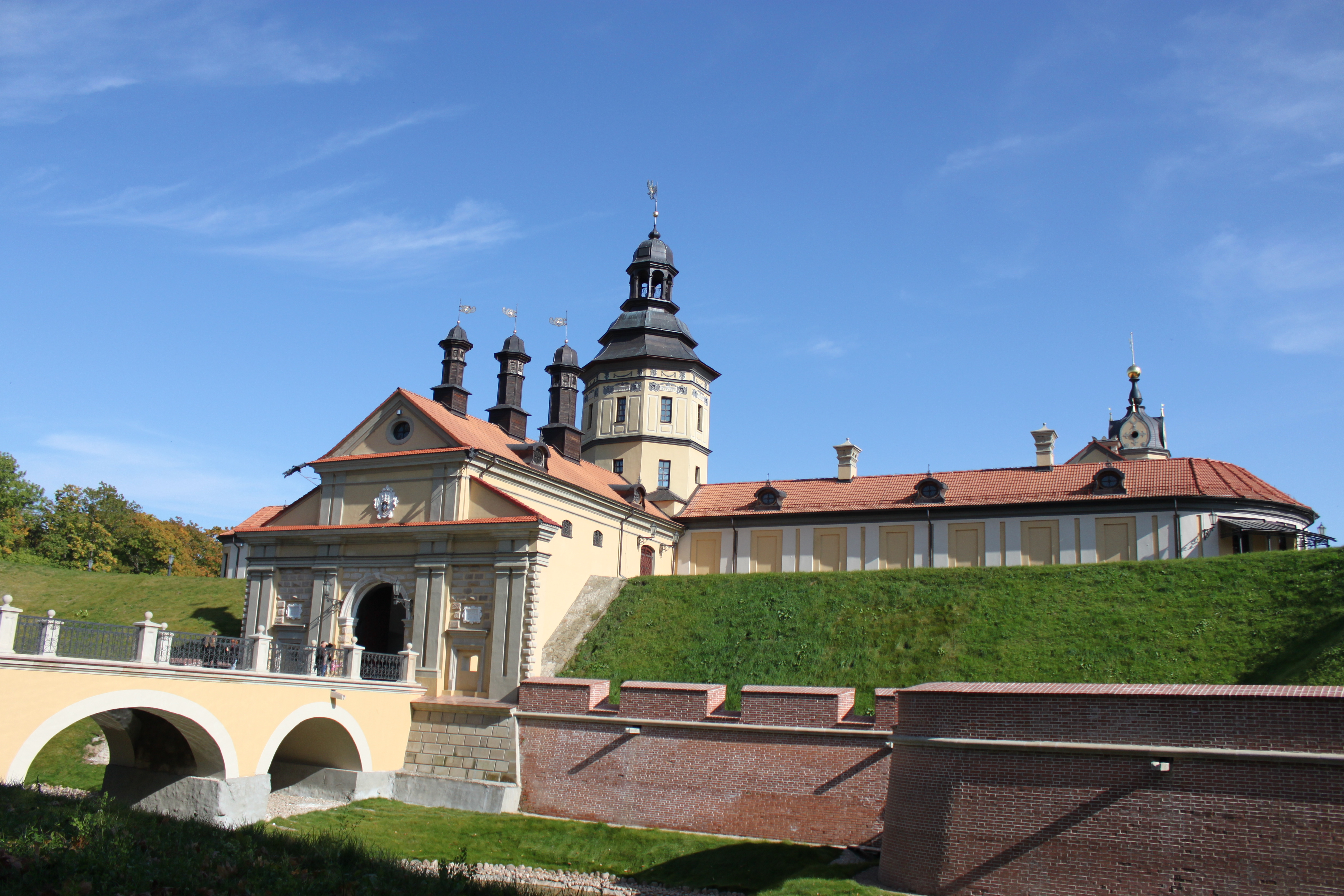
Вид на въездные ворота и башню
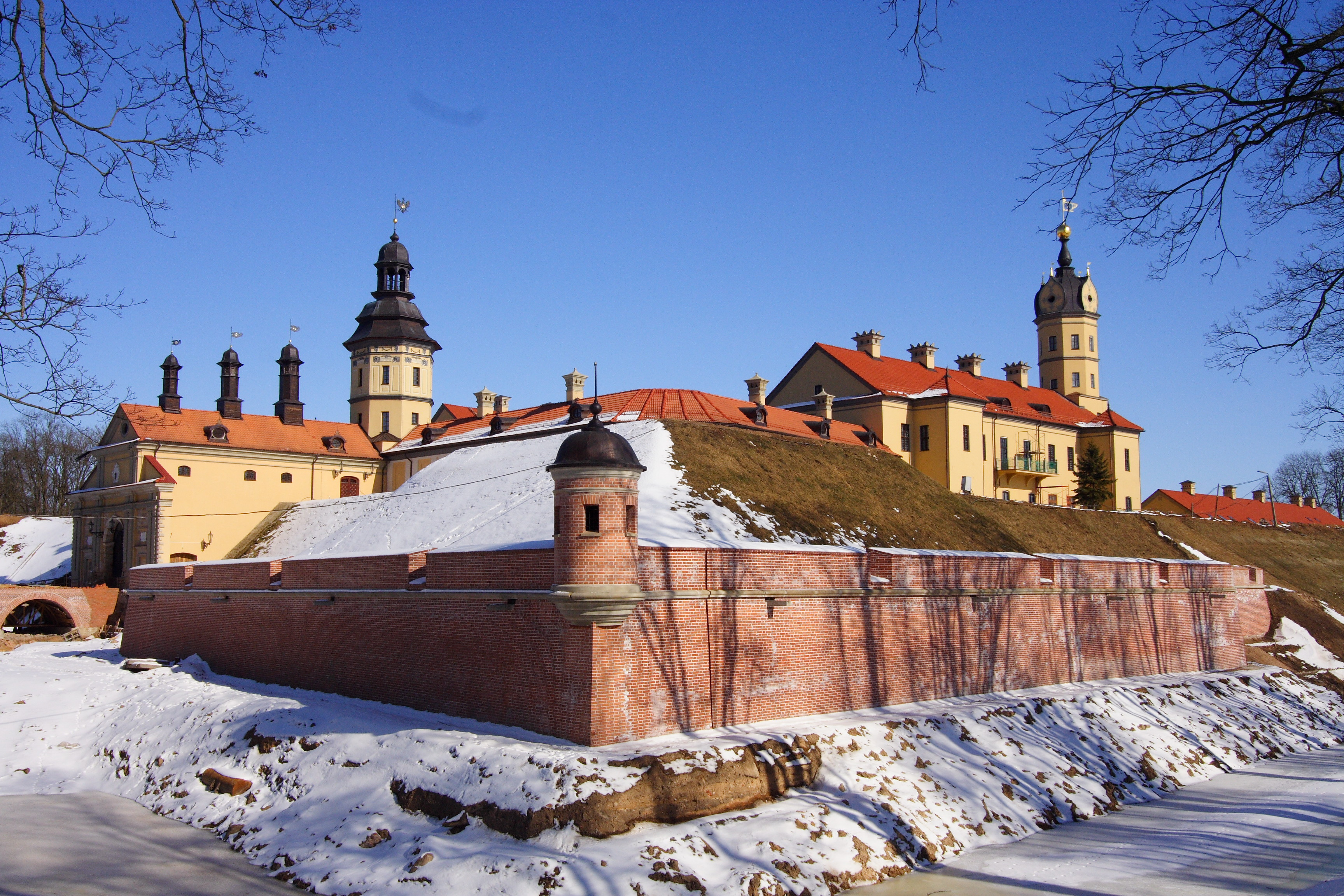
Юго-западный бастион
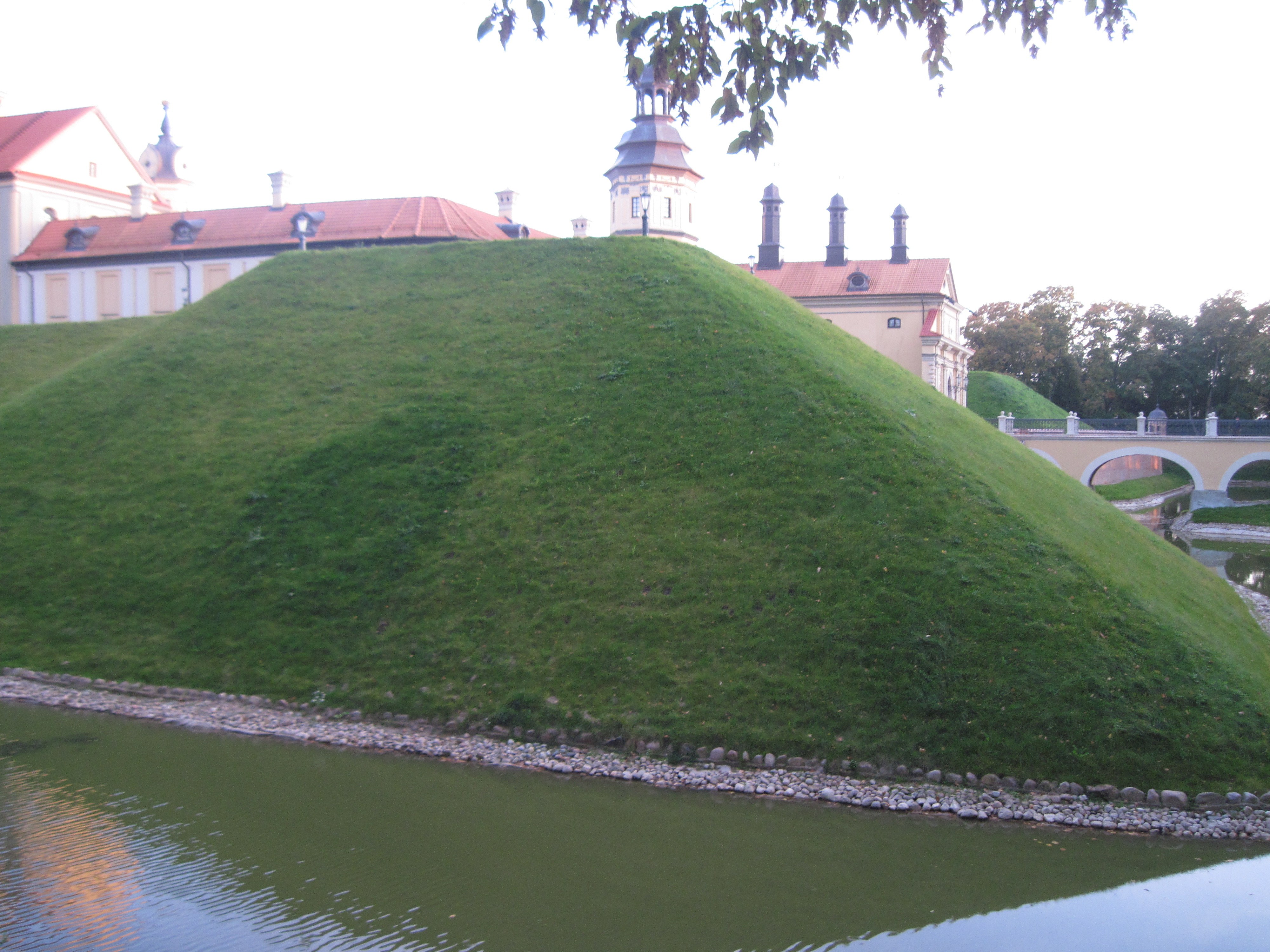
Бастион в юго-восточной части парка
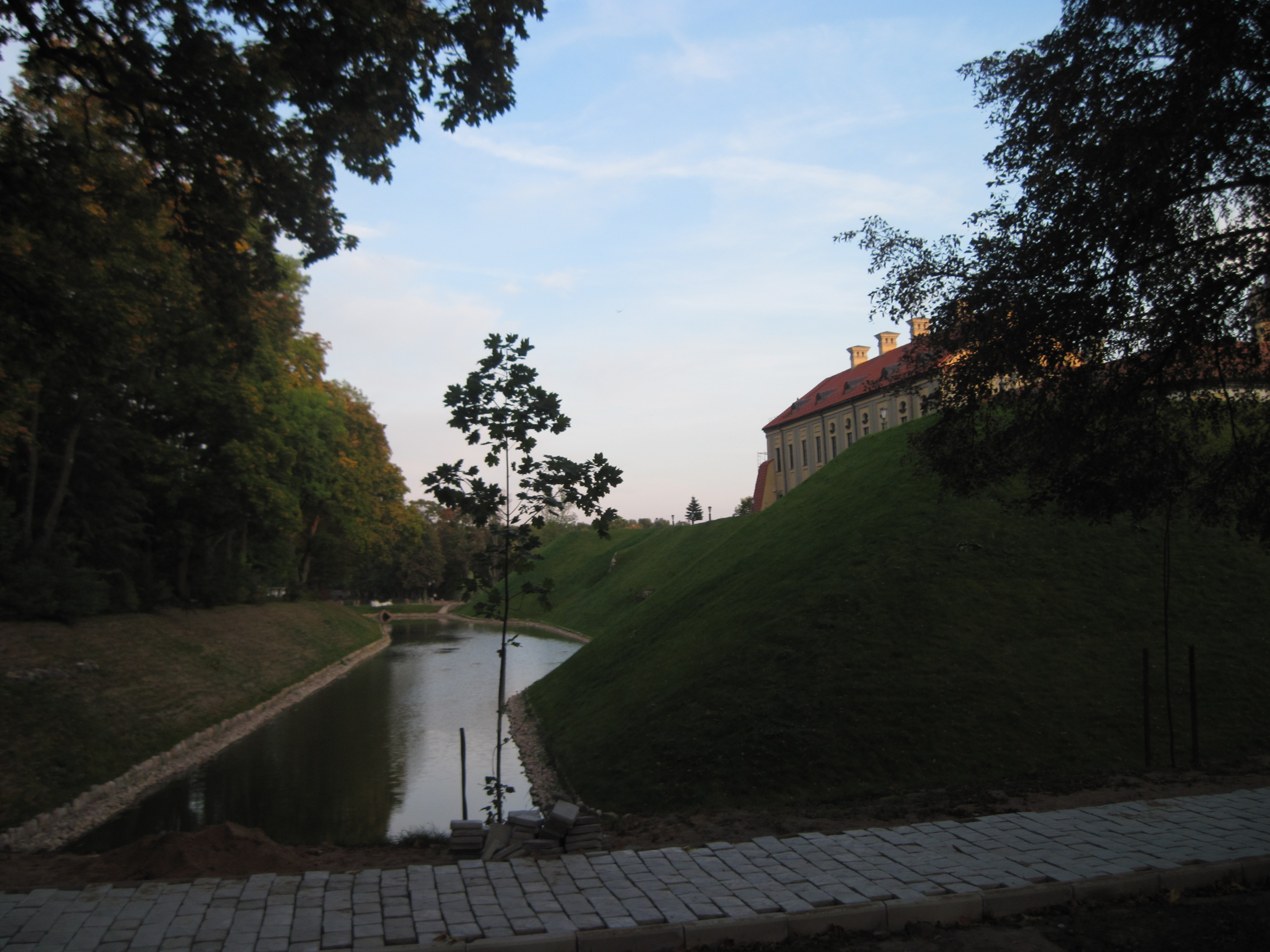
Ров вокруг замка
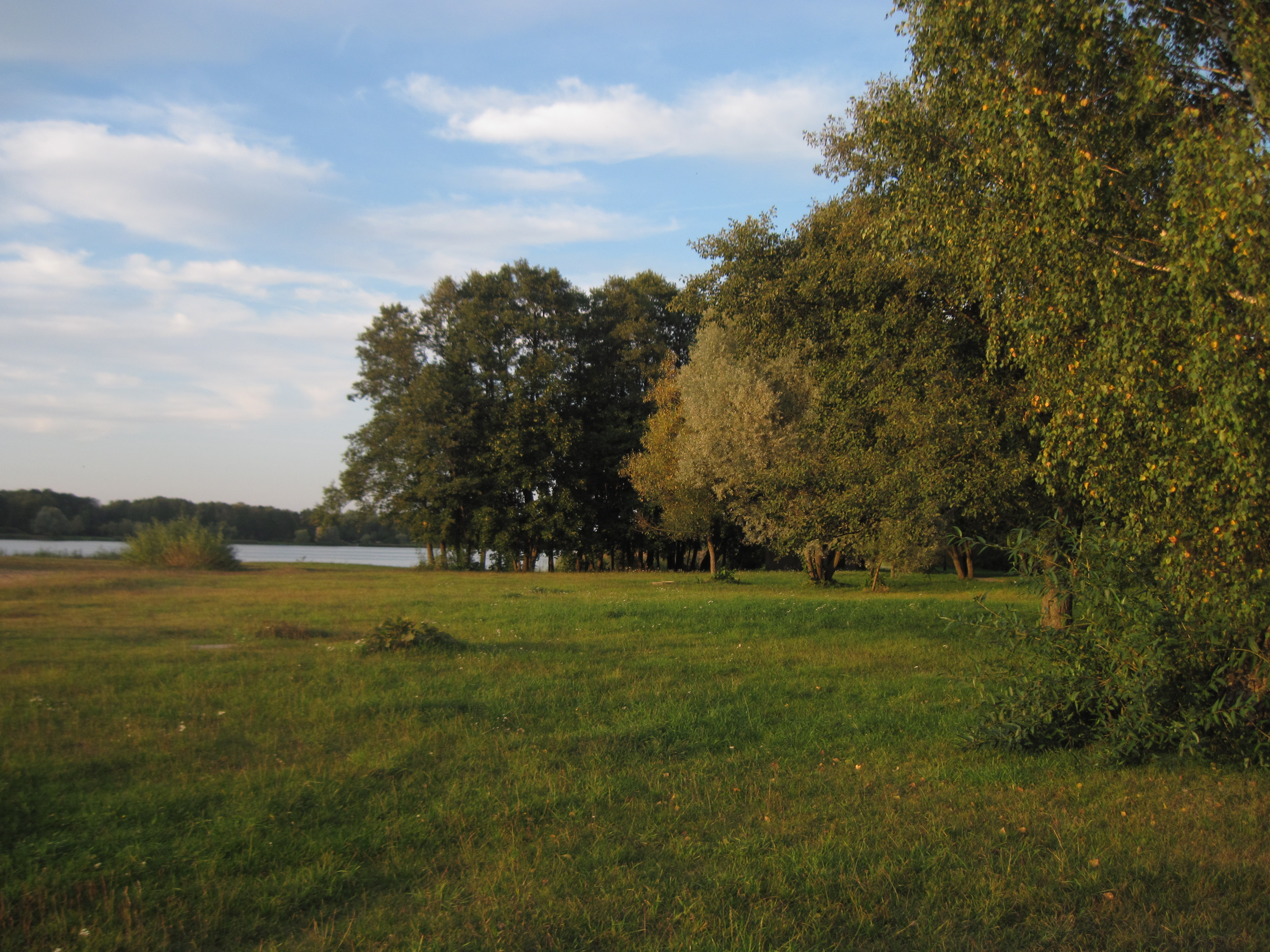
Марысин парк
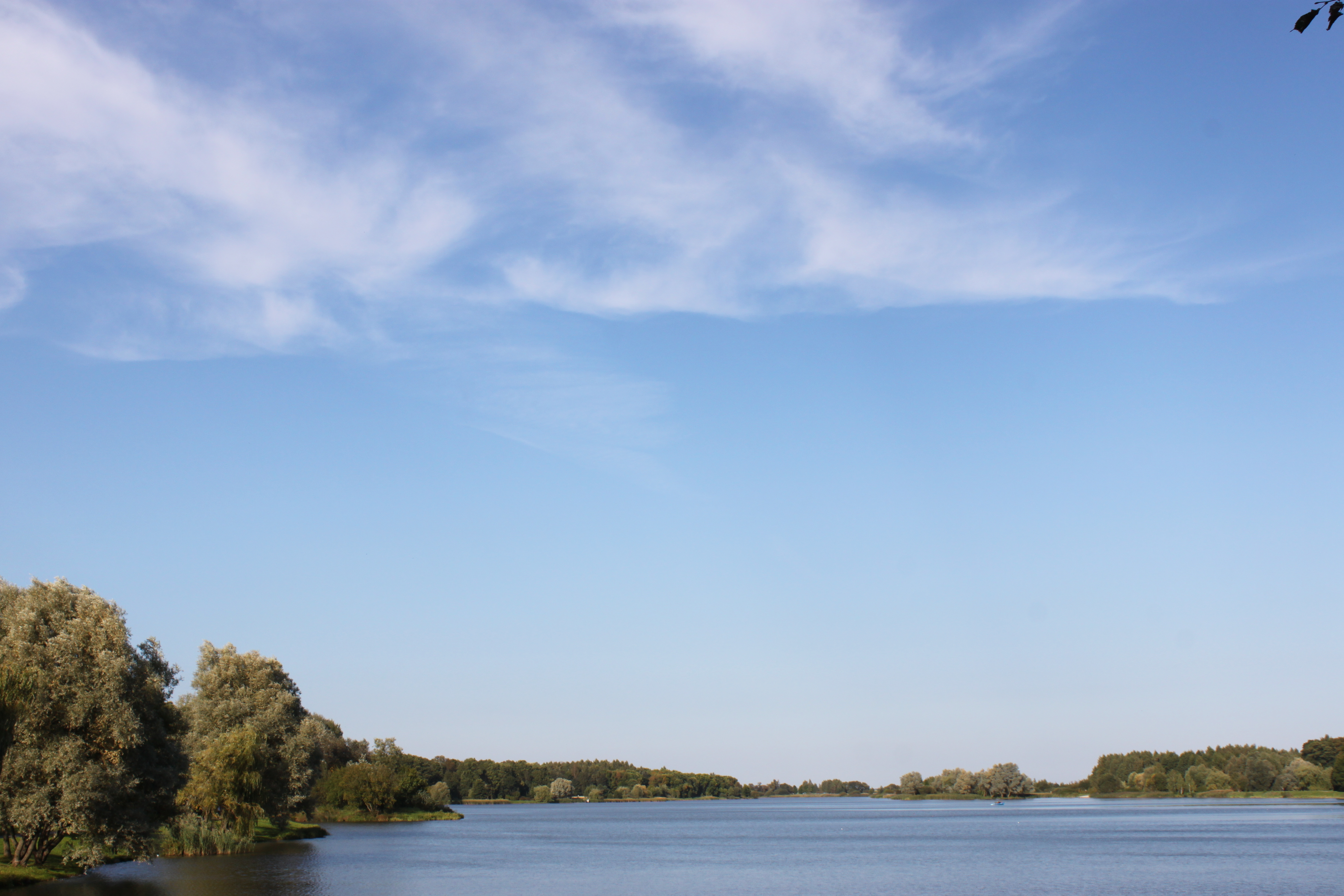
Дикий пруд окружает с двух сторон Старый и Марысин парки

## Планы и схемы

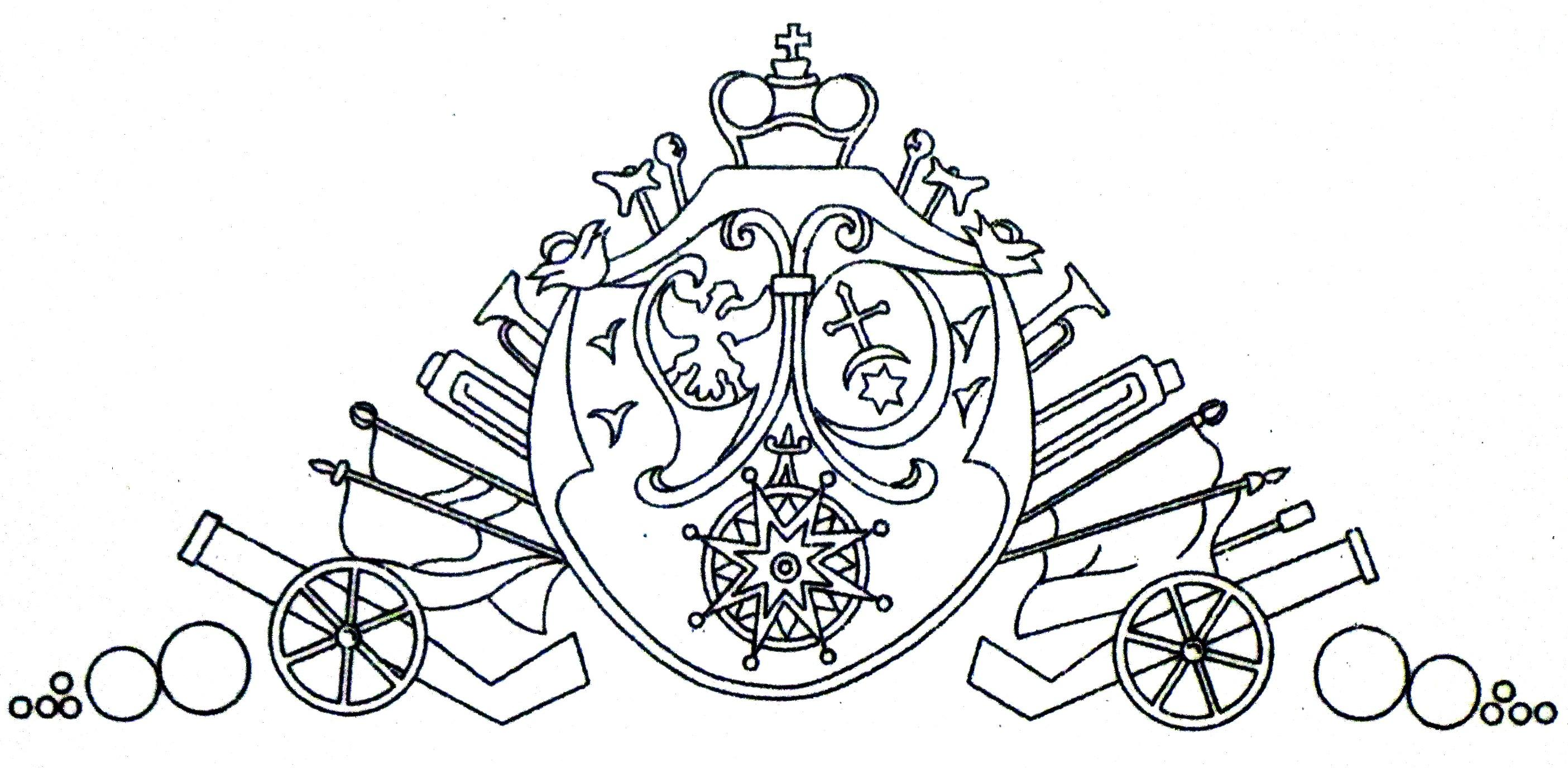
Картуш фронтона
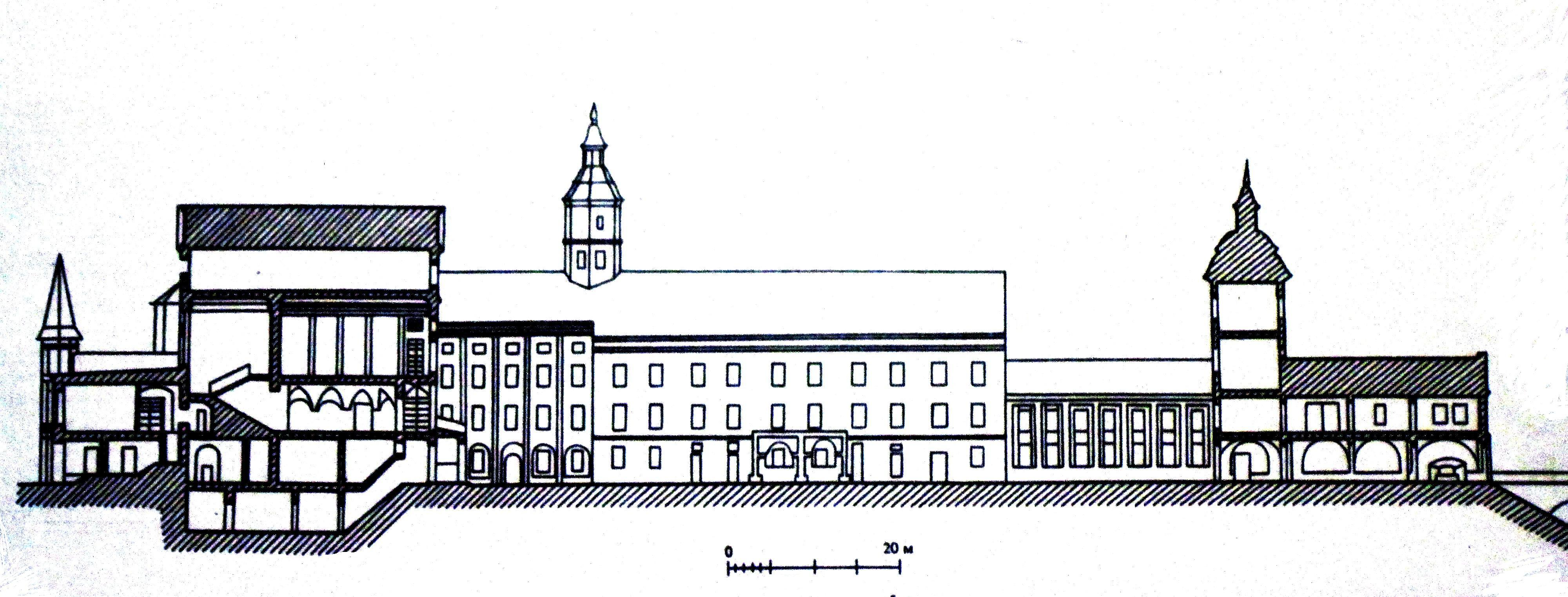
Продольный разрез замка
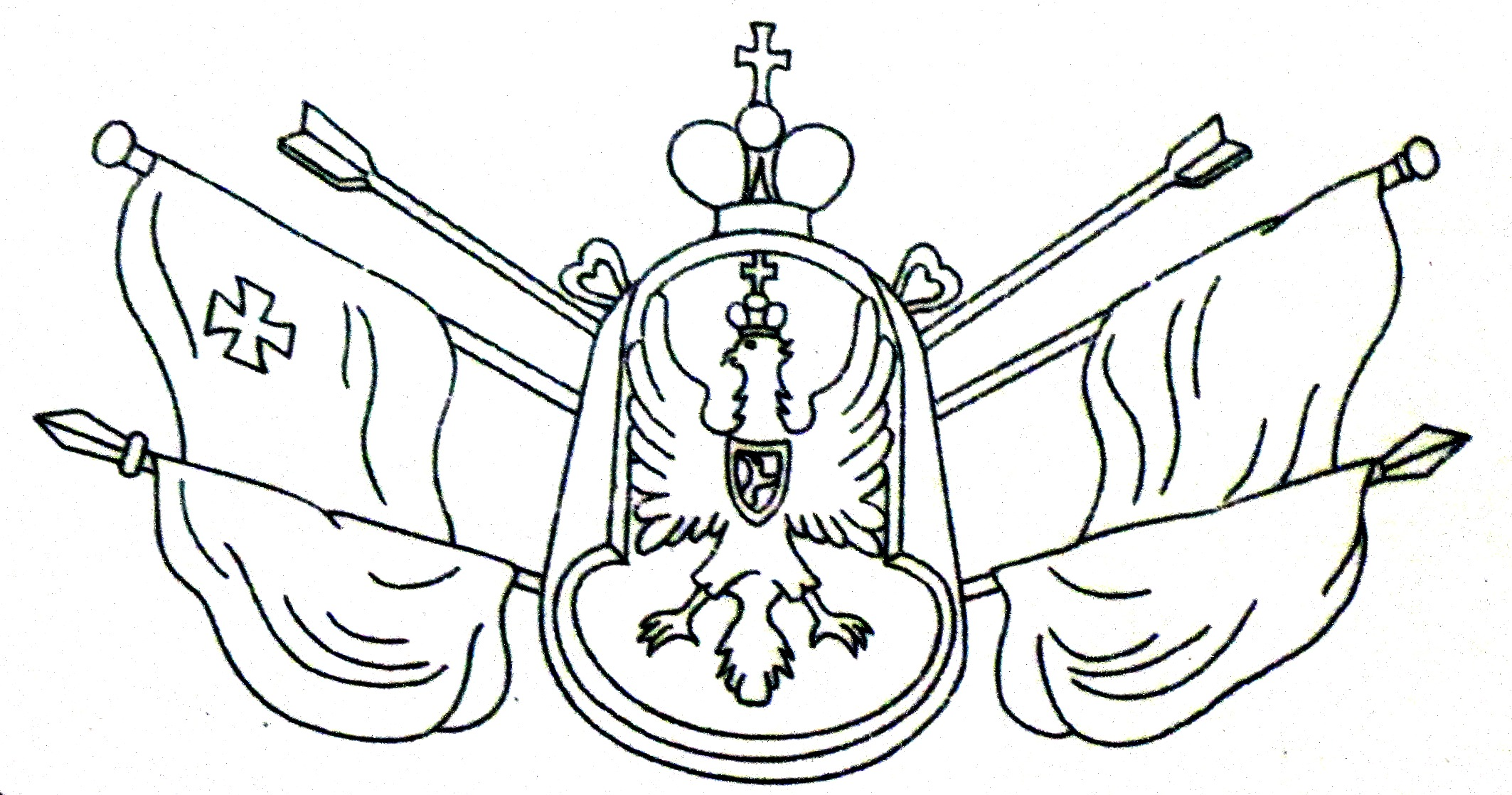
Картуш четвёртого этажа

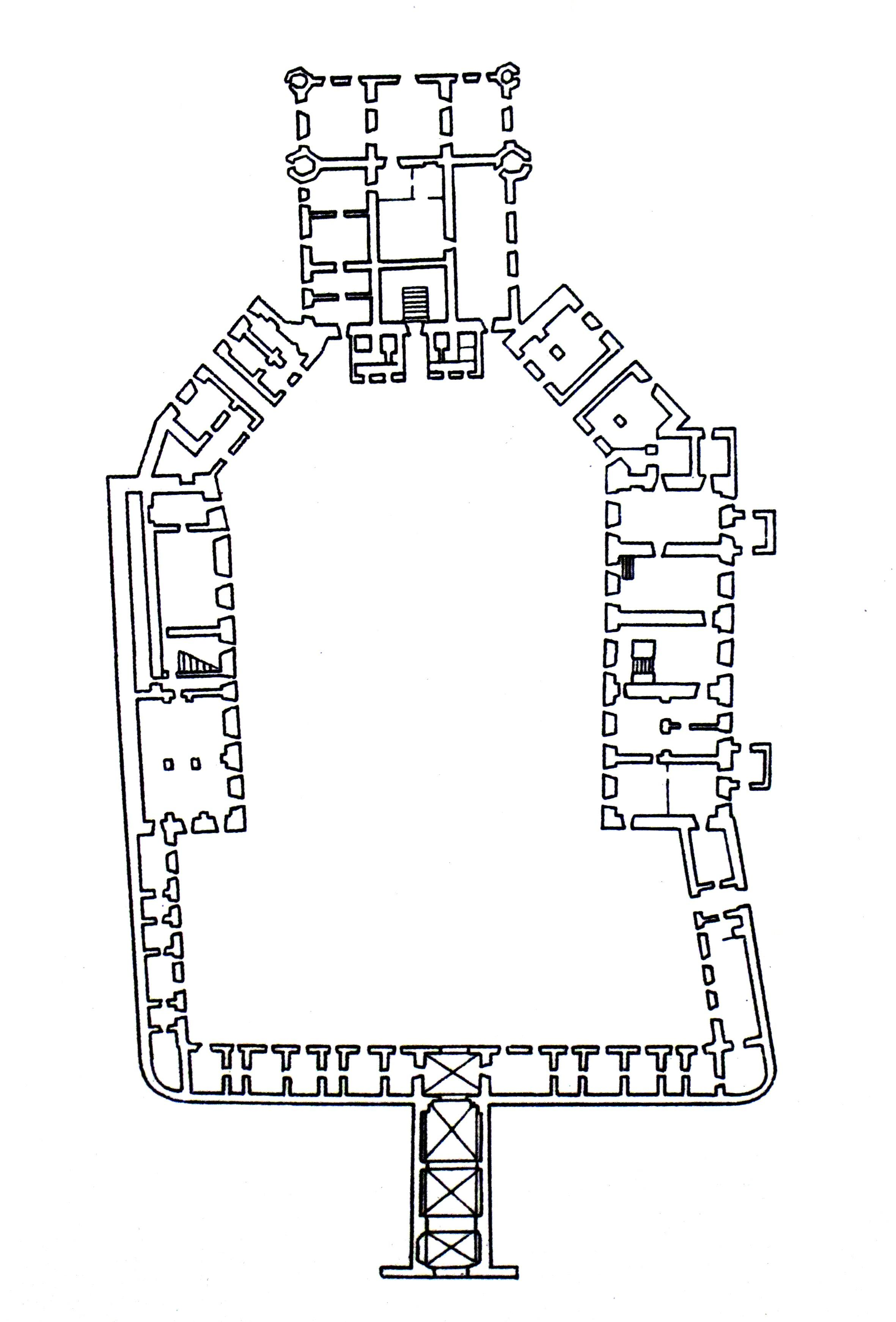
План первого этажа
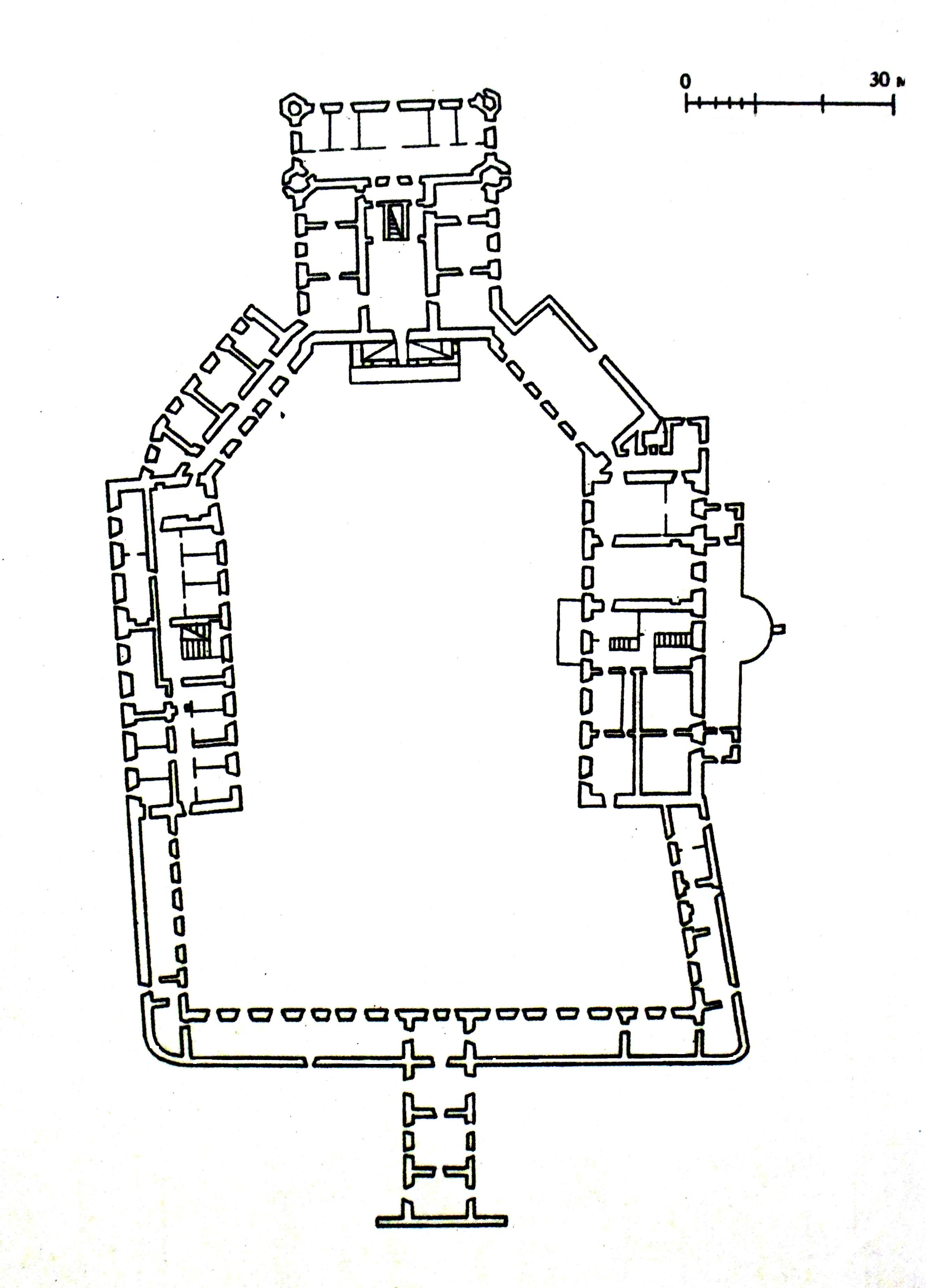
План второго этажа
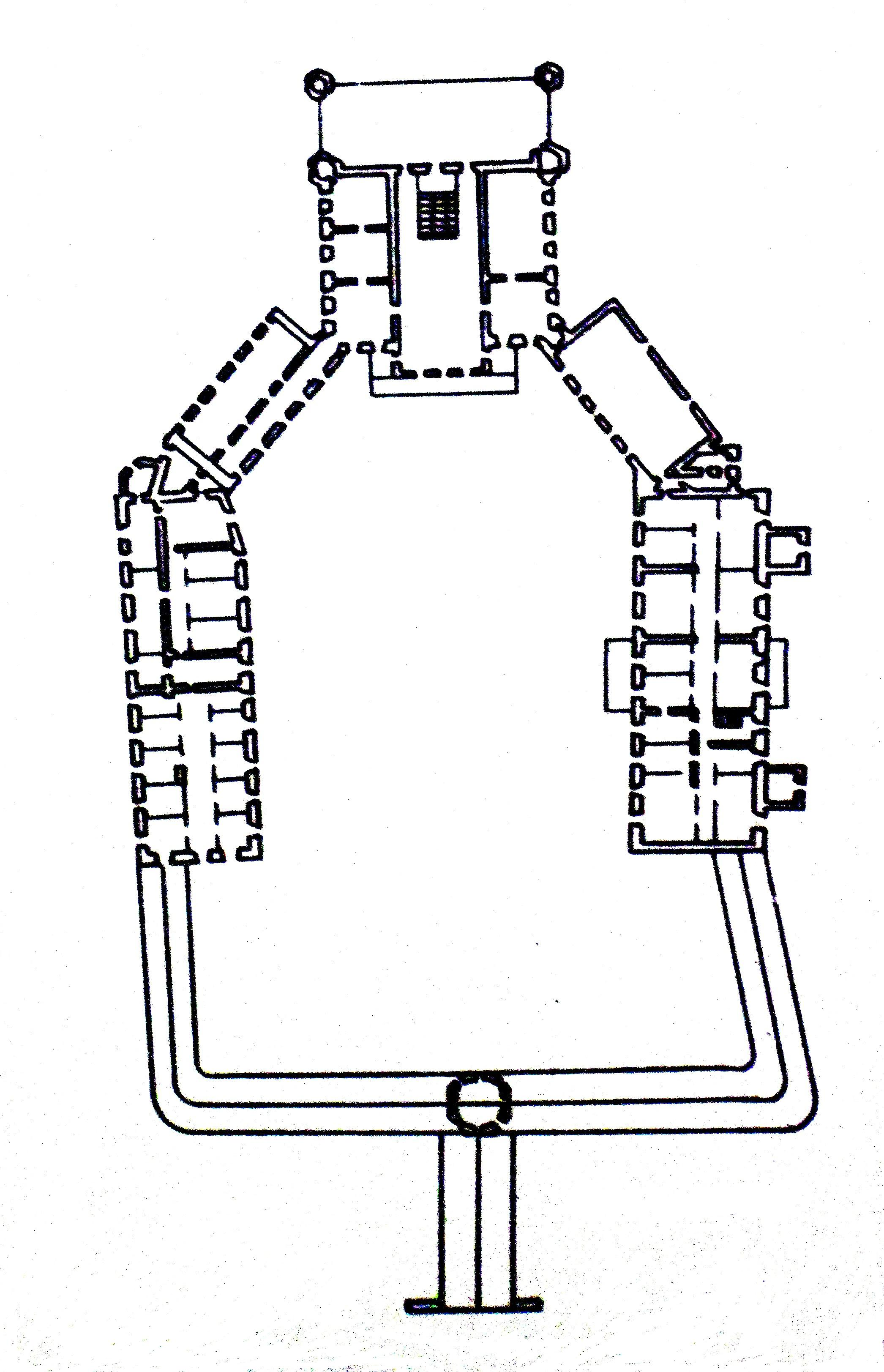
План третьего этажа

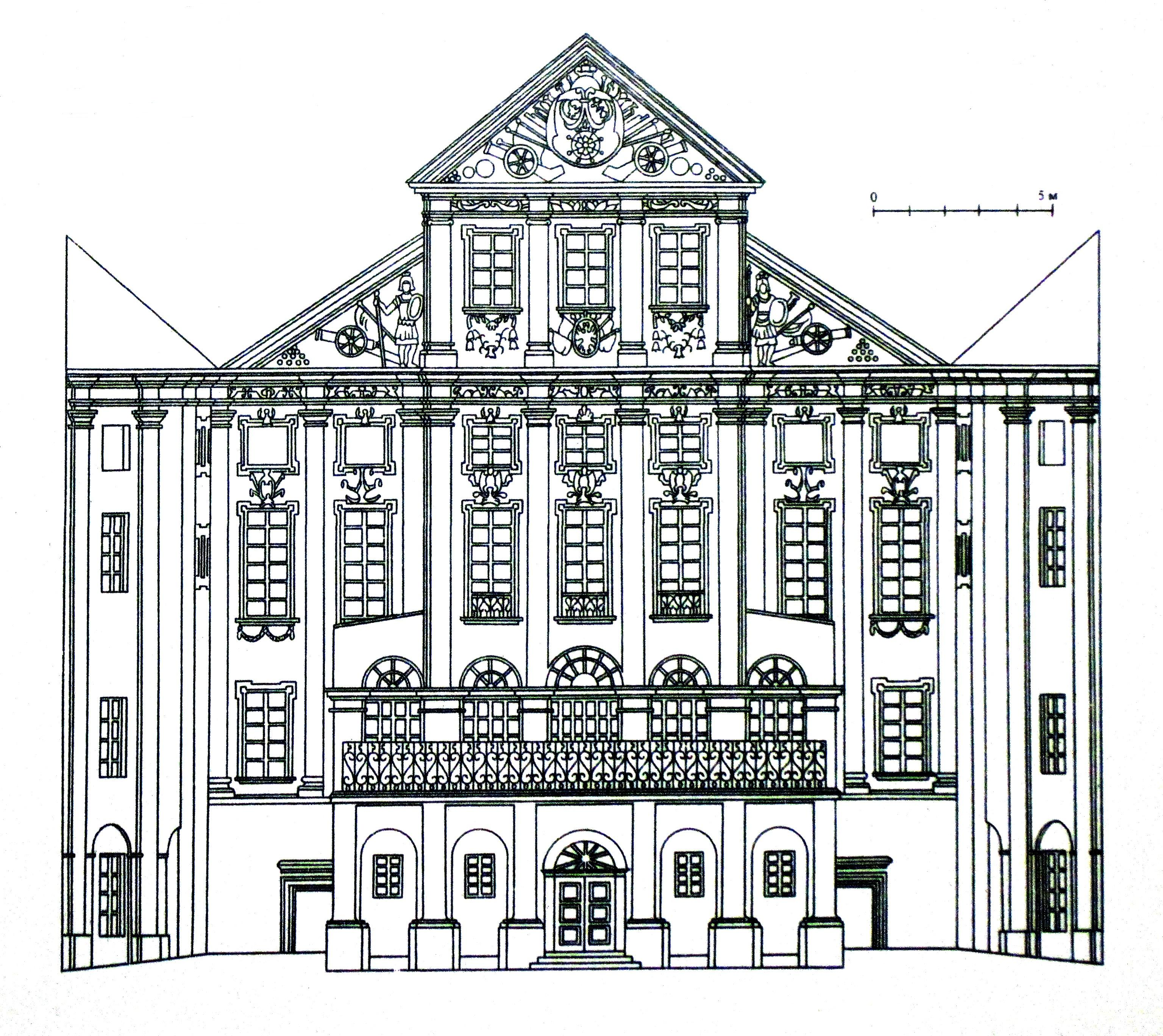
Главный фасад
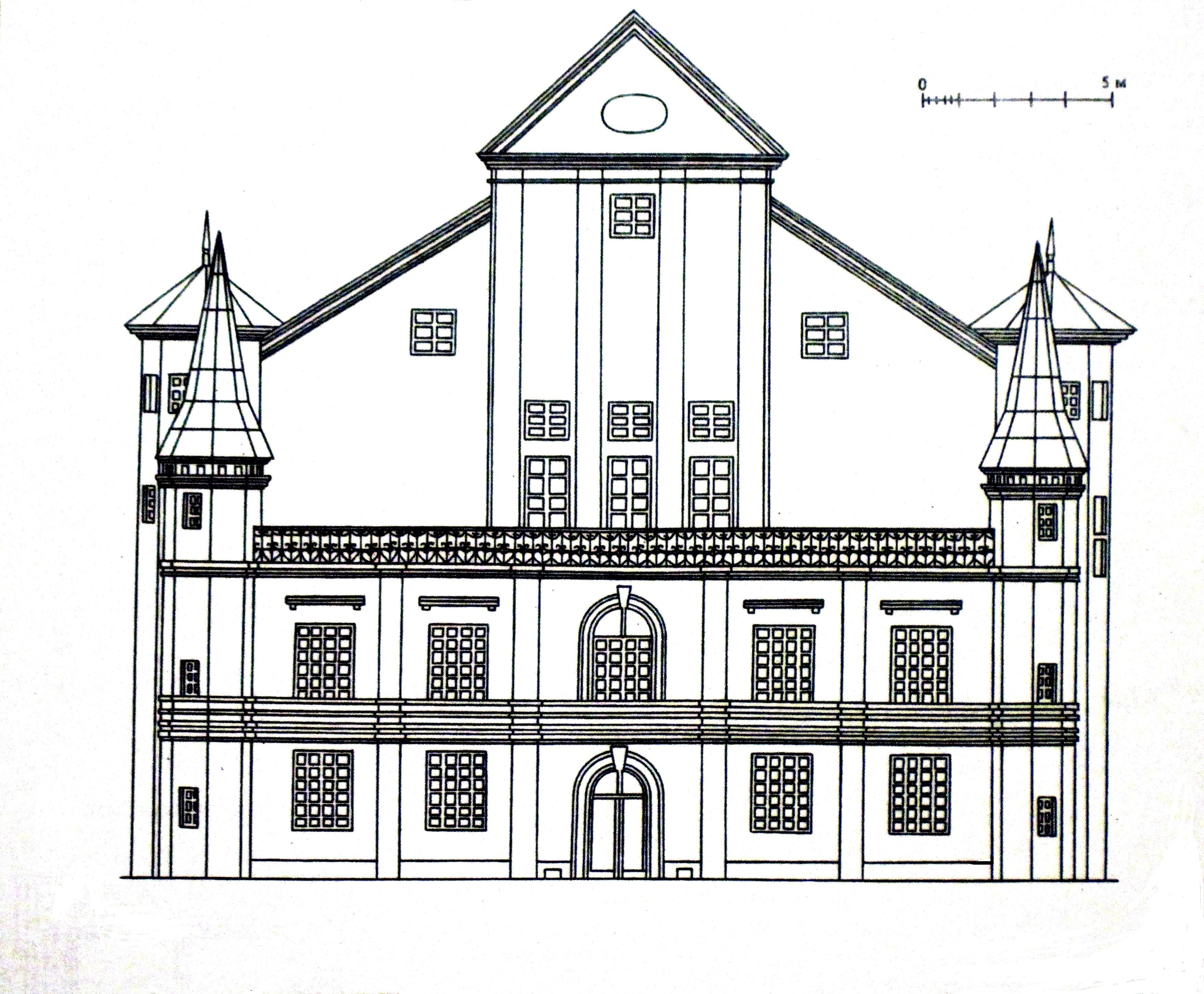
Северо-западный фасад

## Несвижский дворец на марках и деньгах
Интересный факт произошёл с отображением Несвижского замка на купюре достоинством 100 тысяч белорусских рублей. Вместо радзивилловских орлов на рисунке Наполеона Орды на башнях замка были отображены православные кресты. Известно, что Радзивиллы были католиками, поэтому ошибка искажает не только художественное произведение Н. Орды, но и историческую действительность. Эту ошибку сделали специалисты российского Гознака, которые и принесли официальные извинения. Сама купюра вышла в свет 15 июля 2005 года, и на протяжении 8 лет ошибка оставалась незамеченной.

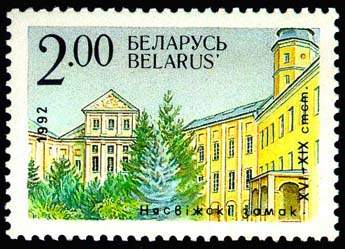
Несвижский замок на почтовой марке Беларуси, 1992
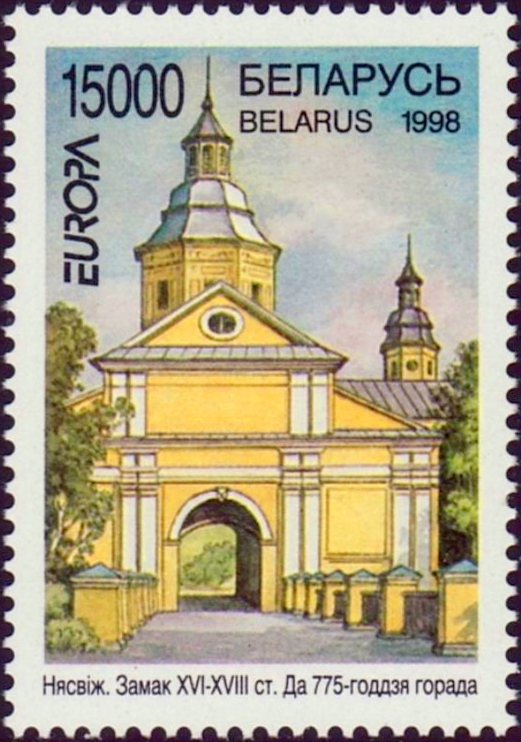
Несвижский замок на почтовой марке Беларуси, 1998
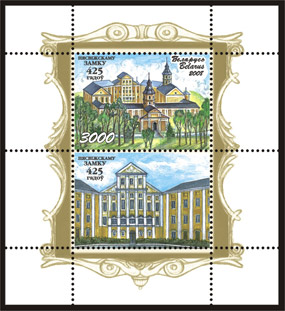
Несвижскому замку 425 лет, 2008
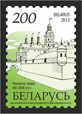
Несвижский замок на почтовой марке Беларуси, 2012
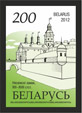
Несвижский замок на почтовой марке Беларуси, 2012
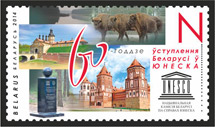
Объекты ЮНЕСКО на почтовой марке Беларуси, 2014
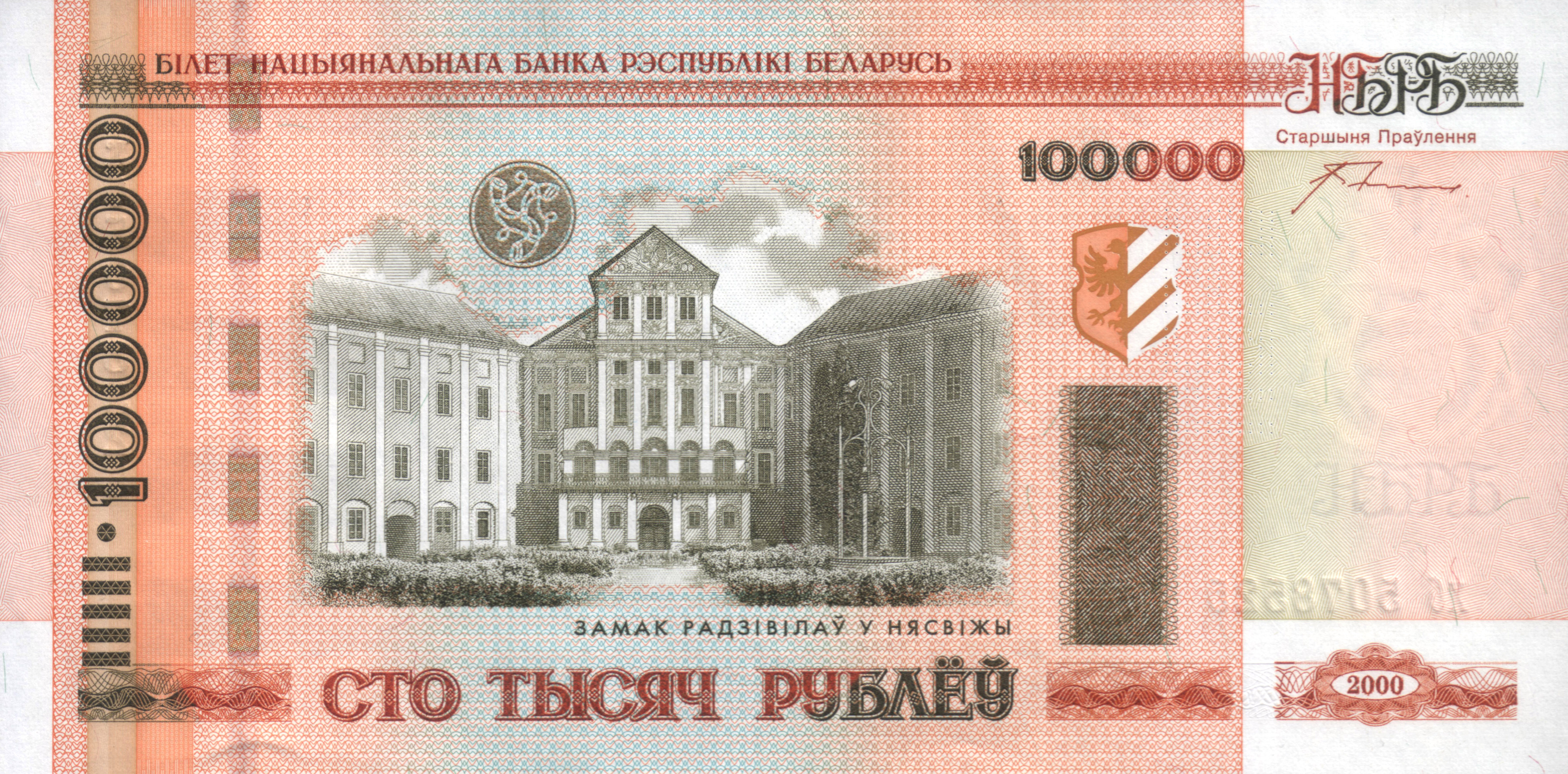
Несвижский дворец на купюре в 100 тысяч белорусских рублей образца 2000 года
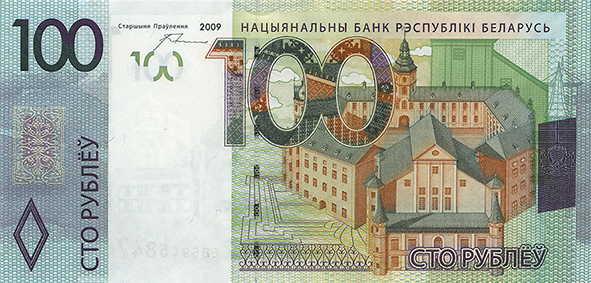
Несвижский дворец на купюре в 100 белорусских рублей образца 2009 года
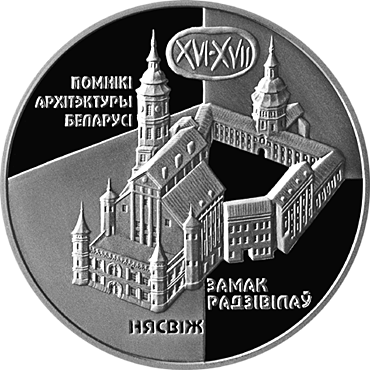
Несвижский дворец на серебряной монете в 20 белорусских рублей, 2004

## В кинематографе
- 2013 — комедия/мелодрама «Вот это любовь!» (реж. Станислав Назиров, Беларусь/Россия).
- 2015 — мелодрама «Королева красоты» (реж. Карен Оганесян, Россия).